# نهر النيل
نهر النيل (بالقبطية: ⲫⲓⲁⲣⲟ، باللوغندية: Kiira، بالنوبية:Áman Dawū) هُو نهرٌ تاريخي يتدفق في شمال شرق إفريقيا، ويُعد أطولَ نهرٍ في قارة أفريقيا وأَطولَ نهرٍ في العالم، على الرُغم من وجودِ خلافٍ مصدرُهُ بعضُ الأبحاثِ تشيرُ إلى أن نهر الأمازون أطولَ قليلًا. يبلغُ طولُ نهرِ النيل حوالي 6,650 كم (4,130 ميل)، ويغطي مُستجمعُه المائي إحدى عشر دولة تسمى دولُ حوضِ النيل وهي: تنزانيا، أوغندا، رواندا، بوروندي، جمهورية الكونغو الديمقراطية، كينيا، إثيوبيا، إريتريا، جنوب السودان، جمهورية السودان ومِصر. نهر النيل هو المصدر الرئيس للمياهِ في مِصر والسودان على وجْه الخصوص، تَعتمدُ مصر على النيل للحصول على حوالي 97% من مياهِ الري والشرب.
لنهر النيلِ رافدانِ رئيسيان وهما: النيل الأبيض والنيل الأزرق. يُعد النيل الأبيضُ منبع النيلِ نفسِه أو المصدر الأبعد، أما النيل الأزرق فهو مصدر معظم كمية المياه في النهر، إذ يحتوي على 68% من المياه والطمي. النيل الأبيض أطولُ من النيلِ الأزرق وينبُع من منطقة البحيرات الكبرى بوسط إفريقيا، بينما لا يزالُ الرافدُ الأبعدُ للنيلِ الأبيض غير معروفٍ بدقة، وهو يقع إما في رواندا أو بوروندي. يتدفقُ النيل الأبيض شمالًا عبر تنزانيا وبحيرة فيكتوريا وأوغندا وجنوب السودان. أما النيل الأزرقُ فينبُع من بحيرة تانا في إثيوبيا ويتدفق إلى السودان من الجنوب الشرقي. يلتقي النهران الأبيض والأزرق شِمال العاصمة السودانية الخرطوم. يتدفقُ النيل عبر الصحراء السودانية إلى مصر باتجاه الشمال ويمر في مدينةُ القاهرة الواقعة على دلتا النهر الكبيرة (دلتا النيل)، ثم يعبر النهر مدينتي دمياط ورشيد ويصب أخيرًا في البحر الأبيض المتوسط. يعيش اليوم معظم سكان مدن مِصر على طول تلك الأجزاء ابتداءً من وادي النيل شمال أسوان.
لنهر النيل تاريخٌ ضاربٌ في القِدم، إذ نشأت على ضفافه واحدة من أقدم الحضارات في العالم وهي حضارة الفراعنة التي يعود تاريخها إلى أكثر من 5,000 عام. اعتمدت هذه الحضارة (بالإضافة إلى الممالك السودانية) على النهر منذ العصور القديمة، حين كانت الزراعة هي النشاط الرئيس المميز لها خصوصًا في السودان ومصر، ولهذا فقد شكل فيضان النيل أهمية كبرى في الحياة المصرية القديمة والنوبية أيضًا. فعند الفراعنة ارتبط الفيضان بطقوس شبه مقدسة، فكانوا يقيمون احتفالات وفاء النيل ابتهاجًا بالفيضان. كما سجلوا هذه الاحتفالات في صورة نقوشٍ على جدران معابدهم ومقابرهم وعلى الأهرامات لبيانِ مدى تقديسهم للفيضان. أما في العصر الإسلامي فقد اهتم الولاةُ بالفيضان أيضًا، وصمموا «مقياس النيل» لقياس الفيضان بشكلٍ دقيق، ولا يزال هذا المقياس قائمًا إلى اليوم في «جزيرة الروضة» بالقاهرة.
تعاقب المستكشفون الواحد تلو الآخر على اكتشاف منابع النيل وفشلت الحملات المختلفة في تحديد منبع النهر إذ كانت هذه الرحلات محفوفة بالمخاطر. زار هيرودوت مدينة أسوان ووصل جنوبًا حتى الشلال الأول لكنه أخطأ عندما زعم أنَّ منابع النيل ربما كانت في الغرب بالقرب من بحيرة تشاد، ثم تلاه الإمبراطور نيرون الذي أرسل بعثات لاستكشاف منابع النيل الأبيض لكنها عادت أدراجها بعد أنْ تبيَّن أنَّ المُضي قدمًا ينطوي على مخاطر عديدة. أمّا الجغرافيين العرب فقد تحدَّثوا عن النيل ومنابعه بشيء من التفصيل في كتبهم ومنهم الإدريسي الذي ذكر أنَّ نهر النيل ينبع من بحيرة كبرى في الجنوب، والمؤرخ تقي الدين المقريزي والإمام أحمد بن محمد بن عبد السلام المنوفي ومحمد بن موسى الخوارزمي وعبدالله بن عبد العزيز البكري أول الجغرافيين المسلمين في بلاد المغرب والقزويني وغيرهم.
كان النيل ملهمًا للشعراء والكتاب والأدباء الذين أفردوا له فصولًا في كتبهم ومؤلفاتهم. نُسجت حول النهر العديد من الأساطير والخرافات أشهرها خرافة عروس النيل عند الفراعنة، التي كانت تتزين ثم تُلقى في النيل قربانًا للإله حابي، ثم تتزوج بالإله في العالم الآخر.
في أواخر الثمانينات؛ شهدت دولُ حوض النيل جفافًا نتيجة لضُعف فيضان النيل، مما أدى إلى نقص المياه وحدوث مجاعة كبرى في كل من السودان وإثيوبيا، غير أنَّ مصر لم تعانِ من آثار تلك المشكلة، نظرًا لمخزون المياه الكبير في بحيرة ناصر خلف السد العالي. كان النيل ولا يزال مطمعًا للقوى الاستعمارية منذ القرن التاسع عشر، إذ وُقعت العديد من الاتفاقيات بين دول حوض النيل لتقسيم المياه وهي الاتفاقيات التي ترفُضها غالبية دُول حوض النيل وتعتبرها اتفاقيةً جائرة تعود لعهد الاستعمار.

## التسمية
أَطلق المِصريون القُدماء على نَهر النيل في اللغة المصرية القديمة اسم «إيترو عا» وتعني (النهر العظيم)، وتُشير الأصول اللغوية لكلمة النيل إلى أنَّها من أصلٍ يوناني «نيلوس» Neilos (باليونانية: Νειλος)، كما أَطْلَق هوميروس على النهر أيضًا اسم Aigyptos (باليونانية: Αιγυπτος)، وهو أحدُ أصول المصطلحات الأوروبية لاسم مصر (باللاتينية: Aegyptus). بيدَ أن آخرين تحدثوا عن أصولٍ فينيقية للكلمة اشتُقت من الكلمة السامية «نهل» التي تعني (مجرى أو نهر).
أما المؤرِّخ ديودور الصقلي فقد ذكر أنَّ النهر كان يدعى «أبجيبتوس» قبل أنْ يُسمّى «نيلوس»،  ثم أُطلق عليه هذا الاسم تخليدًا لذكرى ملك يوناني يُدعى «نيلوس»، اعتلى عرش البلاد وحفر التِرع والقنوات فأطلق المصريون اسمه على نهرهم. أمَّا العبرانيون فقد أطلقوا عليه اسم «شهكور» ومعناه في اللغة العبرية «الأسود».
عُثر على بردية تعود إلى العصر الروماني تَظهر فيها كلمة «نيلوس» مستخدمة كإسم علم مذكر، وهذه البردية المحفوظة اليوم في المتحف المصري هي عقد بيع مدوّن بين رجل يدعى «نيلوس» وآخر يدعى «إسيدوروس». وقد ذكر ياقوت الحموي في كتابه (معجم البلدان) أن نيل مصر هو تعريب نيلوس من الرومية.
يرى العالم المصري رمضان عبده في دراسته الموسوعية بعنوان «حضارة مصر القديمة» أنَّ كلمة النيل مُشتقة من أصلٍ مصري صميم من العبارة «نا إيترو» والتي تعني (النهرُ ذو الفروع)، كما أَطلق المصريون على مَجرى النهر اسم «حبت إنت إيترو»، وأطلقوا على فروع النيل في أرض مِصر اسم «إيترو نوكيمت» والتي تعني (فروع الأرض السوداء).
أما الدكتور فتح الرحمن حسن فيقول في كتابه (النيل في الشعر السوداني) أنَّ اسم النهر كان (حابي) أي إله النهر، كما كان يدعي أحياناً (بي يوما) أي النهر، وهناك من يرجع الاسم إلى اللفظ الفارسي (نيل) التي تعني اللون الأزرق، وبعضهم يرجع الاسم إلى كلمة (نخل) الفينيقية أو كلمة (نحل) العبرانية وكلاهما تعني النهر.
وهناك رأي آخر نُقل عن الدكتور صلاح الدين الشامي يرى أنَّ اسم النيل ينحدر من لفظ (أيال) القبطي الذي استُخدم للتعبير عن النهر الكبير العظيم بعد إضافة المقطع (ني) كأداة تعريف للجمع كما هو مستخدم في اللغة القبطية، ويعني ذلك أنَّ الاسم قد ظهر حسب هذا الرأي مكونًا من مقطعين هما (اني أيال) وتصبح في النطق العادي (نيالو)، وقد أضاف اليونانيون اليها المقطع (OS) لكي تصبح نيالوس ثم حُذف بعد ذلك في استخدام العرب، وللنيل عند العرب معانٍ كثيرة كالسحاب ونبات العظلم، كما أُطلقت الكلمة على نهر آخر وقريتين بالكوفة ويزد، مما يدل على أن الكلمة كانت شائعة ومتداولة، ولكن اقتصر اطلاقها اصطلاحًا فيما بعد على نهر النيل.
بينما يُجمع عدد من المُؤرخين على أنَّ كلمة النيل هي نوبية الأصل، وأنها تعود إلى كلمة «ني» التي ما يزال يستخدمها أهل النوبة في وصف النهر وتعني «أشرب»، وعادة ما يقول النوبيون «نيلا تون نيلوس»، وهي عبارة تعني «شَربت من مكان الشرب».

## التاريخ

### العصر الفرعوني

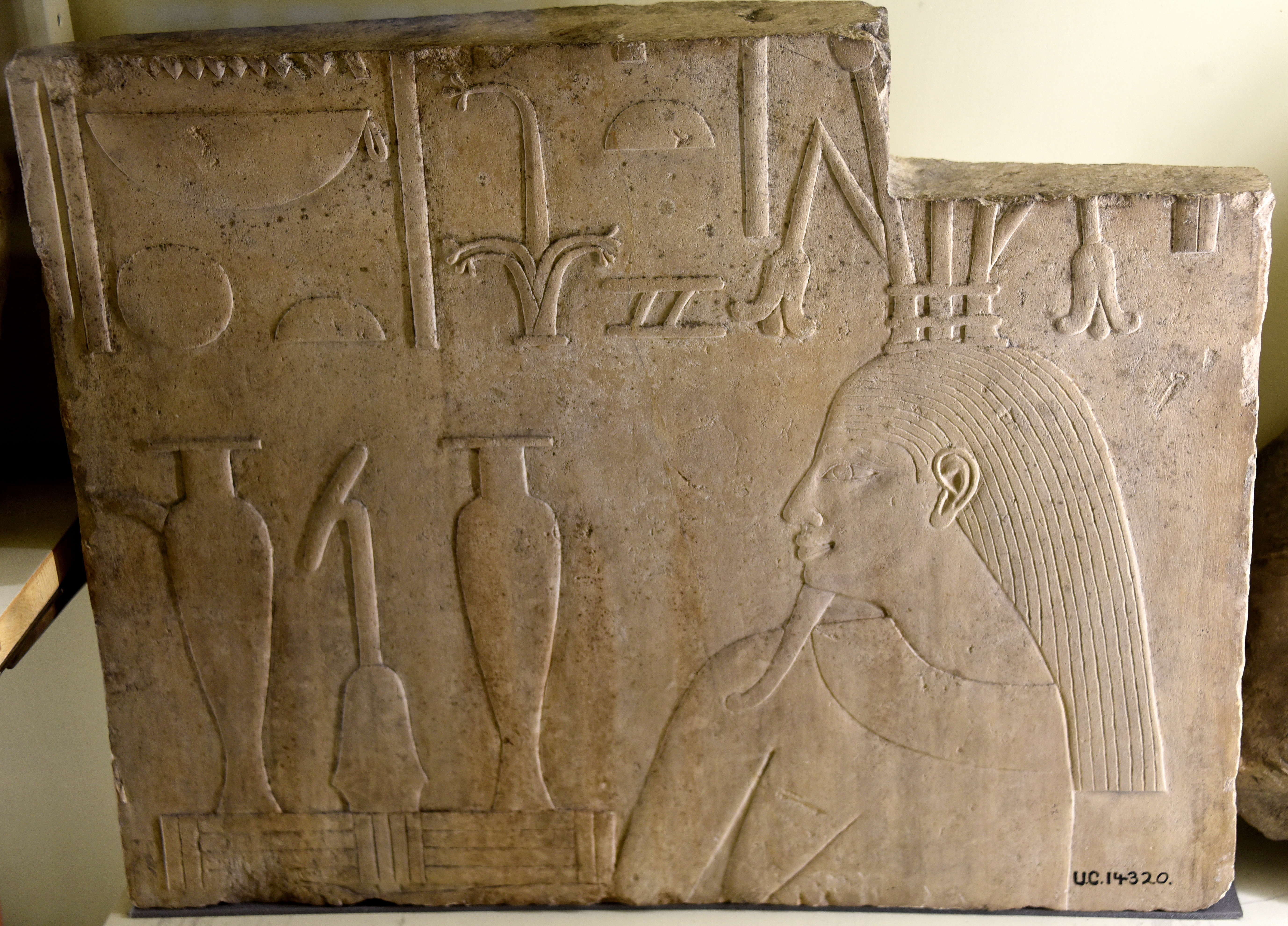
لوح من الحجر الجيري يظهر إله فيضان النيل حابي. عثر عليه في معبد تحتمس الثالث.

قدَّسَ الفراعنةُ الأوائلُ النيل بسبب أهميته للحياة لكل من يعيش على أرض مصر، ونَصَبوا له إلهًا للخير والسعادة أسموه حابي. اعتقد المصريون القدماء أن «فيضان النيل» يحدث عندما يمتلئ النيل الأزرق بدموع إيزيس حزنًا على وفاة زوجها أوزوريس. كما وجد في بعض النصوص المصرية القديمة أن النيل يبتدأ فيضانه في أول السنة المصرية والتي توافق ظهور النجم سوتيس (أو سوثيس) في فصل الصيف في السنة المصرية القديمة. ازدهرت الزراعة حول نهر النيل خصوصًا في منطقة الدلتا ذات التربة الخصبة، والتي تكوّنت بفعل التقاء روافد النيل، مما أدى لتراكم طبقات من التربة الغنية على ضفافه، وهو الأمر الذي تنبّه له المصريون القدماء وعرفوا فوائده فاستغلوه في الزراعة. كان الفراعنة ينتظرون الفيضان الكبير الذي كان يحدث مرّة في العام، وسجّلوا أيّامه وراقبوا ارتفاع وانخفاض منسوبِ مياهه، الذي ارتبطت به قيمةُ الضّرائب التي كانت تُجبى من المزارعين، فحين كانت تغطى حقولهم بالمياه والطمي كان يبدأ موسمهم الزّراعي، فبنوا السّدود حول النهر وحفروا الترع من أجل الري، كالترعة الطويلة التي كانت تُجر منها مياه النهر إلى منطقة الفيوم المعروفةُ باسم «بحر يوسف»، وقد عرفوا «الشادوف» واستخدموه لنقل مياه النيل وري أراضي المناطق البعيدة.
أعتاد قدماء المصريين على اعتبار النيل المورد الأول لحياتهم وأرزاقهم، فإذا تأخر الفيضان امتلئت المعابد بمن يؤدون الصلوات والتضرع، ثم تُقدَّم القرابين للآله على أمل أن يجود النيل عليهم بفيضه المعتاد. وقد ورد في شاهد حجري ترجَمه عالم الآثار الألماني «بروكش باشا» أنه وقعت في مصر مجاعة دامت سبع سنوات، ولكن لا يمكن الجزم بأنه هذه الحادثة هي نفسها المذكورة في التوراة والقرآن التي وقعت في عهد النبي يوسف. يخاطب الملك رجال بلاطه في النص المترجم قائلًا: «أنا الملك حزين على عرشي، وقلبي مفعم بالكآبة لتأخر النيل عن فيضانه المعتاد سبع سنوات، فأصبحت ثمرات الأرض نادرة، وجفَّت الخضرة، واستحال كل شيء على وجه الأرض، إني أفكر كثيرًا فيما مضى، وأتضرع معكم إلى إمحوتب ليمنحنا جميعًا الشفاعة والإغاثة بفيضه سريعًا»
أما أخناتون وهو أحد فراعنة الأسرة الثامنة عشرة فقد الًَف أنشودة دينية جميلة يخاطب فيها الإله آتون ويتغنى بها بنهر النيل قائلًا:
أنت خلقت النيل في العالم الأرضي
وأنت تخرجه بأمرك فتحفظ به الناس
يا إله الجميع حين يتسرب إليهم الضعف
يا رب كل منزل أنت تُشرق من أجلهم
أنت الذي خلقت في السماء نيلًا
لكي ينزل عليهم ولهم

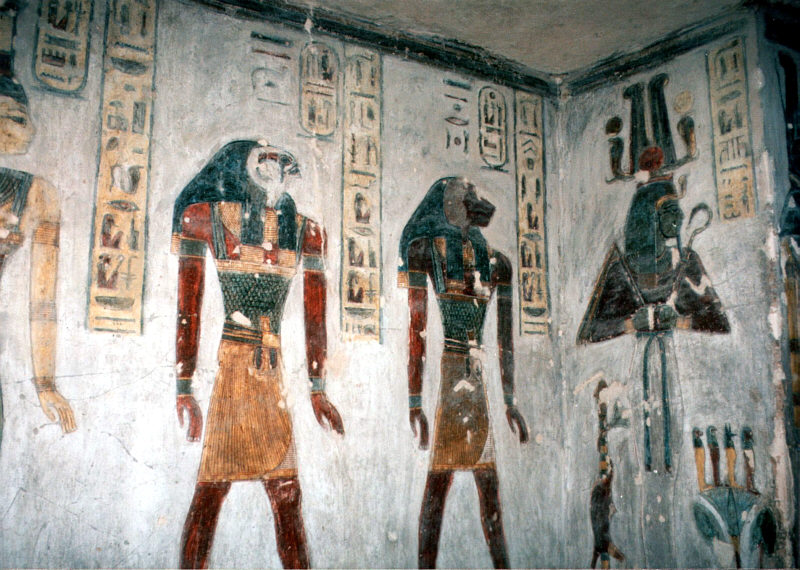
نقش عُثر عليه في مقبرة رمسيس الثالث (مقبرة 11) في وادي الملوك يظهر فيه حابي (في الوسط).

يتساقط الفيضان على الجبال كالبحر الزاخر
فيسقي مزارعهم وسط ديارهم
حفر الفراعنة في عهد الملك سنوسرت الثالث قناة تربط بين النيل والبحر الأحمر سميت قناة سيزوستريس وهو اسم أحد ملوك مصر القديمة عام 1874 قبل الميلاد، ثم أُعيد حفرها في عهد الملك سيتي الأول الذي تولى حكم مصر عام 1310 قبل الميلاد خلفًا لأبيه رمسيس الأول مؤسس الأسرة التاسعة عشرة، وظلت القناة تعمل أحيانًا وتغلق حينًا، ثم أعاد الملك نخاو الثاني حفرها عام 610 قبل الميلاد.
يُذكر أنه في العصر الفرعوني لم يكن هناك إله للنهر، وإنما كان هناك إله جسَّد الفيضان وهو «حعبي» أو «حابي». لم يكن الفراعنة يعبدون النهر في صورته المجردة، ولكنهم قدَّسوه لكونِه سببًا أساسيًّا للرخاء ولخصوبة الأرض بالبلاد. في العصر الروماني أصبح للنهر إله وهو نيلوس.

### العصر اليوناني وعصر البطالمة

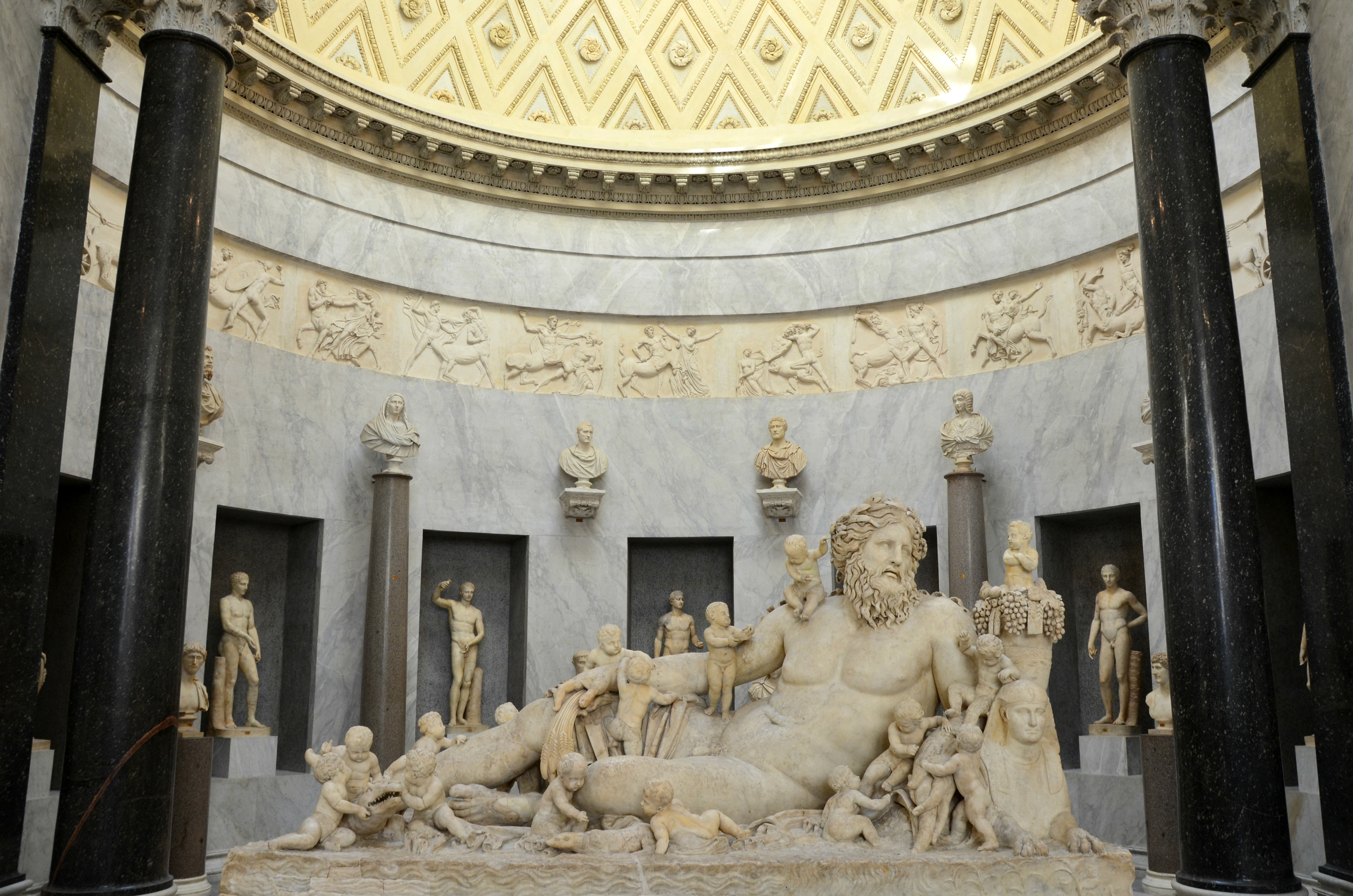
تمثال للإله نيلوس (إله النيل) في الحضارة الرومانية. متاحف الفاتيكان

بعد وصول الاسكندر المقدوني إلى مصر وتأسيس دولة البطالمة، كثُر عدد الزائرين إلى مصر من تُجّار وعلماء، وكُثر ارتيادهم لأعالي النيل، ولكنهم لم يتوغلوا لأبعد من نقطة التقاء النيل الأزرق بالأبيض. كان الجغرافي اليوناني إراتوستينس هو أول من درس مجرى النيل بشيء من الدقة، ووصف نهر النيل وصفًا دقيقًا وأشار إلى وجود بحيرات ينبُع منها النهر. ثم تلاه المُؤرِّخ سترابو الذي طاف في أرجاء مِصر ووصل إلى الشلال الأول وتوغل قليلًا فيما وراءه، ولكنه لم يذكر أي معلومات زيادة عما ذكره أسلافه. أما بطليموس الذي يعد أحد أعظم الجغرافيين في عصر الإمبراطورية الرومانية فقد وصف مجرى النيل وصفًا دقيقًا حتى مدينة مروي، وقد جعل بطليموس نقطة التقاء النيل الأبيض بالأزرق عند خط عرض 12° بدلًا من 15.10° وهذه غلطة ربما كانت يسيرة لجغرافي في ذلك العصر، ولكنه في نفس الوقت جعل منابع النيل أبعد في الجنوب مما كان يُعتقد.
طوَّر البطالمة والرومان طُرقًا لقياس منسوب مياه النيل. إحدى هذه الطُرق كانت أداة محمولة وهي عبارة عن عصا مُدّرجة صُنعت من البوص، توضع بشكل طولي في مجرى النيل لقياس مستوى الفيضان، ثم تطوَّرت لتصبح على شكل سلَّم نُقشت على جدرانه الداخلية قياسات الفيضان بالأذرع. أقام البطالمة المعابد على ضفة النهر وزودوها بمقاييس النيل، كما عُثر على نقوش في معبد فيلة تُظهر توقيت وزمن الفيضان، حين كانت الضرائب تُحسب على أساس مستوى فيضان النيل.
يُذكر أنَّه في عام 2014؛ أعلن وزير الآثار والتراث المصري ممدوح الدماطي عن اكتشاف بقايا مدينة تحت نهر النيل أسفل طبقة من الطمي جنوبي مدينة رشيد في شمال البلاد ترجع لعصر الرومان. وتُعد هذه المدينة نموذجًا متميزًا يعكس آليات تخطيط المدن الهيلينستية الرومانية في الدلتا.

### العصر الإسلامي

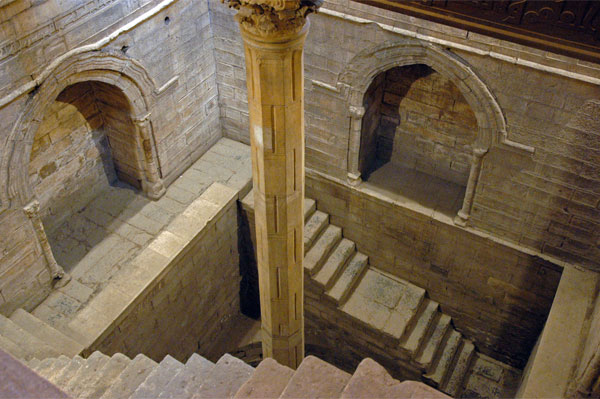
صورة لمقياس النيل، ويظهر فيه العمود الوسطي (المقياس) الذي كان يعطر بالطيب

كان العباسيون أوَّل من أنشأ مقياس النيل في الطرف الجنوبي لجزيرة الروضة بمدينة القاهرة، ويُعد هذا المقياس ثاني أقدم أثر إسلامي في مِصر، إذْ يعود تاريخُه إلى عام 861 في عهد الخليفة المتوكل على الله، الذي كان حريصًا على متابعة وقياس منسوب النهر، في الواقع كان هذا المقياس هو ثاني مقياس أُنشأ في تلك البقعة، فقد أنشأ أسامة بن زيد التنوخي في خلافة سليمان بن عبد الملك المقياس الأول عام 715 (197 هـ) ولكنَّ مياه النيل جرفته. (انظر مقياس النيل بالروضة).
كلَّف الخليفة المتوكل على الله عالم الرياضيات والفلك «أحمد بن محمد بن كثير الفرغاني» ببناء المقياس في الفسطاط، فأشرف عليه وأنجز عملية بِنائه، ثم تولى «عبد الله بن عبد السلام بن أبي الرداد» مهمة قياس مستوى ماء النيل، وظل هذا المنصب متوارثًا في عائلة أبي الرداد حتى بعد نهاية عصر سلاطين المماليك.
يذكر أنًَّ العديد من المقاييس التي بناها المصريون قبل الإسلام وبعده قد تعرضت للتدمير نتيجة لفيضانات النهر، بينما خضع مقياس النيل للعديد من عمليات الترميم في العصور اللاحقة.
كان قياس فيضان النيل مهمًا، فبناءً عليه تُحدّد الضرائب للعام الزراعي المقبل. عُرف المقياس بعدة أسماء منها: «المقياس الهاشمي» و«المقياس الكبير» و«المقياس الجديد» و«مقياس الروضة»، فإذا بلغ النيل 16 ذراعًا عُدَّ ذلك بِشارة بوفاء النهر وإيذانًا ببدءِ الاحتفالات. استمر المقياس في أداء مُهمته حتى عهد قريب من بناء السد العالي الذي حجز الفيضانات عن الأراضي المصرية.

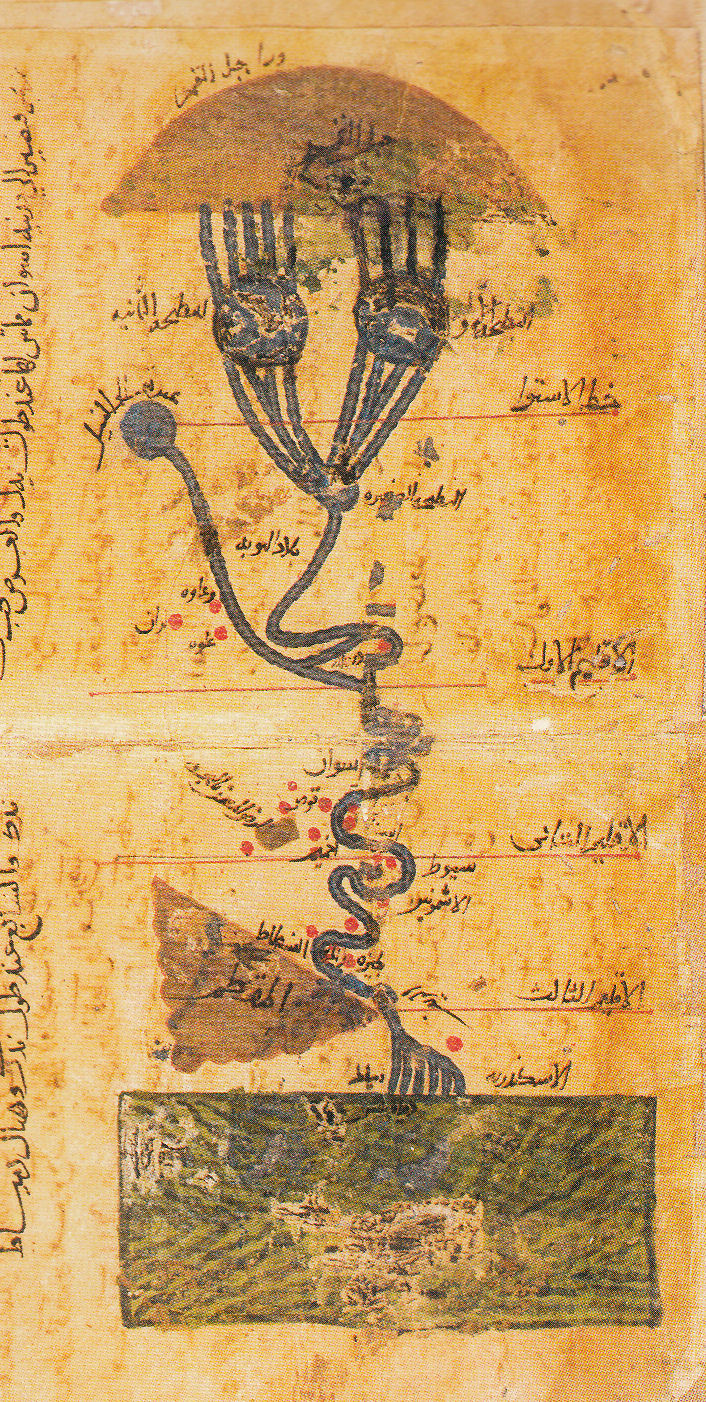
خارطة لنهر النيل رسمها عالم الجغرافيا الخوارزمي، يظهر فيها مسار نهر النيل من المنبع (جبال القمر) إلى المصب. تُظهر الخارطة أيضًا خط الاستواء وتقسيم حوض النيل إلى أقاليم وبعض المدن مثل الإسكندرية والقاهرة.

في عهد الفاطميين؛ كان الاحتفالُ بعيد وفاء النيل مختلفًا عن الفراعنة، أقيم أول احتفال بأعياد النيل (الذي كان يسمى بعيد ركوب الخليج) في مدينة عين شمس في شهر ذو القعدة عام 362 هـ (الموافق أغسطس من عام 973)، فإذا ارتفع ماءُ النيل ستة عشر ذراعًا وهو الارتفاع المناسب لري الأرض، ركب الخليفة الفاطمي في موكِبِه الفخم بين تهليل الشعب إلى مقياس النيل للاحتفال بما كان يعرف بـ (تخليق المقياس) أي تعطيره بالعطر المعروف بـ (الخلوق) وهو أحد أنواع الطيب. كان القائم على أمر المقياس يُلقي بنفسه في حوض المقياس ويتعلق في عموده برجليه ويده اليسرى ثم يُعطّره بيده اليمنى، وفي تلك الأثناء كان القرَّاء يتناوبون على قراءة القرآن وينتهي الاحتفال ويعود الخليفة إلى القصر. استمر الفاطميون في الاحتفال بهذا العيد في عهدهم حتى عام 401 هـ.
وقبل أنْ يتولَّى الفاطميون الحُكم؛ كان يُنادى في كل يومٍ على ارتفاع ماء النيل، إلا أن الفاطميين أصدروا الأمر بإبطال تلك العادة حتى لا ترتفع الأسعار، وكانت الدولة تكتم خبر الفيضان عن الشعب إلى أن يسجل المقياسُ أن ماء النيل قد ارتفع إلى ستة عشر ذراعًا، وعلى إِثر ذلك يَمضي الخليفة إلى المقياس محتفلًا بوفاء النيل.
أما في عهد الأيوبيين والمماليك، فقد ذكر القلقشندي والمقريزي أن صلاح الدين كان يركب الخليج (أي نهر النيل) لتخليق المقياس بالعطور يوم 17 من شهر ربيع الأول، واستمرّت عادة الاحتفالات بالعيد حتى عهد المماليك. كما حضر الظاهر برقوق هذا الاحتفال بنفسه عام 785 هـ، واهتم الظاهر بيبرس أيضًا بهذه الاحتفالات. وقد ظلت مظاهر الفخامة والعظمة تحيط باحتفالات وفاء النيل (الفيضان) حتى أواخر عصر المماليك، وفي سنة 905 هـ توجه السلطان طومان باي لفتح السد وفرق على الجماهير المتفرجين الحلوى والفاكهة ونثر للعوام الفضة وكان يومًا مشهودًا، وكان عام 922 هـ آخر احتفالات المماليك بعيد وفاء النيل بالرغم من الحرب الدائرة ضد العثمانيين آنذاك.

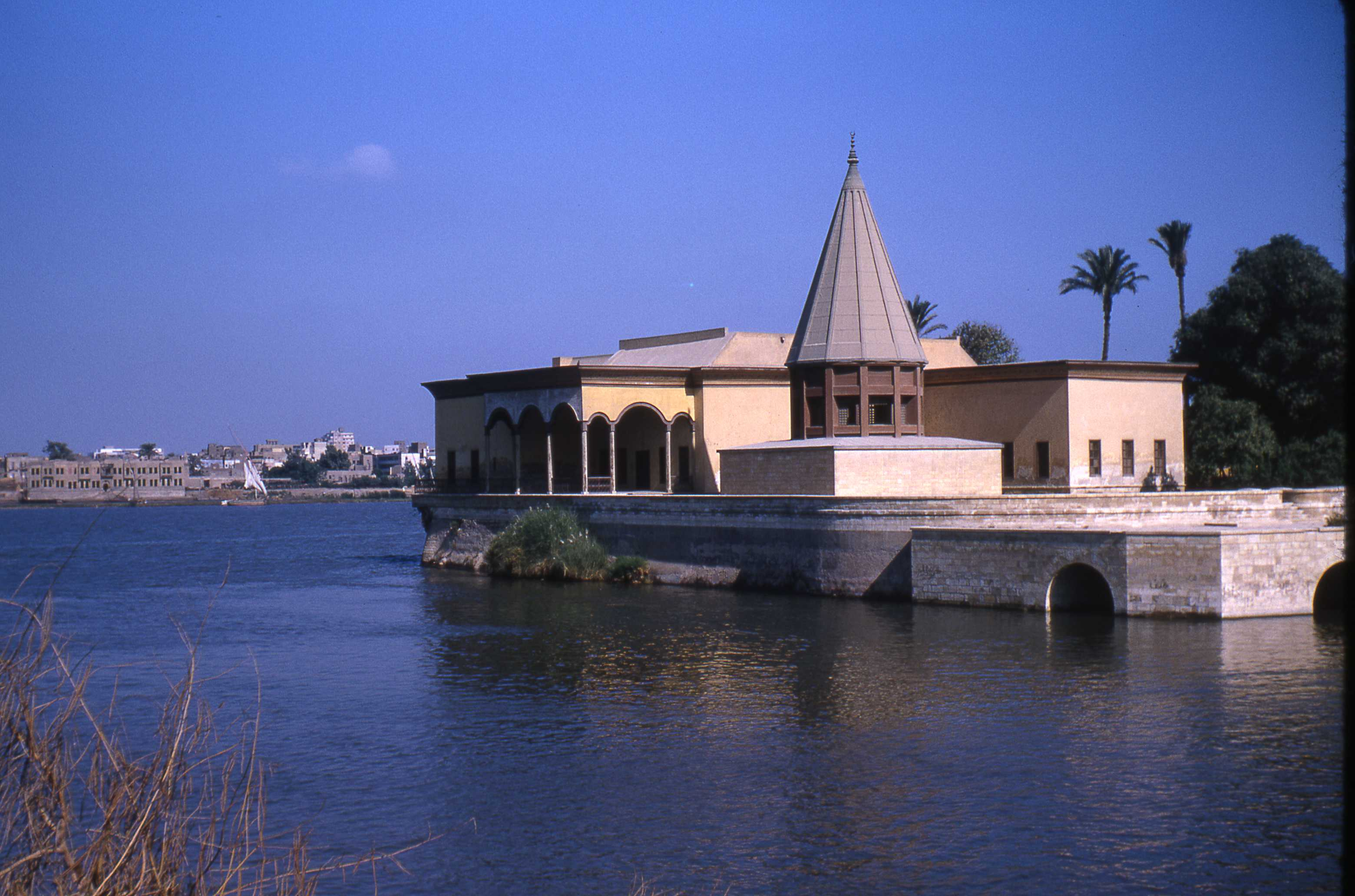
صورة لمقياس النيل في جزيرة الروضة في القاهرة الذي أُعيد ترميمه عام 1966.

في الخلافة العثمانية؛ كان عيدُ وفاء النيل يبدأ بأنْ يَعقد رئيس الانكشارية مؤتمرًا بأمر الوالي أو الباشا ليعلم كم ذراعًا ارتفع أو أنخفض ماءُ النيل، وتقام الولائم سبعة أيامٍ بلياليها، وفي اليوم السابع يُدعى الباشا إلى جزيرة المقياس، وبعد الفراغ من تناول الطعام يُوزع الباشا الحِلي الفاخرة على أصحاب الولائم ورئيس الانكشارية، ويجودُ بمائة قرش على خدام رئيس العسكر ويركب سفينة تجري به في النيل حتى يصل إلى القصر العيني، ويتقدم حشد من الأعيان وقادة الانكشارية وتُقام لهم وليمة عظيمة تُمد في أربعين موضعًا، ويُحرق البخور وتُوزع أكواب الشراب. وبعد العصر يأتي جميع العلماء والأئمة الفضلاء وأكابر المشايخ في مصر، وتُقام لهم وليمة فاخرة، ويمتلئ مسجد جزيرة المقياس بعددٍ لا يُحصى من عامة الناس وتوزَّع المِنح عليهم.

### العصر الحديث
نتيجة للإمكانيات الهائلة التي يُوفِّرها نهر النيل، فقد كان مطمعًا للقوى الاستعمارية في القرن التاسع عشر. تحكَّمت الدول الأوروبية في دول حوض النيل في تلك الفترة؛ فبينما كانت بريطانيا تُحكم قبضتها على مصر والسودان وأوغندا وكينيا، أحكمت ألمانيا قبضتها على تنزانيا، رواندا، وبوروندي، أما بلجيكا فسيطرت على الكونغو الديمقراطية التي كانت تُعرف في ذلك الوقت باسم زائير.

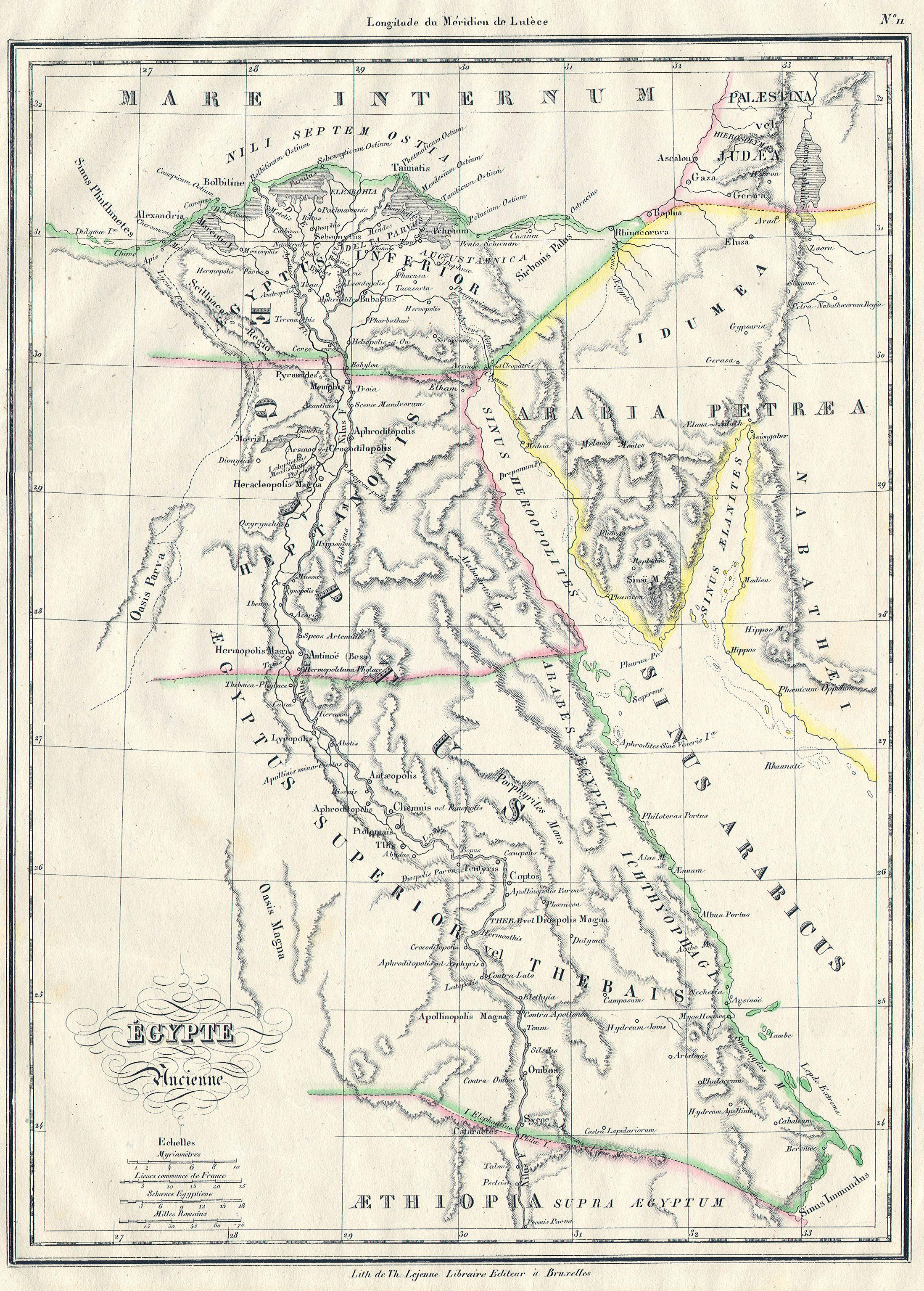
خارطة تعود للعام 1837، يظهر فيها حوض نهر النيل والمملكة الحبشية (اثيوبيا) و بلاد النوبة (السودان)

وبعد أنْ وضعت الحرب العالمية الأولى أوزارها، قُسِّمت المستعمرات الألمانية بين بريطانيا وبلجيكا؛ فحصلت بريطانيا على تنزانيا، بينما حصلت بلجيكا على رواندا وبوروندي، وبقيت إثيوبيا دولة مستقلة. ومع انتهاءِ السيطرة البريطانية على مصر والسودان في الخمسينات من القرن العشرين، وُقِّعت اتفاقية نهر النيل عام 1959 لتقسيم مياه النيل، التي ترفُضها غالبية دُول حوض النيل وتعتبرها اتفاقيةً جائرة تعود لعهد الاستعمار.
أمَّا بالنسبة للأطماع الإسرائيلية في مياه نهر النيل فهي ليست وليدة الظروف الحالية، وإنما تعود إلى عام 1903 عندما حاولت الحركات الصهيونية الاتصال وممارسة الضغوط على الحكومة البريطانية (صاحبة السيادة على مصر في ذلك الوقت) لإرسالِ بعثات فنية، لكي تقوم بإجراء الدراسات حول إمكانية سحب جزء من مياه نهر النيل إلى سيناء، ومن ثم جر هذه المياه إلى النقب لتطويره وبناء المستعمرات اليهودية فيه. كما عَرَضت الحركات الصهونية بقيادة تيودور هرتزل أن تستأجر شبه جزيرة سيناء لمدة 99 عامًا ورفد صحراء النقب بمياه النيل، إلَّا أنَّ الحُكومة المصرية رفضت بِشدة هذه الضغوط.
ورغم أن مُعاهدة السلام المصرية-الإسرائيلية لم تتطرّق إلى مسألة المياه، إلا أن إسرائيل كانت تتطلع إلى جَر كميات من مياه نهر النيل تصل إلى حوالي 800 مليون متر مكعب وهو ما يعادل 1% من تصريف مياه النيل. ففي نظرِ إسرائيل فإن هذه الكمية لا تعني الشيء الكثير بالنسبة لمصر في حين أنها تعني الكثير لإسرائيل التي كانت ترغب بجر المياه عبر قناة تمر أسفل قناة السويس، وهذه الكمية يمكنها ري 2,16 مليون دونم من الأراضي في النقب. استغلت إسرائيل تقاربها مع أثيوبيا في عهد الإمبراطور هيلاسيلاسي وقامت باستغلال هذه العلاقة من أجل تهديد حصة مصر من المياه، ذلك لأن 85% من احتياجات مصر المائية تنبع من أثيوبيا. بلغت حصة مصر من مياه النيل 55,5 مليار متر مكعب ارتفعت إلى 70 مليار متر مكعب عام 2000، ما شكل عجزًا مائيًا بمقدار 14,5 مليار متر، أما السودان فكانت حصتها 18,5 مليار متر مكعب. كان السودان يهدف إلى زيادة مساحة الرُقعة الزراعية من 4,5 مليون فدان إلى 9 ملايين فدان، وهذا يحتاج إلى 14,8 مليار متر مكعب، وبذلك يكون العجز المائي عند مصر والسودان 38 مليار متر مكعب من المياه.
أما تاريخيًا فقد كشفت وثائق سرية بريطانية أن التقدير البريطاني لأزمات المياه المستمرة بين مصر وإثيوبيا والسودان توصل في عام 1990 إلى أن ثَنْي إثيوبيا عن تنفيذ المشاريع قد يضر بالمصالح المصرية، وهو أمر على مصر أنَّ تدرك أن تحقيقه غير واقعي.

خلال عقد الثمانينات (بين 1980-1990) واجهت مصر مشكلة كبيرة بسبب الجفاف في حوض النيل الذي أدى إلى قلة المياه في بحيرة ناصر، التي تتجمَّع فيها المياه خلف السد العالي، غير أنّه في عامي 1988 و 1989 حدثت فيضانات بمعدل كبير، أنقذت البلاد من أزمة حقيقية. وقد نبَّه الخُبراء البريطانيون إلى حقائق مثيرة للقلق وهي أنَّ الاحتمال الأرجح هو أنْ تزيد التقلبات في مستوى الفيضانات ولا تقل، وأنّه من المُرجَّح أن يقل مُتوسط تدفق المياه في النيل الأزرق (المصدر الرئيس لمياه نهر النيل)، بالإضافة إلى تغيُر المناخ، وارتفاع درجات الحرارة الناتج عنه، سيؤدي إلى زيادة فقدان المياه عن طريق التبخر.

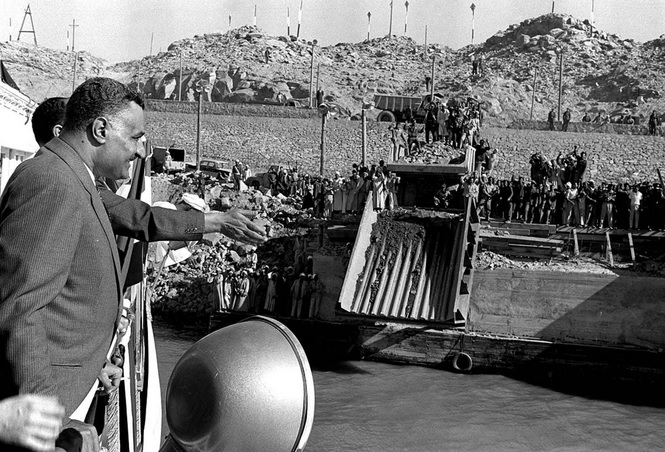
الرئيس المصري الأسبق جمال عبدالناصر في زيارة إلى السد العالي وهو قيد الإنشاء

وفي شهر يونيو من عام 2020، أُعدّت دراسة بعنوان «نهر النيل»، ضُمَّت إلى وثائق السياسة الخارجية البريطانية، انطلقت الدراسة من حقيقتين ثابتتين مهمتين، أولاهما أن 86% من مياه النيل تأتي من المرتفعات الإثيوبية، وثانيهما هي أن مصر تعتمد بشكل كامل تقريبًا على مياه النيل، وبحسب الدراسة البريطانية، فإنه :«في سنوات الجفاف، يمكن أن يصبح سد النهضة سلاحًا استراتيجيًا محتملًا بيد إثيوبيا»، أي أنها ستكون في موقفٍ يُتيح لها حَبس المياه عن مصر والسودان والتحكم بتدفق المياه لكونها دولة المنبع.
وقد برزت حديثًا واحدة من أسوأ الأزمات المتعلقة بالأمن المائي بين دول حوض النيل وهي أزمة سد النهضة، الذي أنشأته أثيوبيا على النيل الأزرق وتصر على القيام بمِلئه وتشغيله، فهو بالنسبة لها مشروع حيوي سيساهم في تعزيز قدرتها على توليد الكهرباء، فضلًا عن دفع عجلة التنمية الاقتصادية. وقد شددت رئيسة أثيوبيا سهلورق زودي على أهمية تلك القضية معتبرة أنها مسألة وجودية للبلاد، مضيفة أن: «إثيوبيا حرمت من الحق في تطوير مشاريع في نهر النيل، بسبب التحديات الداخلية والخارجية». أما رئيس الوزراء الإثيوبي آبي أحمد فقال إن الملء الثاني لسدّ النهضة سيعود بفائدة على السودان، من خلال تقليص حجم الفيضانات، وأن بلاده تُسخّر نهر النيل لتلبية احتياجاتها، ولا تُضمر سوءًا لدول المصب. بينما اعتبرت مصر والسودان هذا السد تهديدًا لحصة البلدين من مياه النهر التي يُعتمد عليها بشكل أساسي في الشرب والزراعة. وقد ذكر وزير الموارد المائية المصري محمد عبد العاطي أنَّ القاهرة اقترحت 15 سيناريو مختلف لملء وتشغيل سد النهضة على مدار الأعوام الماضية على نحو يحقق المتطلبات الإثيوبية وبدون إحداث ضرر ملموس على دولتي المصب، إلا أنَّ الجانب الإثيوبي رفض جميع هذه المقترحات. يُذكر أن الرئيس المصري عبد الفتاح السيسي قد حذّر من المساس بحصة مصر من مياه النهر معتبرًا أن ما تقوم به أثيوبيا بشكل فردي قد يجر المنطقة إلى حالة من عدم الاستقرار. وهو ما فهمه العديد من المراقبين والسياسيين على أن مصر قد تستخدم القوة العسكرية إذا لزم الأمر لحل هذا النزاع في حال تعنَّت الطرف الأثيوبي ورفض جميع المقترحات.

## النيل والجغرافيين العرب
تناول الجغرافيون والمؤرخون العرب نهر النيل في كتبهم وأفردوا له فصولًا تتحدث بشيء من التفصيل عن مساره ومنبعه، فوصف الرحالة ابن بطوطة الذي انطلق من طنجة متجهًا إلى الحج، نهر النيل في كتابه: (تُحْفة النُّظَّارِ في غرائبِ الأَمْصارِ وعجائبِ الأَسْفار) قائلًا: «ونيل مصر يفضل أنهار الأرض عذوبةَ مذاق واتساعَ  قطرٍ وعظم منفعة، والمدن والقرى بضفتيه منتظمة ليس في المعمورة مثلها، ولا يعلم نهر يزدرع عليه ما يزدرع على النيل، وليس في الأرض نهر يسمى بحرا غيره، قال الله : ﴿فَإِذَا خِفْتِ عَلَيْهِ فَأَلْقِيهِ فِي الْيَمِّ﴾ [القصص:7] وسماه يمًّا وهو البحر، وفي الحديث الصحيح: «أن رسول الله ﷺ وصل ليلة الإسراء إلى سدرة المنتهى، فإذا في أصلها أربعة أنهار: نهران ظاهران، ونهران باطنان، فسأل عنها جبريل عليه السلام فقال: أما الباطنان ففي الجنة، وأما الظاهران فالنيل والفرات»، وفي الحديث أيضا: «أن النيل والفرات وسيحون وجيحون كل  من أنهار الجنة»»
كما ألَّف محمد بن موسى الخوارزمي كتاب (صورة الأرض) الذي ذكر فيه تصوُّره الدقيق للأرض بما عليها من جبال وأنهار وبحار، ونقل أفكار بطليموس عن النيل وقال أنه ينبُع من جبل القمر، ورسم خريطة للنيل، وتحدَّث في كتابه عن منابع النيل ومساره ومصبه. أما عبد الله بن عبد العزيز البكري وهو أول الجغرافيين المسلمين في بلاد المغرب وأشهرهم في قرطبة، فألَّف كتاب (المالك والممالك) الذي تحدَّث فيه عن ارتباط نهر النيل ببلاد النيجر.
ذكر القزويني في كتابه (عجائب المخلوقات وغرائب الموجودات) أنه ليس في الدنيا نهر أطول من النيل لأنه مسيرة شهر في بلاد الإسلام ومسيرة شهر في بلاد النوبة وأربعة أشهر في الخراب إلى أن يخرج ببلاد القمر خلف خط الاستواء. كما ألَّف شمس الدين الجوجري منظومة من مائة وعشرين بيتًا من الشعر، يصف فيها النيل وفضائله ومزاياه ويشرح أحواله وعجائبه ومن أين يبدأ وأين ينتهي. وقد ذكر ابن أيبك الدواداري وهو مؤرخ مصري مملوكي في كتابه (درر التيجان) أنَّ من ابتداء نهر النيل إلى انتهاءه اثنين واربعين درجة وثلثي درجة، كل درجة ستون ميلًا، فيكون طوله ثمانية آلاف وستمائة وأربع وعشرين ميلًا وثلثي الميل.

## البحث عن منبع النيل

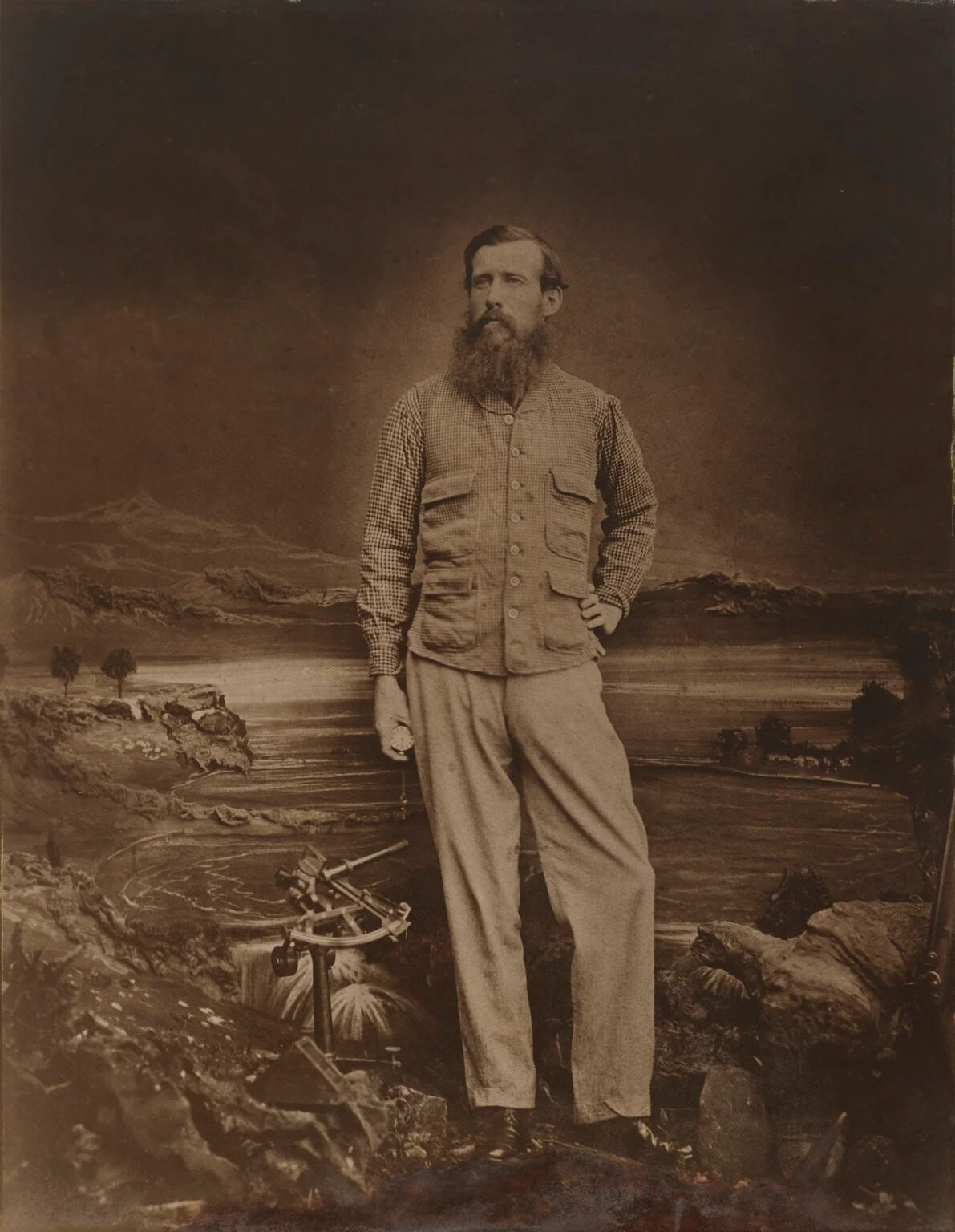
المستكشف جون هاننج سبيك من العصر الفيكتوري الذي كان أول من وصل إلى بحيرة فكتوريا عام 1858.

ظلَّت الروافد العليا للنيل الأبيض غير معروفة لليونانيين والرومان القدماء إلى حدٍ كبيرٍ بسبب فشلهم في اختراق الأراضي الرطبة في جنوب السودان، كما فشلت الحملات المختلفة في تحديد منبع النهر. ذكر المؤرخ اليوناني أجاثارشيدس أنَّه في زمن بطليموس الثاني، نجحت حملة عسكرية بالوصول إلى مسافة كافية على طول مجرى النيل الأزرق وحدَّدت أنَّ الفيضانات التي كانت تحدث في الصيف كانت ناجمة عن عواصف مطيرة موسمية غزيرة في المرتفعات الإثيوبية، ولكنه لم يَذكر اسم أي أوروبي في العصور القديمة نجح بالوصول إلى بحيرة تانا (منبع النيل الأزرق).
تعاقب المستكشفون الواحد تلو الآخر لاكتشاف منابع النيل، ففي عام 460 قبل الميلاد زار هيرودوت مدينة أسوان ووصل جنوبًا حتى الشلال الأول، وتوصَّل إلى أنَّ جزءًا من مياه النيل يأتي من أثيوبيا، إلا أنَّه أخطأ عندما زعم أنَّ منابع النيل الأصلية ربما كانت في الغرب بالقرب من بحيرة تشاد. في عهد الرومان كان التوغل إلى ما وراء نقطة التقاء النيل الأبيض والنيل الأزرق مغامرةً محفوفة بالمخاطر في ذلك الوقت، ولم يحاول أحد أن يقدم على خطوه كهذه، إلى أنْ جاء الإمبراطور نيرون وكان عنده شغف بالعلم وحب الاستطلاع، فأرسل في عام 66 اثنين من ضباط جيشه في بعثتين إلى النوبة لاستكشاف منابع النيل الأبيض. سافرت البعثة إلى الجنوب حتى بلغت منطقة السدود والمستنقعات ثم عادت أدراجها بعد أنْ تبيَّن أنَّ المضي قدمًا ينطوي على مخاطر عديدة (طالع استكشاف نيرو لنهر النيل).
في منتصف القرن الثاني؛ رسم العالم اليوناني بطليموس خريطته الشهيرة للنيل، التي ظهر فيها نابعًا من بحيرتين في جنوب خط الاستواء تتجمع فيهما المياه نتيجة ذوبان الجليد فوق جبال القمر (جبال رونزوري حاليًا). أما عن منابع النيل، فقد ذكر بطليموس أن هناك بحيرتين عظيمتين يخرج من كل منها نهر ويتحد النهران عند خط عرض 2° شمالًا وهي قيمة دقيقة جدًا لأنَّ مخرج النيل من بحيرة ألبرت يقع على خط عرض 2,15 ° شمالًا، وقد بيَّن بطليموس الفرق بين البحيرات الاستوائية التي ينبع منها النيل الأبيض وبين بحيرة تانا التي سماها «كلوي» وقال أنَّ منها ينبع النيل الأزرق وسماه «استابس»، كما أشار إلى وجود جبال شامخة في جنوب منابع النيل أسماها «جبال القمر».

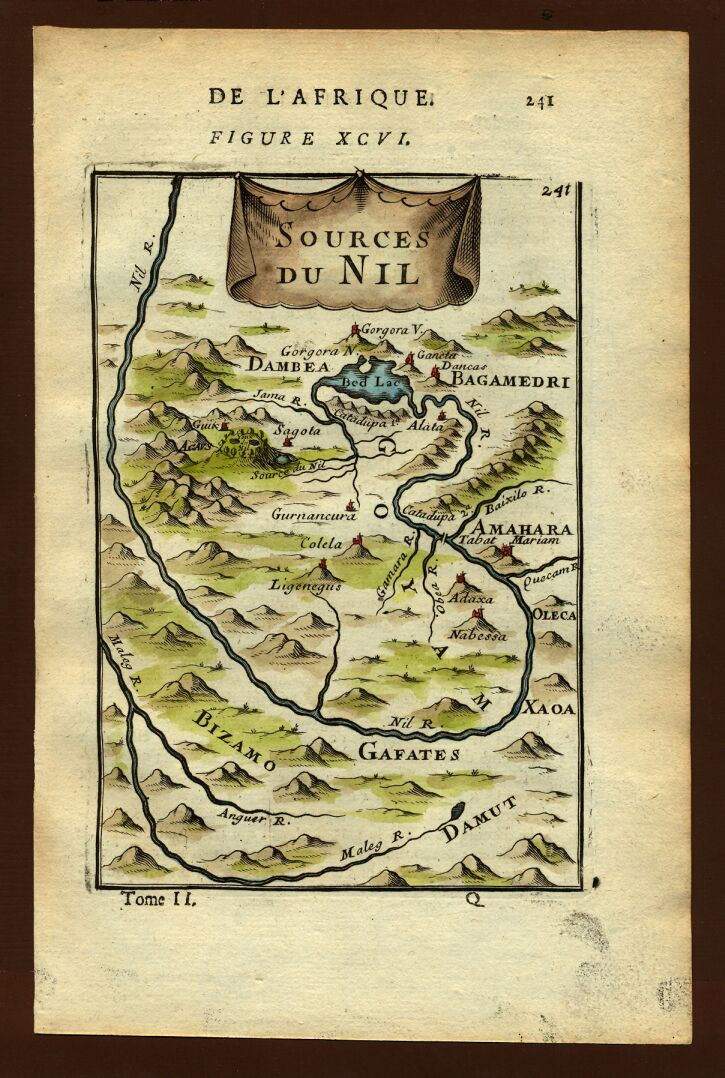
خارطة لنهر النيل تعود إلى العام 1683، يظهر فيها منبع نهر النيل ومساره كما كان يُعتقد

ذكر الجغرافي العربي الإدريسي في كتابه (نزهة المشتاق في اختراق الآفاق)  أنَّ نهر النيل ينبع من بحيرة كبرى في الجنوب، ورسم أول خريطة جغرافية لنهر النيل كان لها قدرها ومكانتها في أعمال المستكشفيين الأوروبيين فيما بعد. يقول الإدريسي في وصف نهر النيل:«....وفي هذا الجزء افترق النيلين أعني نيل مصر الذي يشق أرضها وجريه من الجنوب إلى الشمال وأكثر مدن مصر على ضفتيه معًا وفي جزائره أيضًا والقسم الثاني من النيل يمر من جهة المشرق إلى أقصى المغرب وعلى هذا القسم من النيل جميع بلاد السودان أو أكثرها وهذان القسمان مخرجهما من جبل القمر الذي أوله فوق خط الاستواء بست عشرة درجة وذلك أنَّ مبدأ النيل من هذا الجبل من عشر عيون فأما الخمسة أنهار منها فإنها تصب وتجتمع في بطيحة كبيرة وكذلك الخمسة الأنهار الأخرى تنزل من الجبل إلى بطيحة أخرى كبيرة ويخرج من كل واحدة من هاتين البطيحتين ثلاثة أنهار فتمر بأجمعها إلى أنْ تصب في بطيحة كبيرة جدًا.....»
كما ذكر المؤرخ تقي الدين المقريزي في كتابه (المواعظ والاعتبار بذكر الخطط والآثار) في وصف مِصر أنَّ النيل يظهر على الأرض بالقرب من (وادي القمر) القريب من خط الاستواء. أما أهم المؤرخين العرب الذين بذلوا جهدًا حثيثًا للوقوف على معلومات صحيحة عن منابع النيل فهو الإمام أحمد بن محمد ابن عبد السلام المنوفي الذي دوَّن كتابًا بعنوان (الفيض الجديد في أخبار النيل السعيد) تكلَّم فيه عن منابع النيل وأصله وطوله وعرضه وخصائصه وكيف يُعرف زيادته ونقصانه والأقاليم التي تروى منه.
حاول الأوروبيون اكتشاف منبع النيل في القرن الرابع عشر عندما أرسل البابا رهبانًا كمبعوثين إلى منغوليا ومرّوا بالهند والشرق الأوسط وإفريقيا، وقد ذكر الرهبان أنَّهم توصلوا إلى أنَّ منبع النيل يقع في الحبشة (الإمبراطورية الإثيوبية). ولاحقًا في القرنين الخامس عشر والسادس عشر، زار بعض المسافرين إلى إثيوبيا بحيرة تانا ومنبع النيل الأزرق في الجبال الواقعة جنوب البحيرة. ادّعى الرحالة جيمس بروس أنَّه أوّل أوروبي يصل إلى منبع النيل، إلا أنَّ الكُتاب المعاصرين ينسبون الفضل لهذا الوصول إلى اليسوعي «بيدرو بايز». كان وصف بايز لمنبع النيل سردًا طويلًا وواضحًا لإثيوبيا، نُشر بالكامل فقط في أوائل القرن العشرين، على الرغم من ظهوره في أعمال معاصري بايز مثل «أثانيسيوس كيرتشر» و«يوهان ميكائيل فانسليب».
بدأ الاستكشاف الحديث لحوض النيل عندما وصل العثمانيون بقيادة الوالي العثماني «محمد علي» وأبنائه إلى شمال ووسط السودان في عام 1819، أرسل محمد علي بعثته العلمية الشهيرة بقيادة المهندس الفرنسي «جالياردو» الذي سافر إلى الخرطوم، وقال في مذكراته أنَّ منابع النيل تبدأ من «جبال القمر».
بقيت هذه الاكتشافات مستمرة منذ عام 1821 فصاعدًا. تم تعريف النيل الأزرق على أنه النهر الذي ينبع من سفوح إثيوبيا، أما النيل الأبيض فهو النهر الذي ينبع من مكان قريب من نهر السوباط.
قامت ثلاث بعثات بقيادة الضابط سليم قبودان بثلاث رحلات استكشافية بين عام 1839 وعام 1842، ووصلت اثنتان إلى النقطة التي تبعد حوالي 30 كم (20 ميل) عن ميناء جوبا الحالي، عندها ارتفع مستوى سطح الأرض وأصبح شديد الانحدار، مما جعل مهمة الاستكشاف صعبة جدًا. ومهدت رحلاته لمزيد من الحملات الكشفية، رغم أنه لم يصل إلى منابع النيل الاستوائية. فأهمية رحلاته أثبتت أن النيل الأبيض هو النيل الأساسي، وأن هناك مجرى طويل آتٍ من الجنوب، مختلف عن النيل الأزرق الذي يلتقي بالنيل الأبيض بعد خروجه من بحيرة تانا بأثيوبيا.

اشتُهر المُستكشف البريطاني جون هانينغ سبيك (1827-1864) بأنّه أول من وصل إلى بحيرة فيكتوريا من الأوروبيين وأول من عرّفها على أنها منبع النيل وكان ذلك عام 1858. ارتحل سبيك في ثلاث بعثات استكشافية إلى إفريقيا، قام بأول اثنتين منها مع المستكشف ريتشارد بيرتون (1821-1890) الذي كان ضابطًا في الجيش الهندي مثل سبيك. كانت البعثة الأولى في أوائل عام 1855، عندما ارتحل سبيك وبيرتون من عدن إلى الصومال ومنها اتجها جنوبًا إلى شرق إفريقيا. افترق الرجلان خلال البعثة، فبدأ سبيك باستكشاف المنطقة الواقعة جنوب «بندر غوري» بينما تابع بيرتون مسيرته إلى مدينة هرر.

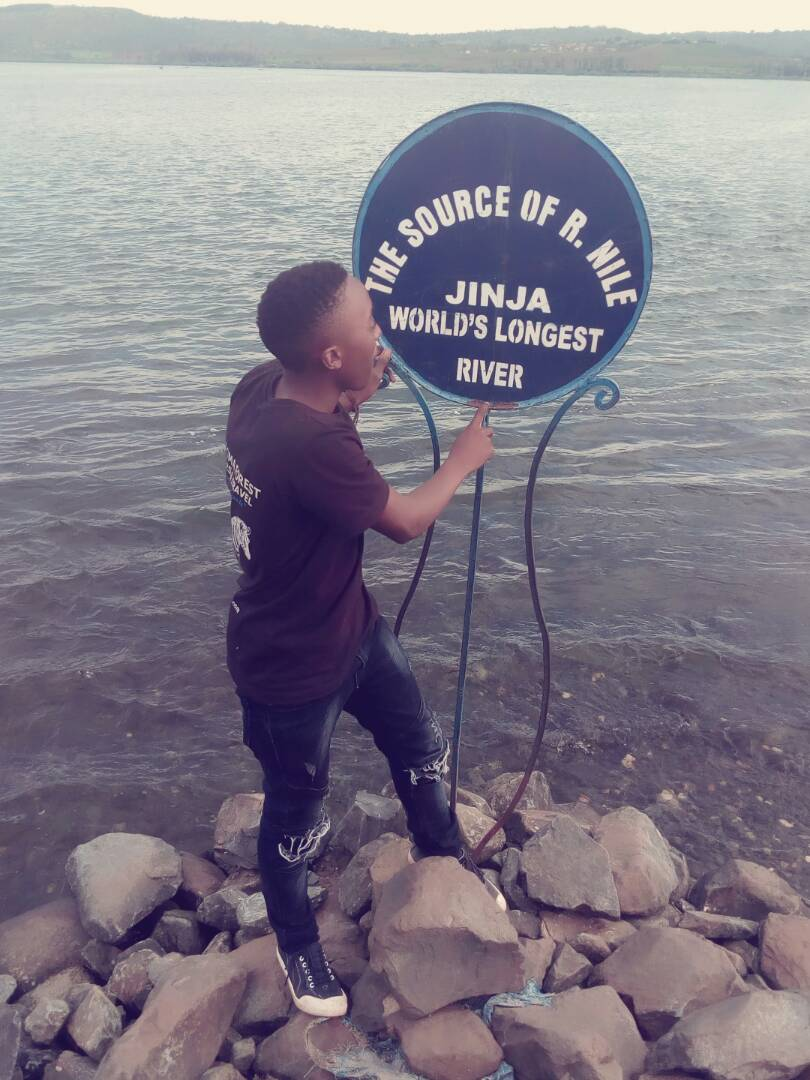
لوحة في أوغندا. تشير إلى منبع النيل الأبيض

انضم سبيك إلى بيرتون مرة أخرى في بعثة ثانية أكبر من الأولى توجهت إلى منطقة البحيرات العظمى بإفريقيا، وغادر الرجلان زنجبار (في تنزانيا الحالية) في يونيو من عام 1857 ووصلا إلى بحيرة تنغانيقا في فبراير من عام 1858. أُصيب الرجلان بالملاريا، لكن سبيك تعافى وأكمل مسيرته شمالًا إلى الطرف الجنوبي من بحيرة عملاقة أَطلق عليها اسم فيكتوريا نسبة إلى «فكتوريا» ملكة بريطانيا آنذاك.
وصف سبيك البعثتين في مذكراته التي نشرها في جزئين وهما (مذكرات مغامرات في الأراضي الصومالية) و(مذكرات رحلة في بحيرة تنغانيقا). يتكون كل جزء منهما من خمسة فصول. تَروي مذكرات سبيك بتاريخ الثالث من أغسطس عام 1858 رؤيته الأولى للبحيرة، التي لم يستطع أن يستوعب حجمها الهائل بشكل كامل، فقال: «لا يراودني من الآن أي شك أن البحيرة التي تحت قدميّ هي نبع الحياة للنهر المثير، الذي كان منبعه موضوعاً للتخمين وهدفاً للعديد من المستكشفين».
قام سبيك ببعثة ثالثة (بدون بيرتون هذه المرة)، بهدف إثبات ادّعائه أن بحيرة فيكتوريا هي منبع نهر النيل. انطلق سبيك في رحلته من زنجبار في سبتمبر عام 1860 بصحبة 176 رجلًا، وفي الثامن والعشرين من يوليو عام 1862، وصل سبيك إلى النقطة التي ينبع منها نهر النيل في بحيرة فيكتوريا، وقد أطلق عليها اسم شلالات ريبون. عاد سبيك إلى إنجلترا عن طريق القاهرة، ونشر كتاب (مذكرات عن اكتشاف منبع النيل) في ديسمبر من عام 1863. ثم نشر كتاب (ما أدى إلى اكتشاف منبع النيل) في العام التالي. كان سبيك يريد التأكيد على أنه هو مكتشف منبع النيل الذي كان محل نزاع لدى الكثيرين بمن فيهم بيرتون الذي كان بينه وبين سبيك خصامٌ مرير.
لاحقًا في الفترة من 1864 إلى 1866 اكتشف الرحالة الإنجليزي صمويل بيكر «بحيرة ألبرت» وألف كتابا أسماه (ألبرت نيانزا)، وفي عام 1874 اكتشف الأمريكي شاييه لونج «بحيرة كيوغا»، وفي عام 1888 اكتشف الرحالة الإنجليزي هنري ستانلي «بحيرة إدوارد».

## الجغرافيا

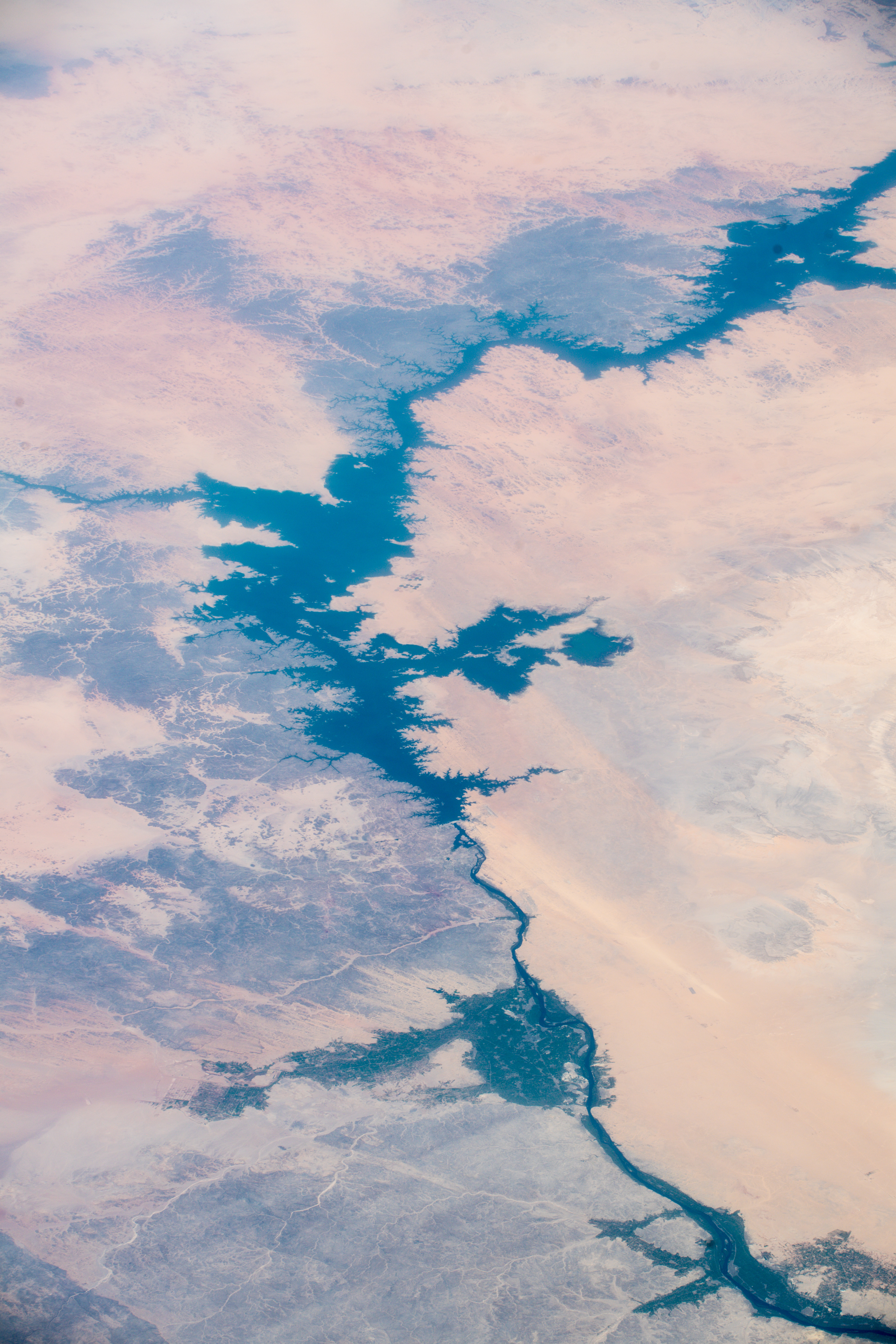
صورة من الجو لنهر النيل تظهر فيها بوضوح بحيرة ناصر خلف السد العالي في مصر

### الجيولوجيا
يُعد نهر النيل شريان الحياة للحضارة في مصر منذ العصر الحجري، فقد استوطن مُعظم السكان وبنيت تقريبًا جميعُ مدن مصر على طول مساره، ابتداءًا من وادي النيل الواقع شمال أسوان. ومع ذلك، كان النيل يجري أكثر باتجاه الغرب عبر ما يعرف اليوم بوادي الحميم ووادي المقار في ليبيا حتى يصل إلى خليج سرت. مع ارتفاع مستوى سطح البحر في نهاية العصر الجليدي الأخير، تسبب التيار الذي يُعرف اليوم بـ «شمال النيل» في أسر جزء من النيل بالقرب من أسيوط، أدى هذا التغير في المناخ أيضًا إلى نُشوء الصحراء الكبرى حوالي سنة 3,400 قبل الميلاد.
ففي حين أشارت الدراسات السابقة إلى أن نهر النيل قد نشأ في عصر الميوسين، وأنه اتخذ مساره الحالي قبل حوالي 6 ملايين سنة فقط، تشير الدراسات الحديثة إلى أن نهر النيل قد انتظم في مساره الثابت الحالي قبل حوالي 30 مليون سنة، وهي مدة زمنية أطولُ بكثيرٍ مما كان يُعتقد سابقًا.
نهر النيل الذي نعرفه اليوم هو شكل حديث التكوين اتخذه النهر بعد سلسلة من التغيرات التي مر بها،  ويعتبر نهر النيل الحديث نهرُا مركبُا تكون نتيجة اتصال عدد من الأحواض المستقلة عن بعضها البعض بأنهار نشأت خلال العصر المطير الذي تلا تراجع ثلوج العصير الجليدي الأخير منذ ما يقرب من 10 آلاف عام. كان النيل قبل تلك الفترة يتكون من عدد من الأحواض التي شكلت بحيرات داخلية غير متصلة ببعضها البعض، وكانت هذه الأحواض تفيض فوق جوانبها وتتصل بما جاورها من أحواض في العصور المطيرة.

### الخصائص
يعد النيل أطول نهر على وجه الأرض بطولٍ إجمالي يبلغ حوالي 6,670 كم (4,130 ميل) بين بحيرة فيكتوريا والبحر الأبيض المتوسط.  يغطي حوض تصريف نهر النيل مساحة 2,900,000 كم مربع وهو ما يعادل حوالي 10% من مساحة قارة إفريقيا، ويصل عرضه في المتوسط إلى حوالي 756 متر، وتبلغ كمية الأمطار الهاطلة على حوضه ما يقارب 2000 مليار متر مكعب سنوياً. وبالمقارنة مع الأنهار الأخرى، فإن النيل يحمل القليل من المياه (ما يقارب 8% من المياه التي يحملها نهر الكونغو على سبيل المثال). يخترق النيل في مساره من المنبع إلى المصب 35 درجة من درجات العرض، وهو ما أدى إلى جريان النيل في عدة أقاليم وعبوره مختلف المناطق الطبيعية من الأقاليم الإستوائية إلى الأقاليم المدارية إلى السهوب والأعشاب إلى الصحراء إلى البحر الأبيض المتوسط بالإضافة إلى إقليم الحبشة. يُطلق على الجزء من النيل الواقع بين مدينة الخرطوم ومدينة أسوان اسم (النيل النوبي).
ينبع النيل الأبيض من شرق إفريقيا الاستوائية، وينبع النيل الأزرق من بحيرة تانا في إثيوبيا، [بحاجة لمصدر] يتحد النيل الأبيض مع النيل الأزرق في شمال مدينة الخرطوم، يقع كلا النهرين الأبيض والأزرق على الجانب الغربي من صدع شرق إفريقيا.
يُشار إلى بحيرة فكتوريا أحيانًا على أنها المنبع الرئيس لمياه النيل الأبيض، وتغذي هذه البحيرة أنهار عديدة أهما نهر كاجيرا البالغ طوله 670 كم وهو أطول روافد البحيرة، ينبع هذا النهر من منطقتين الأولى قريبة من شرق بحيرة تنجانيقا على خط عرض 4° جنوبًا وهي أبعد نقطة جنوبية يستمد منها النيل مائه ويسمى النهر هنا نهر روفوفو ، أما الرافد الأخر لنهر كاجيرا فهو نهر نيابارونجو وينبع بالقرب من بحيرة كيفو وجبال موفمبيرو ثم يجري أولًا إلى الشمال ثم إلى الجنوب الشرقي ويلتقي بنهر روفوفو جنوب خط الإستواء ويصب أخيرًا في بحيرة فكتوريا. بينما توصف مدينة جش أباي الواقعة في وسط إثيوبيا على أنها «الأرض المقدسة» التي تنبع منها أول قطرات نهر النيل الأزرق.
في عام 2010، وصل فريق استكشاف إلى مكان يُعتقد أنه المنبع الرئيس لنهر روكارارا (وهو رافد لنهر موجو الذي هو بدوره رافد لنهر نيابارونجو)، ومن خلال شق طريقِ صعود في المنحدرات الجبلية شديدة الانحدار في غابة نيونغوي عثر الفريق على تدفق سطحي لمياه واردة من مسافة عدة كيلومترات، وقد اعتُبر هذا التدفق منبعًا جديدًا لنهر النيل، مما أعطى النيل طولًا جديدًا يبلغ 6,758 كم (4199 ميل).
يحمل النيل حوالي 110 مليون طن من الطمي سنويًا، يأتي معظمها من الهضبة الحبشية. لكميات الطمي هذه أثر كبير على دول الحوض فتؤدي إلى تجدد خصوبة التربة على الضفتين في بعض المناطق وتقلل من السعة التخزينية للخزانات والسدود على مسار النيل. فعلى سبيل المثال فقد خزان سنار 50% من سعته التخزينية بحلول عام 1975. وبسبب الطمي يتعذر إغلاق أبواب الخزانات في فترة الفيضان لتقليل الترسبات وتجنب ردم البحيرات بفعل الطمي.

## المسار حتى المصب

### في أوغندة

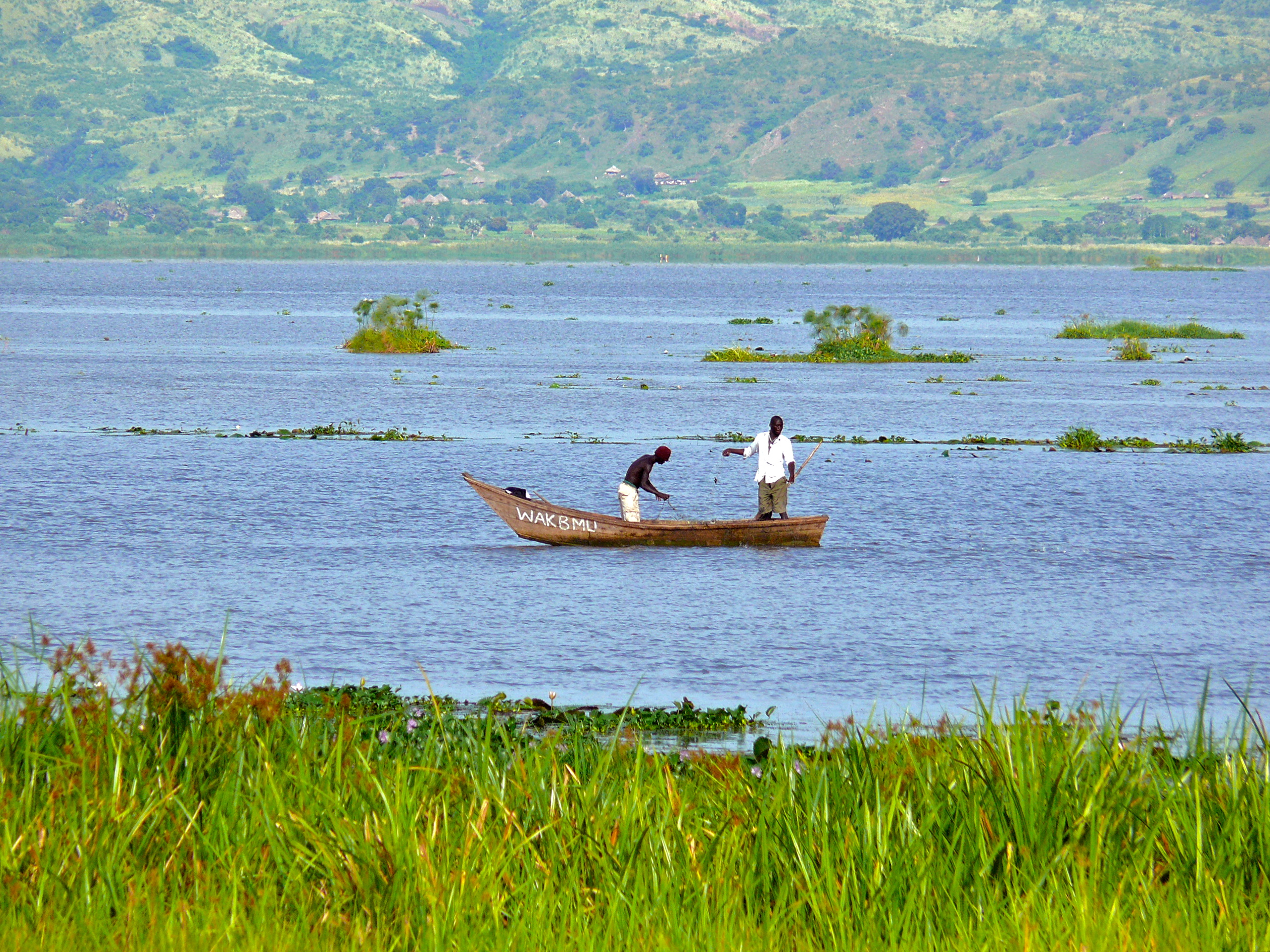
صورة للنهر في أوغندة

يخرج نهر النيل من بحيرة فيكتوريا عند شلالات ريبون بالقرب من مدينة جينجا في أوغندا، يعرف هذا الجزء من النهر باسم «نيل فيكتوريا». يجري «نيل فيكتوريا» بعد شلالات ريبون بسرعة كبيرة بين عدد كثير من الصخور والجزر الصغيرة ويكتنف مجراه العديد من الجداول والمنحدرات وهو عميق مرتفع الجانبين سريع الجريان غير صالح للملاحة إلى مسافة 60 كم وتحُف بكلا جانبيه الغابات الكثيفة.
وعلى بعد 75 كم من شلالات ريبون، يصل «نيل فيكتوريا» إلى بلدة ناماسغالي ويقترب من بحيرة كيوغا، فيتحول هناك من نهر سريع جياش ضيق المجرى إلى نهر بطيئ الجريان يبلغ اتساعه نحو 600 متر ومتوسط عمقه من 2- 3 متر. بعد بلدة ناماسغالي؛ يسير النيل في مجرى محفوف بالمستنقعات لمسافة 50 كم إلى أن يصل إلى بحيرة كيوغا فتزداد المستنقعات ويصبح من المستحيل الوصول إلى النهر من الشاطئ.
وبعد أن يدخل «نيل فيكتوريا» إلى بحيرة كيوغا بنحو 10 أميال، يلتقي عن يساره بنهر سيزي بوا، وهو رافد صغير يتبع من المرتفعات الواقعة شمال بحيرة فكتوريا ثم ينحدر شمالًا إلى بحيرة كيوغا ومجراه كثير المستنقعات. يذكر أنَّ ارتفاع «نيل فيكتوريا» يتناقص من 1135 متر عند مخرجه من بحيرة فيكتوريا إلى 1072 متر عند مصبه في بحيرة كيوغا أي أن معدل انحداره يساوي متر واحد تقريبًا لكل كيلو متر.

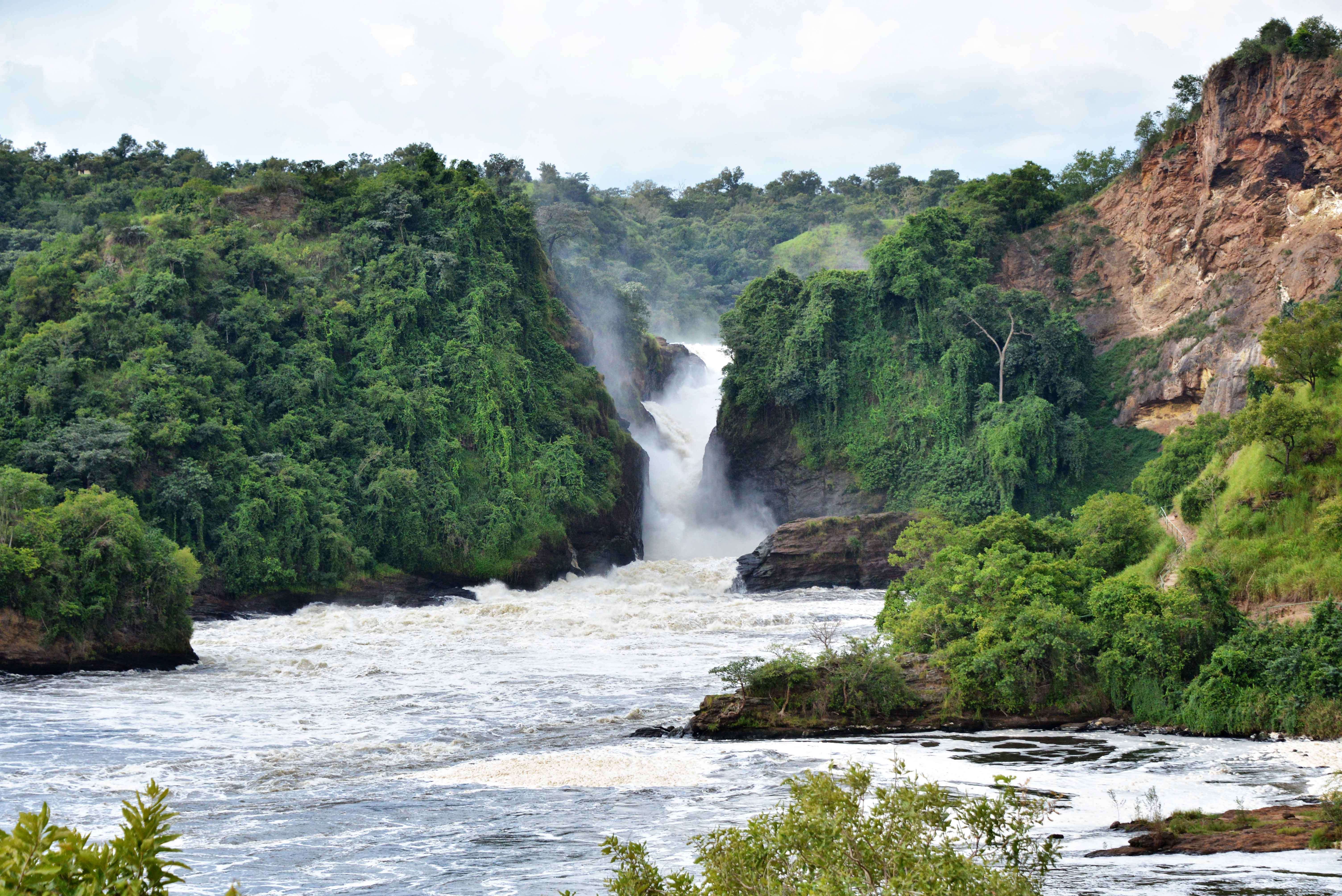
صورة لنيل فكتوريا خارجًا من شلالات مورشيسون في أوغندة

وتتصل بحيرة كيوغا من جهة الشمال بـ بحيرة كوانيا والتي يخترقها «نيل فيكتوريا» أيضًا عند حافتها الغربية، ويخرج منها ويسير لمسافة 17 كم ثم يغير اتجاهه فجأة إلى جهة الشمال على شكل زاوية حادة ويتصل بـ نهر كافو وهو أحد روافد «نيل فيكتوريا» ينبع عند الحافة الشرقية لبحيرة ألبرت ويتصل بـ «نيل فيكتوريا» عند جنوب ميناء مدينة ماسيندي.
يتابع «نيل فيكتوريا» مسيره بعد مدينة ماسيندي ويتجه إلى الشمال ويصنع نصف دائرة كبيرة باتجاه الشرق والشمال حتى شلالات كارومة، ثم يستمر «نيل فيكتوريا» في التدفق غربًا إلى أن يصل إلى شلالات مورشيسون وهناك يضيق مجرى النيل ويهوي بسرعة هائلة ويسقط من ارتفاع شاهق حوالي 40 مترًا، وبسبب قوة السقوط يتطاير رذاذ الماء في الهواء إلى مئات الأمتار ويتحلل ضوء الشمس ويشكل قوس قزح، وفي أسفل المسقط عدد لا يحصى من التماسيح.
يستمر نيل فكتوريا في المسير بعد شلالات مورشيسون ويصبح عرض مجراه من 100 إلى 500 متر وتعاود المستنقعات على الظهور ثم يصل النهر أخيراً إلى الشواطئ الشمالية لبحيرة ألبرت ويصب فيها مشكلًا هناك دلتا نهرية كبيرة. وبالرغم من أنَّ بحيرة ألبرت نفسها تقع على حدود جمهورية الكونغو الديمقراطية مع أوغندة، إلا أنَّ «نيل فيكتوريا» لا يُعد نهرًا حدوديًا في هذه المرحلة، ثم يغادر النهر بحيرة ألبرت ويستمر بالتدفق شمالًا عبر أراضي أوغندا، يُعرف هذا الجزء من النهر بين مخرجه من بحيرة ألبرت وحتى مكان قريب من مدينة نمولي في جنوب السودان باسم «نهر ألبرت».
في عام 2018؛ قامت أوغندة بتشغيل سد إسيمبا الذي بُني على مجرى نيل فيكتوريا، على بعد 45 كم تقريبًا شمال مدينة جينجا من أجل توليد الكهرباء بقدرة 183 ميغاواط.

### في جنوب السودان

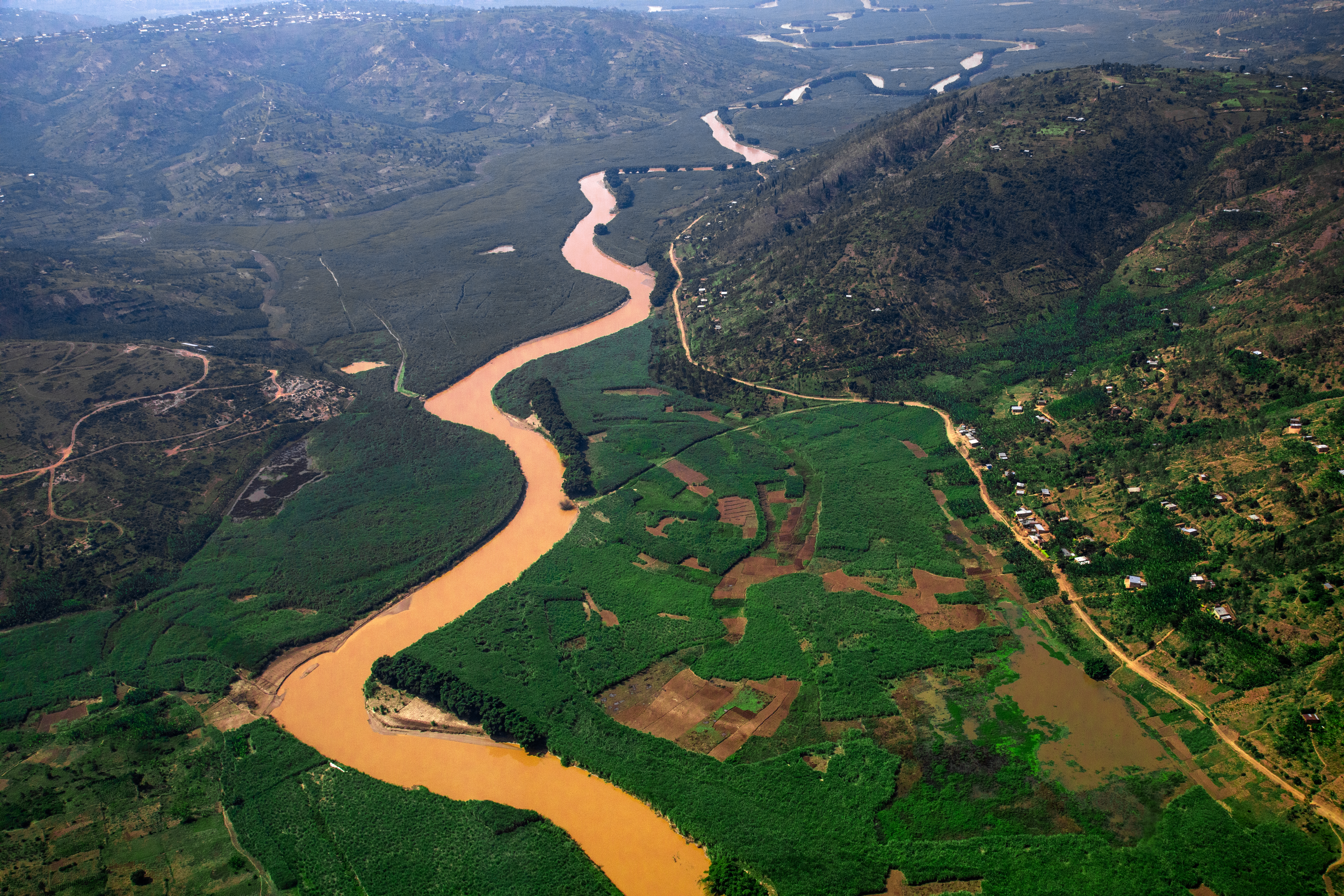
صورة جوية لنهر نيابارونجو أحد روافد نهر النيل الذي يتدفق من غابة نيونغوي في رواندا

بعد خروج «نهر ألبرت» من بحيرة ألبرت، يستمر في المسير شمالًا عبر أراضي أوغندة لمسافة 316 كم إلى أنْ يدخل حدود أراضي جمهورية جنوب السودان في منطقة تقع جنوب مدينة نمولي مباشرة. يعرف هذا الجزء من النهر بعد مدينة نامولي وداخل أراضي جمهورية جنوب السودان باسم «بحر الجبل»، وهناك يلتقي بنهر آخر وهو نهر أتشوا إلى الجنوب مباشرة من المدينة. أما بحر الغزال ( وهو نهر يبلغ طوله 716 كم (445 ميل)) فيتحد مع بحر الجبل ليشكلان بحيرة صغيرة تعرف باسم بحيرة نو. يخرج النهر من بحيرة نو ويلتقي مع نهر السوباط الذي ينبع من هضبة الحبشة ليشكلان النيل الأبيض الذي أطلق عليه هذا الاسم بسبب وجود طمي أبيض اللون معلَّق في مياهه. عندما يفيض النيل فإنه يترك رواسب طينية غنية تفيد التربة كسماد. ( في مصر توقف النيل عن الفيضان منذ الانتهاء من بناء سد أسوان في عام 1970). يتفرَّع جُزء من بحر الجبل (يسمى بحر الزراف) ثم يتحد مجددًا مع النيل الأبيض.
معدل تدفق مياه بحر الجبل في مدينة مونغالا في جنوب السودان ثابت تقريبًا على مدار العام ويبلغ في المتوسط حوالي 1,048 متر مكعب / ثانية (37,000 قدم مكعب / ثانية). بعد مونغالا، يدخل بحر الجبل في المستنقعات الهائلة الواقعة في منطقة السُد في جنوب السودان. يضيع أكثر من نصف مياه النيل في هذا المستنقع بسبب التبخر والنتح، إذ يبلغ متوسط معدل تدفق مياه النيل الأبيض عند ذيول المستنقعات حوالي 510 متر مكعب / ثانية (18,000 قدم مكعب / ثانية). قريبا من هذا المكان يلتقي بحر الجبل مع نهر السوباط في مدينة ملكال، يساهم منبع النيل الأبيض في ملكال كل سنة بنحو خمسة عشر بالمائة من إجمالي تدفق النيل.
يبلغ متوسط تدفق النيل الأبيض في بحيرة كاواكي في ملكال والواقعة أسفل نهر السوباط مباشرة حوالي 924 متر مكعب / ثانية (32,600 قدم مكعب / ثانية)؛ تبلغ ذروة التدفق حوالي 1,218 متر مكعب / ثانية (43,000 قدم مكعب / ثانية) في شهر أكتوبر أما الحد الأدنى للتدفق فيبلغ حوالي 609 متر مكعب / ثانية (21,500 قدم مكعب / ثانية) في شهر أبريل. يُرجَّع هذا التقلب في تدفق النيل الأبيض إلى الاختلاف الكبير في تدفق نهر السوباط الذي يبلغ حده الأدنى للتدفق حوالي 99 متر مكعب / ثانية (3,500 قدم مكعب / ثانية) في مارس بينما تكون ذروة تدفق تزيد عن 680 متر مكعب / ثانية (24000 قدم مكعب / ثانية) في أكتوبر. خلال موسم الجفاف (من يناير إلى يونيو) يساهم النيل الأبيض بما يقارب 70% - 90% من إجمالي تصريف النيل.

### في السودان

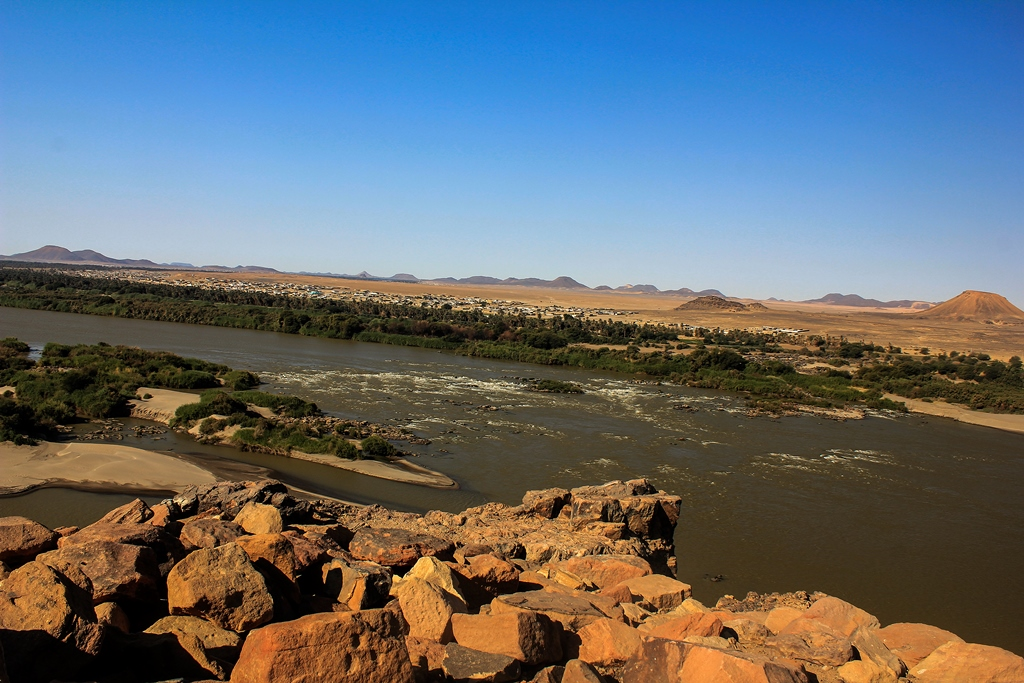
شلال النيل الثالث في جمهورية السودان القريب من بلدة أبي فاطمة

يستمر النيل الأبيض في مسيره ويدخل إلى جمهورية السودان قريبًا من مدينة الرنك الواقعة في جنوب السودان، ويتدفق شمالًا إلى الخرطوم. يلتقي هناك بالنيل الأزرق في أحد أعرق أحياء الخرطوم (حي المقرن) الذي يضم أيضًا إحدى أقدم الحدائق النباتية بالقارة وهي «الحديقة النباتية القومية».
يتدفق النيل الأبيض على ستة شلالات تعرف باسم شلالات النيل، يقع خمسة منها في السودان أما السادس فيقع في مصر. يقطع النيل الأبيض الشلال السادس في منطقة السبلوقة (يسمى أيضًا خانق سبلوقة) شمال الخرطوم على بعد 60 كم عند بلدة ود رملي، ثم يستمر في التدفق شمالًا حتى يصل إلى منطقة العبيدية شمالي بربر، وفي هذه المنطقة يتصل به نهر عطبرة على بعد 327 كم من الخرطوم، وبعد العبيدية ببضع كيلومترات يبدأ الشلال الخامس (المسمى شلال العبيدية).

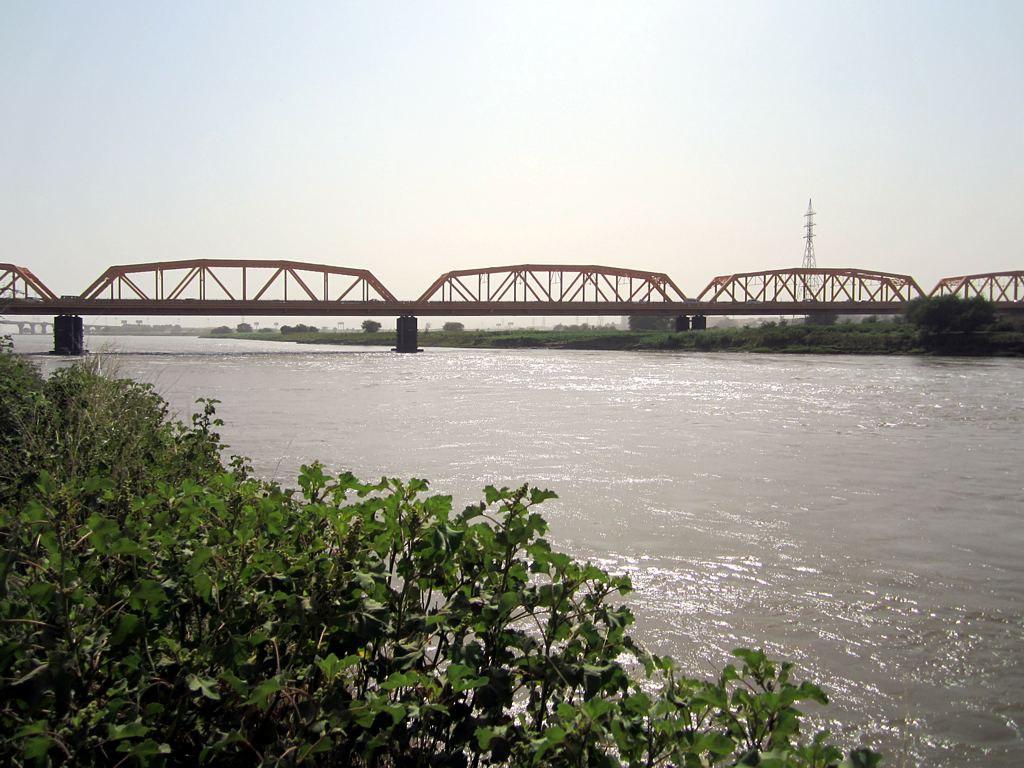
نهر النيل في السودان، ويظهر في الصورة جسر أم درمان

يستأنف النهر مسيره شمالًا لمسافة 100 كم ويصبح شديد الانحدار إلى أن يصل إلى مدينة أبو حمد، حيث تعترضه هناك جزيرة مجرات البالغ طولها نحو 30 كم،  وعندها يغير النهر اتجاهه ويتحول نحو الجنوب الغربي، ثم يسير النهر إلى أن يصل إلى جزيرة شري ومن بعد هذه الجزيرة يبدأ الشلال الرابع (شلال مروي) وهو جزء من مجرى النهر يبلغ طوله 110 كم ويكون النهر هنا شديد الانحدار أيضًا.
يستمر النهر في المسير إلى أن يصل إلى مدينة مروي ثم إلى بلدة أبي فاطمة حيث يبدأ هناك الشلال الثالث (شلال أبي فاطمة)، ثم إلى جزيرة أرقو الواقعة بين دنقلا وكرمة، يستأنف النيل الأبيض في مدينة الدبة مساره شمالًا نحو الشلال الأول الواقع في أسوان ليشكل «منحنى النيل العظيم» على شكل حرف S الذي وصفه سابقًا المؤرخ اليوناني إراتوستينس. في شمال السودان، يدخل النهر بحيرة ناصر (المعروفة في السودان باسم بحيرة النوبة) التي يقع الجزء الأكبر منها في مصر، وهي بحيرة صناعية تقع خلف السد العالي. وبدءًا من عام 1998 انفصلت بعض أجزاء هذه البحيرة غربًا بالصحراء الغربية لتشكل بحيرات توشكى. من المدن التي يمر بها نهر النيل في السودان قبل دخوله إلى مصر: (شندي والمتمة والدامر وعطبرة وأبو حمد ووادي حلفا).
في عام 2009؛ قامت الحكومة السودانية بافتتاح سد مروي في الولاية الشمالية من أجل الاستفادة من تدفق مياه النهر في توليد الكهرباء. يُذكر أنه في أبريل 2021؛ قرر رئيس الوزراء السوداني عبدالله حمدوك، إلغاء قرار كان قد اتخذه الرئيس المعزول عمر البشير بإنشاء سدين على النيل شمالي البلاد، وقد جاء إلغاء القرار تجاوبًا مع رفض الأهالي إقامة هذه المشاريع.

### في مصر

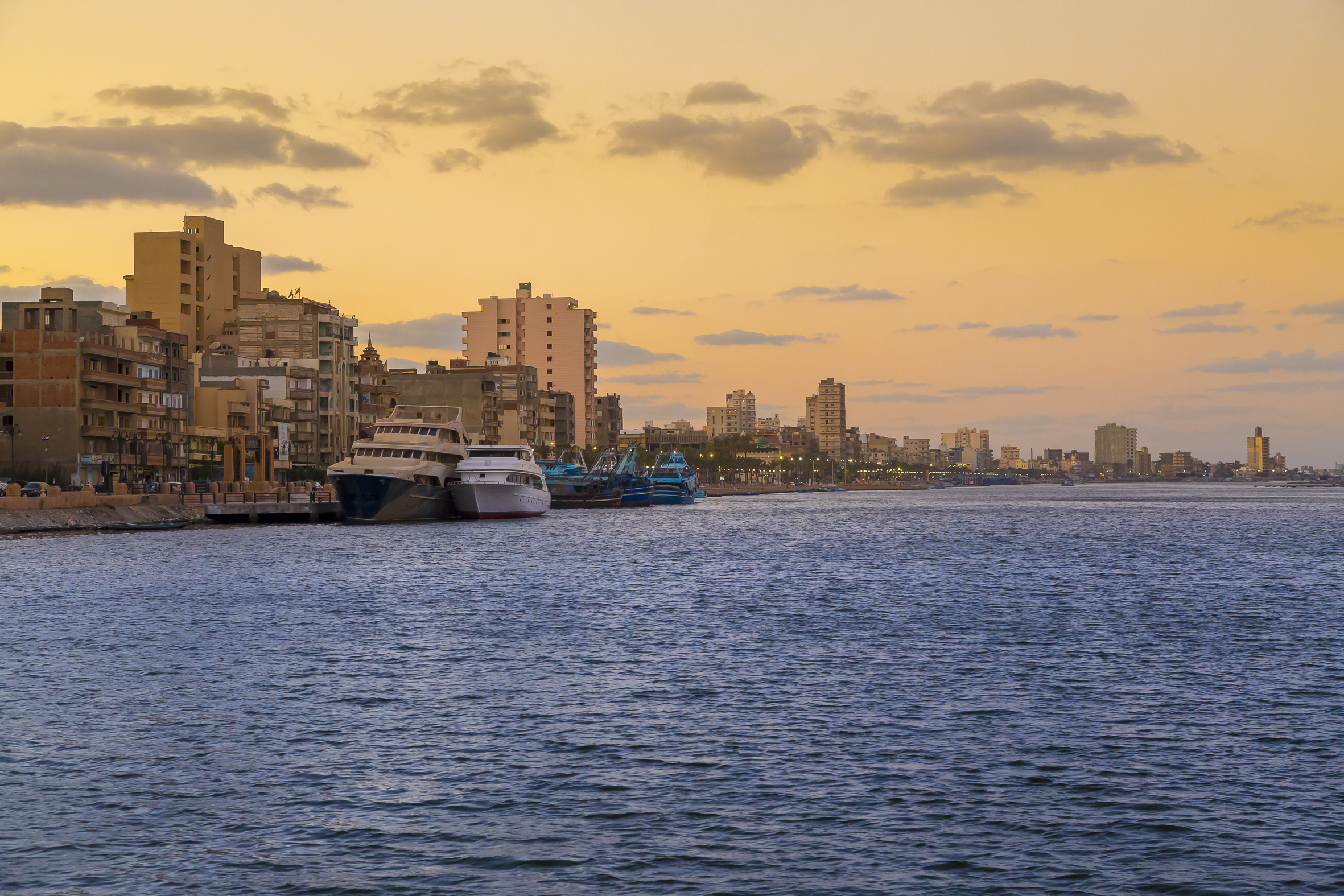
صورة لنهر النيل في مدينة رشيد في مصر

يطلق على النيل داخل مصر اسم النيل الأدنى. يستأنف نهر النيل مسارُه التاريخي ويدخل إلى مصر عند قرية أدندان خلف السد العالي بأسوان وعند الحد الشمالي لبحيرة ناصر، يغادر النيل البحيرة ويستمر بالتدفق شمالًا لمسافة لا تقل عن 1,500 كم. ينحدر النيل بين أسوان والقاهرة نحو 70 متر بمعدل 76 ملم لكل كيلو متر، ويمر نهر النيل في مصر بالعديد من المدن منها: أسوان، إدفو، بني سويف، أسيوط، دمياط، سوهاج، المنصورة، الأقصر، المنيا.
يتفرع جزء من النهر عند أسيوط ويسمي بحر يوسف، ويستمر حتى يصل إلى الفيوم. ينقسم النيل في شمال القاهرة وعلى بعد 23 كم إلى فرعين يغذيان البحر الأبيض المتوسط وهما: فرع رشيد الذي يتجه إلى الغرب ويبلغ طوله 239 كم، وفرع دمياط المتجه إلى الشرق ويبلغ طوله 245 كم. يكوِّن كلا الفرعين ما يُعرف باسم دلتا النيل. ويصب النيل في النهاية عبر هذين الفرعين في البحر الأبيض المتوسط منهيًا بذلك مساره الطويل من أواسط شرق إفريقيا وحتى شمالها.
قامت مصر في عام 1954 ببناء السد العالي في أسوان على ضفاف النيل في عهد الزعيم المصري آنذاك جمال عبد الناصر، لكن البحيرة الصناعية خلف السد هددت معبد أبي سمبل وعددًا من الآثار الفرعونية بالغرق، لذلك أطلقت مصر والسودان نداءًا عاجلًا لليونسكو عام 1959 لحماية الآثار، وبالفعل أُنقذت العديد من القطع الأثرية من بينها معبد أبو سمبل الذي نُقل إلى مكان جديد في عملية شارك بها نحو ألفي عالم ومهندس وخبير وعامل.

### في إثيوبيا

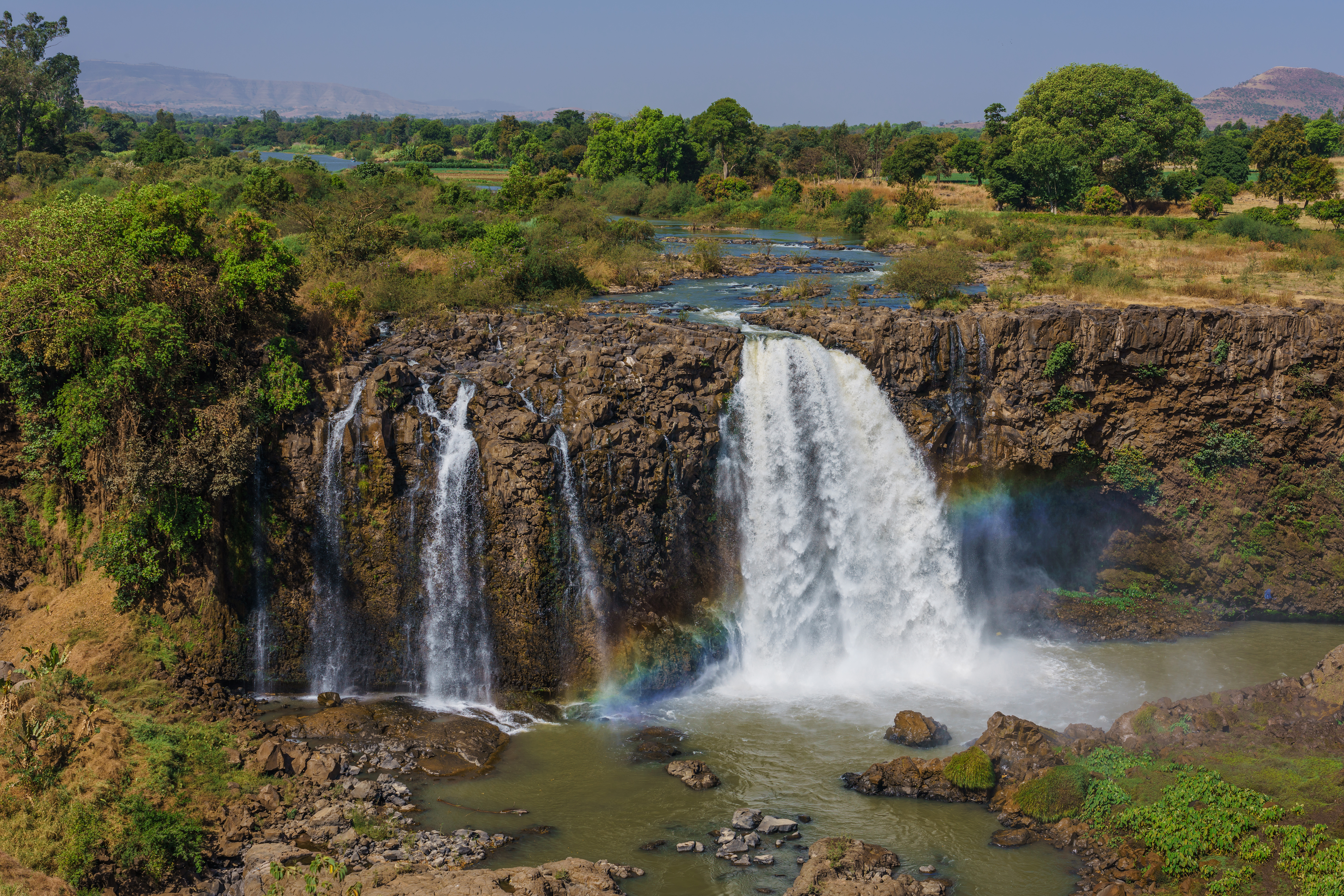
شلال نهر النيل بالقرب من مدينة بحر دار في أثيوبيا

تُعتبر بحيرة تانا في إثيوبيا منبع النيل الأزرق. يغادر نهر النيل البحيرة (يسمى في إثيوبيا بنهر أباي)  ويتدفق باتجاه الجنوب لمسافة 30 كم (19 ميلا) من بحيرة تانا ثم يدخل في وادي يبلغ طوله 400 كم (250 ميل). يشكل هذا الوادي عقبة هائلة للسفر والتواصل بين شمال وجنوب إثيوبيا. أُشير إلى هذا الوادي لأول مرة باسم «الوادي العظيم» في عام 1968 من قبل فريق بريطاني كان أول من نجح في تتبع مسار النهر من بحيرة تانا إلى نهاية الوادي. أُطلق على هذا الوادي لاحقا اسم «وادي النيل العظيم». تقع شلالات النيل الأزرق (وهي واحدة من أكبر مناطق الجذب السياحي في إثيوبيا) في بداية الوادي.
ينعطف النهر عبر شمال غرب إثيوبيا، قبل أن يتغذى من روافد عديدة بين بحيرة تانا والحدود الإثيوبية - السودانية تقع على كلا جانبي النهر الأيمن والأيسر. تشمل تلك الروافد على الجانب الأيسر: نهر وانكا، نهر باشيلو، نهر ولقة، نهر وانشيت، نهر جاما، نهر موغير، نهر جودير، نهر أجويل، نهر نيدي، نهر ديديسا، نهر دابوس. أما الروافد الواقعة على الجانب الأيمن من النهر فتشمل: نهر هندسا، نهر تول، نهر أبايا، نهر ساد، نهر تامي، نهر تشا، نهر شيتا، نهر سوهى، نهر موغا، نهر جولا، نهر تمشا، نهر باشات، نهر كاتلان، نهر جيبا، نهر تشاموجا، نهر ووتر ونهر بيليس.

## روافد النيل

### منابع أعالي النيل

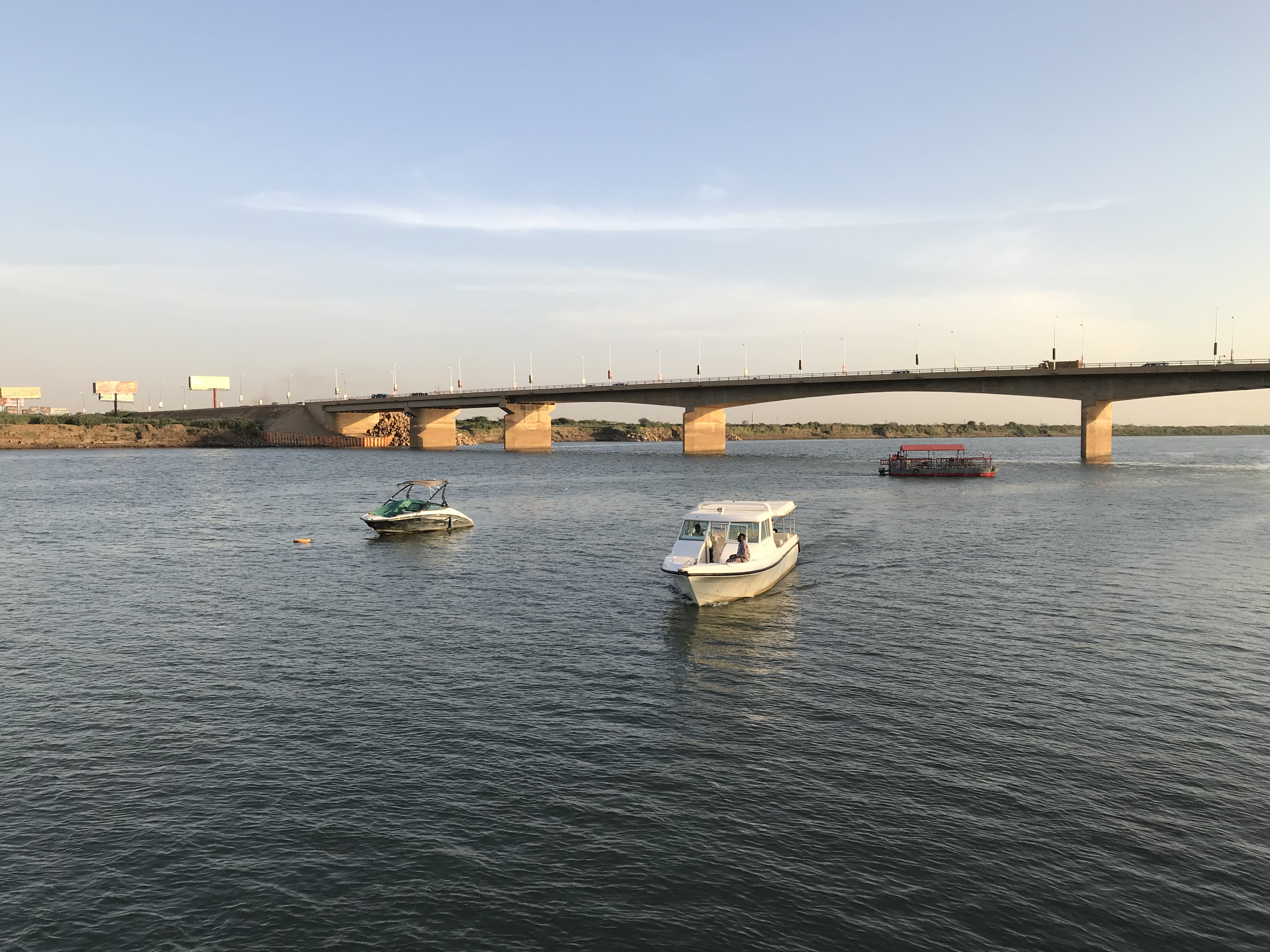
صورة لنهر النيل في السودان

تتكون منابع أعالي النيل من بحر الجبل، بحر الزراف، بحر الغزال، والنيل الأبيض:

#### بحر الجبل
تنتشر مياه بحر الجبل على مساحة كبيرة نظرًا لقلة الإنحدار، وتنتشر المستنقعات ويتسع المجرى كلما اقترب من بحيرة نو، تنحدر مياه بحر الجبل فوق شلالات فولا (أو فيولا) في جنوب السودان، ويقدر إجمالي التصريف السنوي للمياه بـ 30 مليار متر مكعب سنويا، يفقد بحر الجبل ما يقارب من نصف هذه الكمية بسبب التبخر والنتح. يبلغ مجموع مساحة مستنقعات بحر الجبل حوالي 7,200 كم مربع ويساهم بما نسبته بـ 14% من مياه النيل.

#### بحر الزَّراف
وهو الاسم الذي يطلق على المجرى المائي الواقع شرق بحر الجبل في ولاية جونقلي في جنوب السودان. يبلغ طول النهر 290 كم ومعدل تدفق المياه منه 180 متر مكعب / ثانية. يمتاز هذا النهر بكثرة الإنحناءات والتعاريج وصعوبة التضاريس وتكثر في جنوبه المستتنقعات. في عام 1910 قامت مصر بحفر قناتين تصلان بين بحر الجبل وبحر الزَّراف في منتصف المسافة بينهما تقريبًا، لتحويل جزء من تدفق المياه من بحر الجبل من أجل مضاعفة حجم المياه في بحر الزَّراف، مما أدى إلى تسريع تدفق المياه إلى مصر، وبالتالي تقليل المياه المفقودة بسبب التبخر والنتح في المستنقعات.

#### بحر الغزال
ويسمى أيضًا نهر الغزال، وهو أحد الأنهار في جنوب السودان، يقع في منطقة أطلق عليها نفس الاسم (بحر الغزال)، وتشير الروايات إلى أنها سُمِّيت تبعًا لاسم النهر. يبلغ طوله 716 كم وتقدر مساحة حوضه بـ 530 كم مربع، وينتهي هذا البحر عند بحيرة نو.

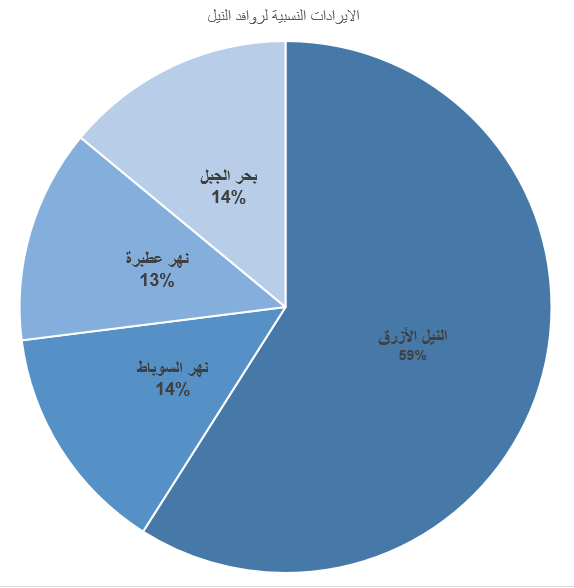
رسم بياني يظهر نسبه مساهمة روافد النيل في كمية المياه الداخلة فيه.

#### النيل الأبيض
يشير مصطلح «النيل الأبيض» بشكل موسع إلى جميع الأنهار التي تتدفق من بحيرة فيكتوريا وحتى الاندماج مع النيل الأزرق في الخرطوم. أو يمكن القول أن النيل الأبيض هو وصف لجزء من النهر يقع بين بحيرة نو والخرطوم. تعزى المساهمة الضئيلة نسبيًا للنيل الأبيض إلى الفقد الناتج عن التبخر في منطقة السدود.

### المنابع الأثيوبية
تتكون المنابع الأثيوبية من: نهر عطبرة، نهر السوباط، النيل الأزرق، ونهر القاش:

#### نهر عطبرة
وهو نهر يقع في شمال شرق إفريقيا، ينبع من المرتفعات في شمال غرب إثيوبيا من مكان يبعد حوالي 50 كم شمال بحيرة تانا و30 كم غرب مدينة قوندر في أثيوبيا.[بحاجة لمصدر] يتدفق النهر لمسافة 805 كم (500 ميل) باتجاه الشمال، ويلتقي بنهر النيل في مدينة عطبرة في السودان (17.677 درجة شمالا 33.970 درجة شرقا) على مسافة 310 كيلومتر شمال الخرطوم. يساهم نهر عطبرة بما يقارب بـ 13% من المياه في نهر النيل، وترتفع هذه النسبة إلى 22% في موسم الفيضان، وهو آخر نهر رافد لنهر النيل قبل دخوله إلى مصر ووصوله إلى البحر الأبيض المتوسط.
خلال موسم الأمطار (بشكل عام من يونيو إلى أكتوبر) يرتفع منسوب نهر عطبرة بحوالي 5 أمتار (18 قدما) فوق مستواه الطبيعي، مما يؤدي إلى تشكل حاجز طبيعي هائل يفصل بين المناطق الشمالية والوسطى في ولاية أمهرة في إثيوبيا. هناك عدة روافد مهمة لنهر عطبرة منها: نهر سيتيت (يعرف في إثيوبيا باسم نهر تاكازي)، ونهر شينفا (الذي ينبع من غرب بحيرة تانا )، ونهر أنجيريب الكبير (بحر السلام) الذي ينبع من شمال مدينة قوندر.
لا يعرف إلا القليل عن التاريخ الجيولوجي لنهر العطبرة وهناك ما يشير إلى أن النهر حمل وقت عصر البلستوسين الأوسط (منذ 500,000 سنة) كميات كبيرة من المياه وأنه كان يجري على ارتفاع يزيد عن 25 مترًا على ارتفاعه الحالي.
في عام 1964 قامت الحُكومة السودانية ببناء سد خشم القربة على نهر عطبرة من أجل توفير المياه لأغراض الزراعة.

#### نهر السوباط
وهو أحد روافد النيل الأبيض وهو الأقصى جنوبًا بين الروافد الشرقية. يلتقي مع النيل الأبيض قريبًا من تل دوليب بالقرب من مدينة ملكال في جمهورية جنوب السودان. في موسم الفيضان، يكون نهر السوباط في اندفاعٍ عظيم، ويحمل معه رواسب بيضاء اللون، وهي التي تعطي النيل الأبيض اسمه. يبلغ طول النهر حوالي 750 كم وتقدر مساحة حوضه بنحو 187 ألف كم مربع ومعدل التدفق منه 800 متر مكعب / ثانية. لنهر السوباط رافدين رئيسيين هما نهر بارو ونهر بيبور. يتشكل نهر السوباط من التقاء نهر بارو المتجه غربًا ونهر بيبور المتجه شمالًا، وبعد التقاء النهرين وتكوينهما مجرى نهر السوباط، يخترق هذا النهر الحدود السودانية – الإثيوبية، ويلتقي بالنيل الأبيض على بعد 350 كم من نقطة التقاء نهري بيبور وبارو. يساهم نهر السوباط بما يقارب من 14% من مياه نهر النيل.

#### النيل الأزرق

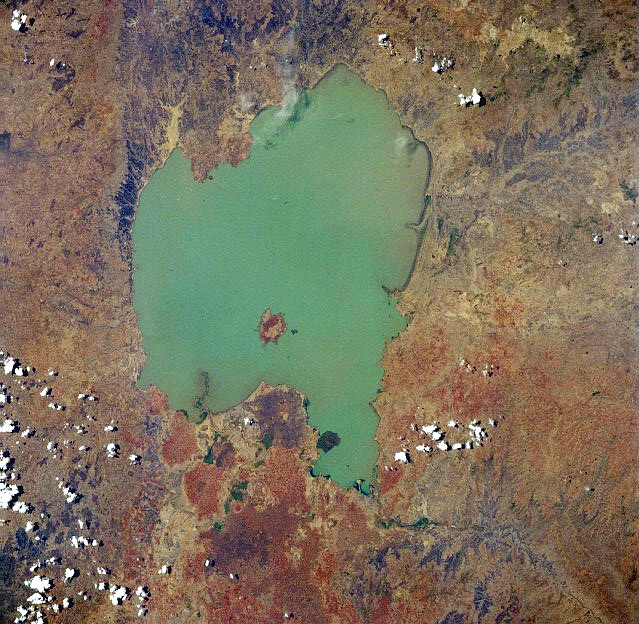
بحيرة تانا لقطة من الفضاء أبريل 1991.

يساهم النيل الأزرق بنسبة (68%) من المياه المغذية لنهر النيل، ولكن هذه المياه تصل إليه في الصيف فقط أثناء سقوط الأمطار الموسمية على هضبة الحبشة وهو ما يعرف بفيضان النيل، بينما لا يشكل في بقية الأيام من العام ذات النسبة حين تقل المياه.
ينبع النيل الأزرق من بحيرة تانا الواقعة في مرتفعات إثيوبيا بشرق القارة الأفريقية التي تغذيه بـ 7% فقط من إيراده في المتوسط  ويغذيه عدد من الروافد بالمتبقي. يلتقي النيل الأزرق بنهري الرهد والدندر داخل الأراضي السودانية، ويطلق عليه اسم أبّيئ (بالأمهرية: አባይ) بينما يطلق عليه اسم «النيل الأزرق» بعد عبوره الحدود الإثيوبية السودانية. يستمر النيل الأزرق حاملًا اسمه السوداني في مسار طوله 1,400 كم (850 ميل) حتى يلتقي بالفرع الآخر «النيل الأبيض» في مدينة المقرن بالخرطوم، ليشكلا معا من تلك النقطة (مرورا بأراضي مصر وحتى المصب في البحر المتوسط) ما يعرف باسم النيل.

#### نهر القاش
وهو أهم الأنهار التي تنبع من هضبة الحبشة في أقصى شمالها الشرقي، ويمتد في أريتريا ولا تصل مياهه إلى النيل، بل تنتهي في سهول السودان الشرقية قريبا من مدينة كسلا، ومع ذلك يُعد نهر القاش أحد أنهار حوض النيل. يصل نهر القاش في سنوات المطر الغزير إلى نهر عطبرة ويتصل به.
يدفق نهر القاش على سهل متسع يسمى بدلتا القاش الذي تتميز أراضيه بالخصوبة العالية في المنطقة التي يعتمد أهاليها على الزراعة الموسمية مثل زراعة القطن والقمح والحمضيات والمانجو والموز والفول السوداني والذرة والخضروات والبصل.

## البيئة والسياحة

### الأهمية الاقتصادية

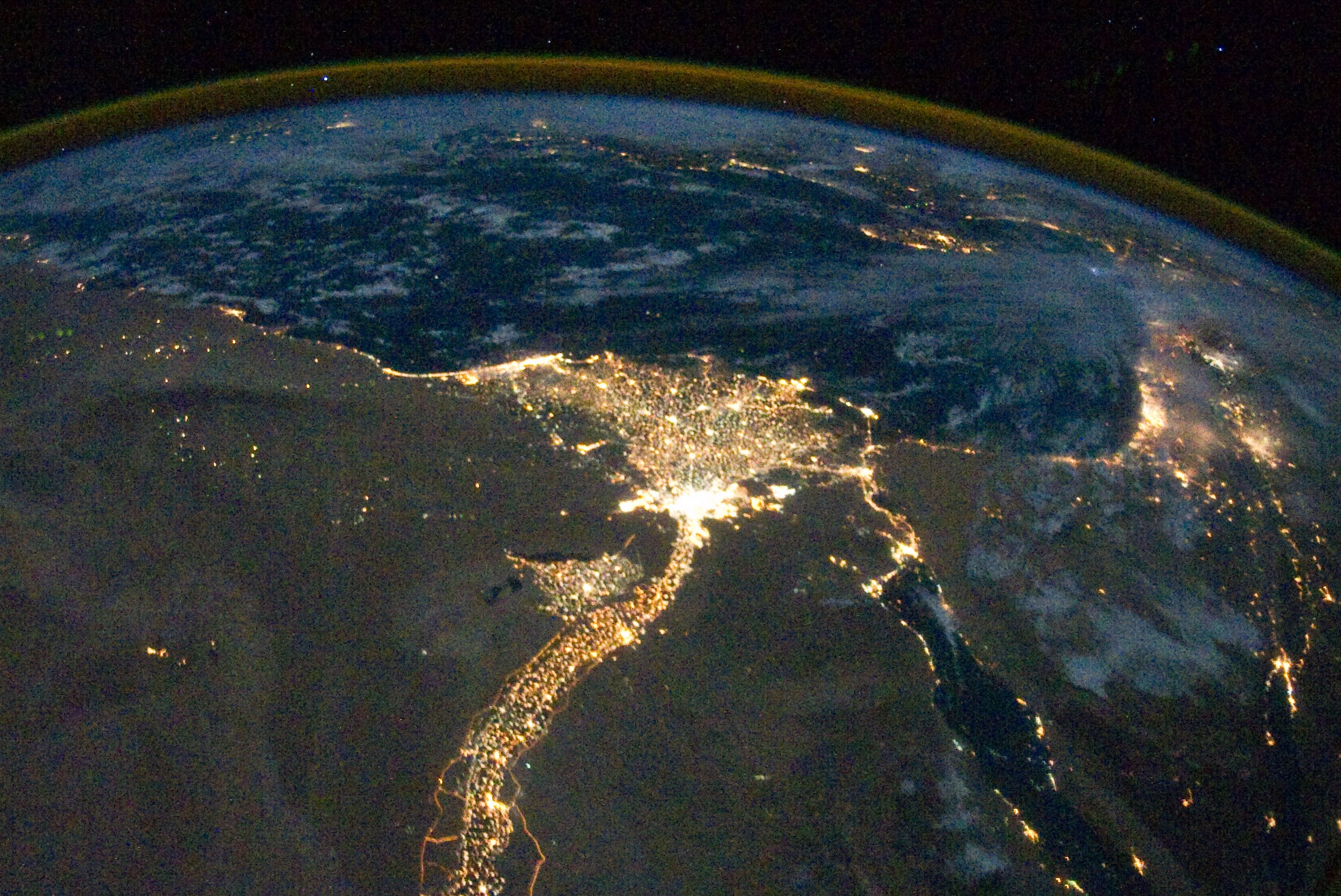
صورة لدلتا النيل ليلا، يظهر فيها بوضوح تركز السكان في منطقة الدلتا وعلى طول مسار النهر.

يشكل النيل أهمية كبرى في اقتصاديات دول حوض النيل، ففي مجال الزراعة يعتمد المزارعون في دول حوض النيل على مياهه من أجل ري محاصيلهم. ومن أشهر هذه المحاصيل: القطن، القمح، قصب السكر، البلح، البقوليات، والفواكه الحمضية.
كما أن نهر النيل يحمل حوالي 110 مليون طن من الطمي سنوياً، يأتي معظمها من الهضبة الحبشية. لكميات الطمي هذه أثر كبير على دول الحوض حيث تجدد خصوبة التربة على الضفتين في بعض المناطق.
كما يعتمد الصيادون على الأسماك النيلية المتوفرة فيه، وهي من الأكلات المفضلة للكثير من شعوب هذه الدول. تنتشر العديد من الأنواع مثل البلطي، المبروكة العادية (الشبوط)، اللبيس، قشر البياض (حمار البحر)، الجلمان، سمكة النمر، الراي، ثعبان السمك، البفر النيلي، الرعاد، والدقماق وغيرها.
أما في مجال السياحة، فتشتهر السودان ومصر بإحدى أنواع السياحة التي تسمى «السياحة النيلية». تبحر الفلوكة حاملة السياح وزائري البلاد بين السدين الثالث والرابع في شمال السودان وبين جوبا وكوستي في جنوب السودان والجيزة والمنيا وسوهاج وقنا والأقصر وأسوان بمصر، ودائما من تُرى أعداد متزايدة من السفن السياحية الفخمة وهي تشق مياه النيل في رحلاتها نحو الشمال والجنوب. تكتسب الرحلات النيلية شعبية متزايدة لدى السائحين، وتتعدد أنواعها ما بين رحلات بسيطة ورحلات تتسم بالرفاهية والترف، ورحلات على متن سفينة بخارية ذات عجلات دفع دوارة ورحلات أخرى على ظهر مراكب خشبية عتيقة، وأخرى على سفن عصرية أو فنادق عائمة، بالإضافة إلى انتشار المطاعم السياحية على طول ضفتي النهر التي تقدم أصنافًا عديدة من الأسماك والمأكولات البحرية. تشير إحصائيات عام 2010 إلى أن دخل مصر من السياحة النيلية بلغ ملياري دولار أمريكي من إجمالي الدخل السياحي البالغ 14 مليار دولار أمريكي.

### التحديات البيئية
يُلقى في النيل كل عام ما يقارب من 150 مليون طن من المخلفات الصناعية وفقا لتقرير وزارة البيئة المصرية لعام 2018. ويواجه النيل تحديًا آخر وهو ارتفاع مستوى مياه البحر الأبيض المتوسط بسبب الاحتباس الحراري، الأمر الذي يهدد بتوغل مياه البحر في دلتا النيل التي تعتبر أكثر المناطق الزراعية خصوبة في مصر. وإجمالًا، يمكن أن ينخفض حجم القطاع الزراعي إلى النصف بحلول عام 2060.

### التنوع الحيوي
تعيش العديد من الكائنات الحية بمختلف أنواعها وفصائلها في نهر النيل، أما أهم هذه الكائنات فهي:
التمساح النيلي

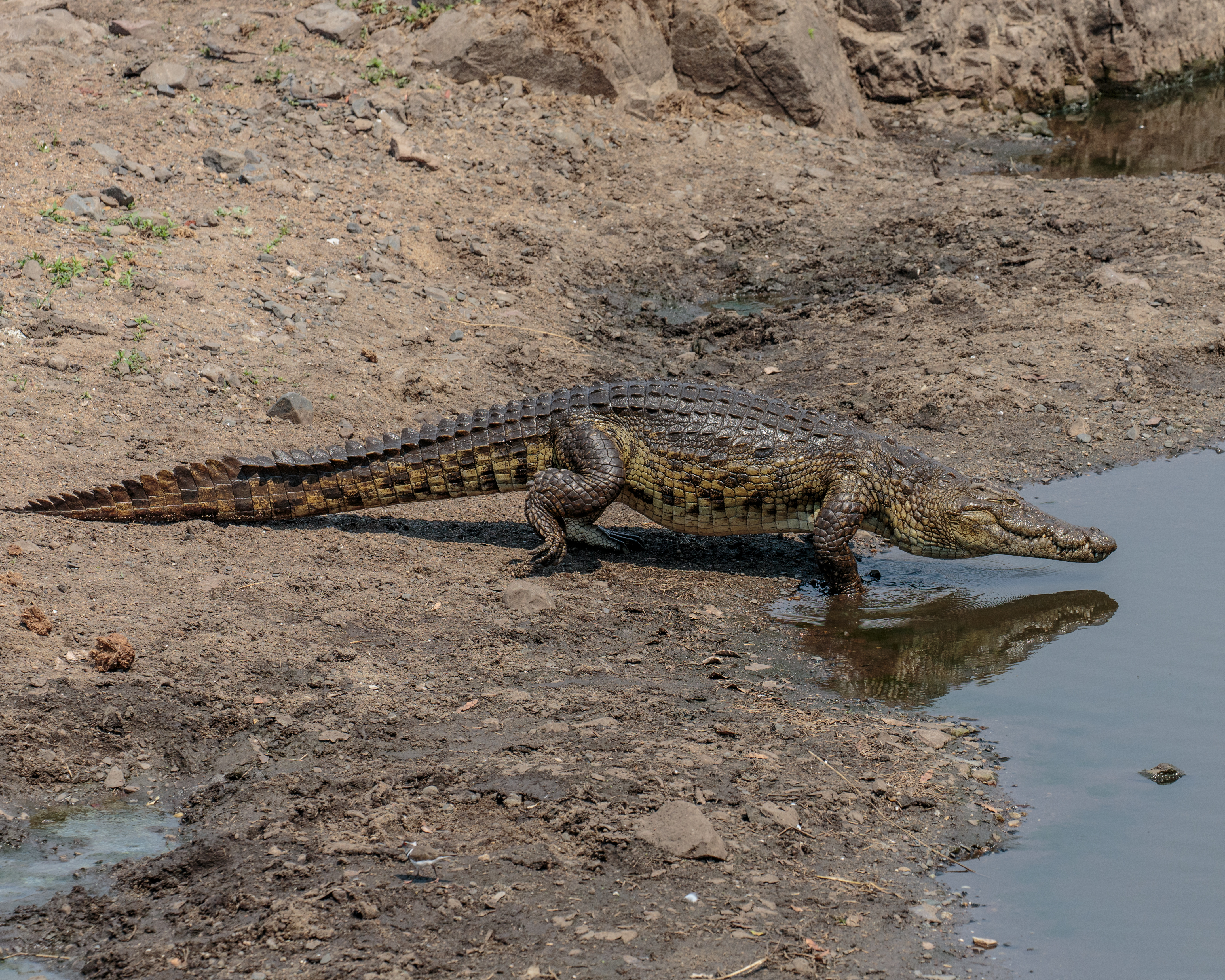
تمساح النيل

ينتشر تمساح النيل أو «التمساح النيلي»، في نطاق واسع من أنحاء أفريقيا جنوب الصحراء الكبرى، ويعيش في أنواع مختلفة من البيئات المائية العذبة مثل البحيرات والأنهار والأهوار، ولديه القدرة على العيش في المياه المالحة. يسكن في البحيرات الآسنة والدلتات الرسوبية وأحيانا في البحر قرب الشواطئ. كان هذا التمساح رمزا مقدسا، وقد عُبد باسم الإله «سوبك»، خاصة في كوم أمبو والفيوم. أظهرت مومياوات التماسيح المحنطة التي اكتُشفت أن هذا التمساح كان يُعبد في كل بقاع مصر تقريبا.
ورل النيل
وهو ثاني أكبر الزواحف النيلية بعد تمساح النيل، ويُطلق عليه اسم أخر وهو «إغوانا الماء». يزيد طوله عن مترين ووزنه عن 15 كغم. يشبه الورل النيلي «الموزاصورات» التي انقرضت قبل 65 مليون سنة. يعيش اليوم على حواف الترع ونهر النيل، وينتشر في ترع نجع حمادي ودشنا ونيلها شمال قنا.
السلحفاة النيلية
تُسمى بالسلحفاة الأفريقية لينة الأصداف وتعرف أيضًا باسم ترسة النيل (الاسم العلمي T.triunguis)، تعيش على طول نهر النيل في المناطق الرملية، ولديها قدرة كبيرة على التكيف في المياه المالحة والعذبة على السواء. بعد بناء سد أسوان اختفت تمامًا من نيل مصر، وحاليا تكثر في السودان وعند منبع النيل.

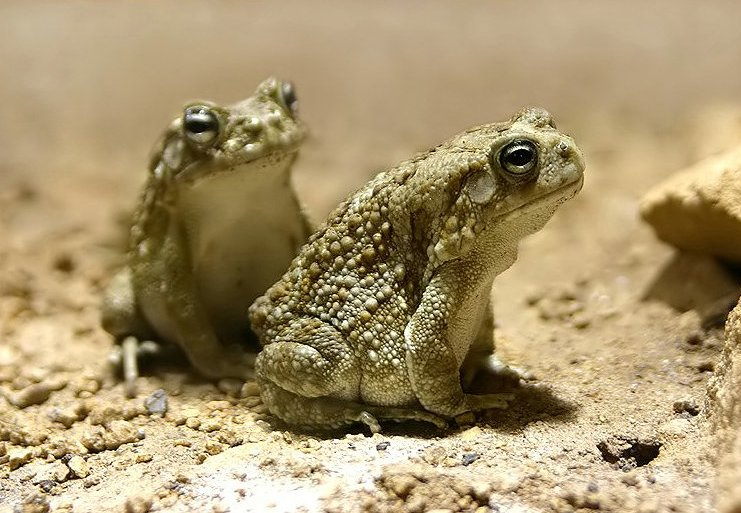
الضفدع الأفريقي
ويسمى الضفدع النيلي أو «ضفدع الطين»، والبعض يطلق عليه «العلجوم المصري»، وتعد مصر الموطن الأساسي للضفادع الأفريقية. تعيش في المناطق الهادئة وافرة المياه. أغلب تلك الضفادع التي تعيش في النيل سامة وخطرة.
ثعبان النرد
ويُسمى أيضًا «النطريق المشطرج» (الاسم العلمي: Natrix tessellata)، يعيش على ضفاف الأنهار والبحيرات، وفي مصر يعيش على ضفاف نهر النيل والترع المنتشرة من الجنوب إلى الشمال. انتشر ثعبان النرد المائي في مصر بعد بناء سد أسوان منذ أكثر من قرن من الزمان، كما يمكن العثور عليه بالقرب من منطقة قناة السويس والفيوم.
بيرانا أفريقيا

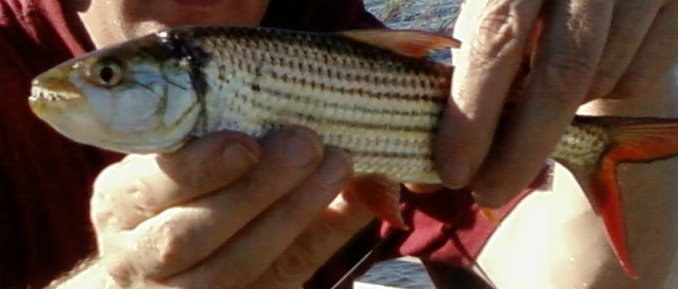
سمكة كلب النيل أو النمر

وتسمى أيضا كلب النيل أو سمكة النمر أو المبروكة العادية، و«بيرانا إفريقيا»، نسبة إلى أسماك البيرانا التي تعيش في نهر الأمازون وأمريكا اللاتينية، تُعد أحد أضخم الأسماك التي تتخذ من نهر النيل موطناً لها، تتميز بفكين قويين، وأسنان حادة ما يساعدها على أكل اللحوم، وفي كثير من الأحيان يتم الإبلاغ عن تعرض بعض الأشخاص لهجماتها. وثًّق بعض الصيادين مهاجمتها لحيوانات كبيرة الحجم مثل التماسيح.
تعيش هذه السمكة على طول نهر النيل، وإن كانت تتوطن بشكل أكبر بحيرة ناصر خلف السد العالي، وتصل لأحجام ضخمة، يصل وزنها في بعض الأحيان إلى أكثر من 45 كغم، وطولها ما يقارب من 150 سنتيمتر.
السمكة الرئوية الرخامية
وتُعرف باسم سمكة «السلماندر»، وهو نوع من الأسماك التي تتنفس الأكسجين الذائب في الماء، فتتحور مثانتها الغازية إلى ما يشبه الرئة، كما إنها تتنفس الهواء الجوي أيضًا، لذلك يعتقد علماء الأحياء المائية أن هذا النوع من الأسماك هو أول الفقاريات البرية. يصل طولها إلى حوالي متر، وتتغذى على بعض أنواع السمك الأخرى كالبلطي.

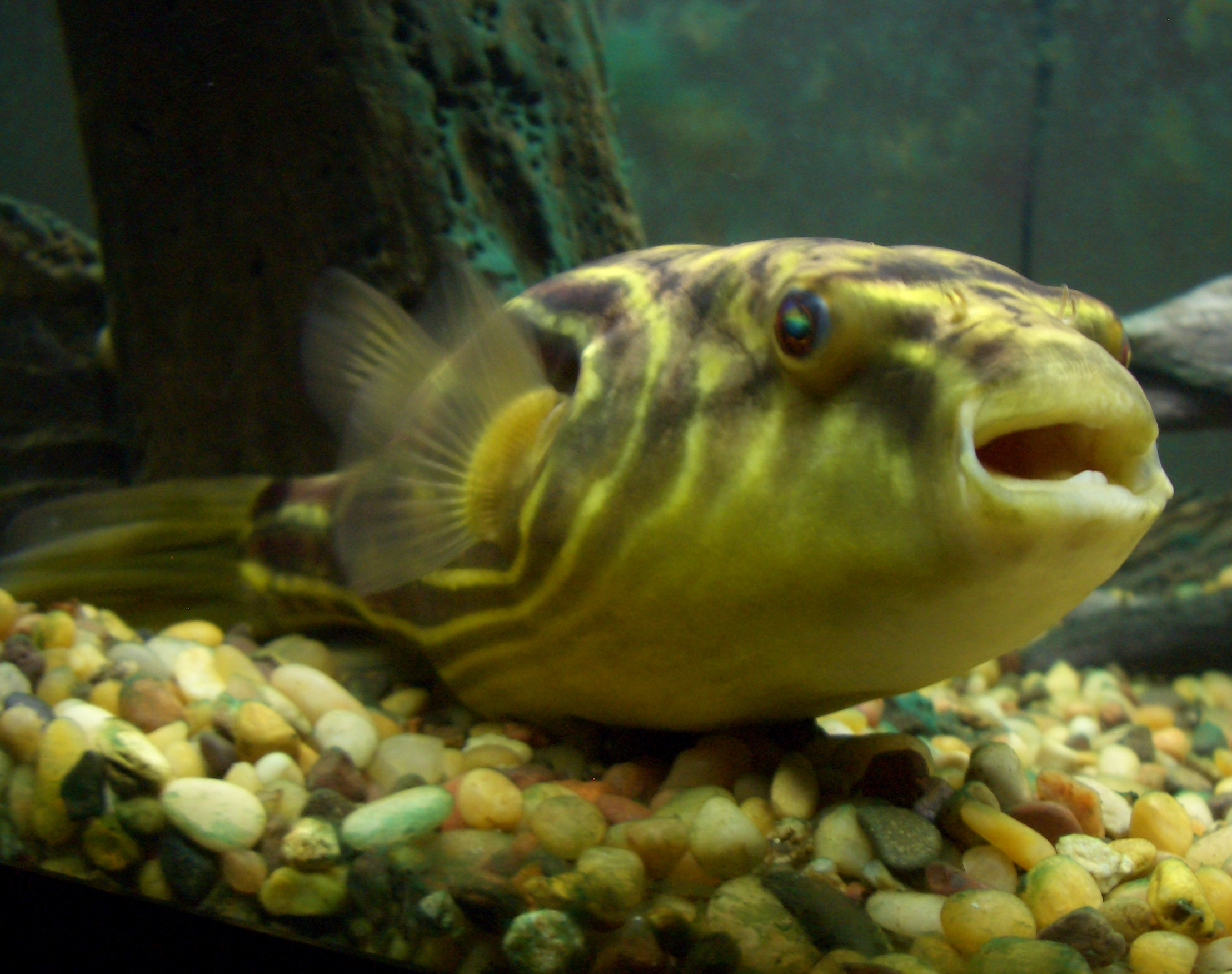
سمكة الينفوخ
تُعرف باسم السمكة المنتفخة، وهي جنس من الأسماك يتبع الفصيلة الينفوخية. تستطيع نفخ معدتها متخذة شكل الكرة، وذلك ببلعها كميات من الماء أو الهواء سريعًا، وذلك عندما يقترب الخطر منها، فتتفادى الأسماك المفترسة. يتراوح طول السمكة الواحدة بين 5 وحوالي 60 سنتيمتر فقط. تعيش في المناطق المنعزلة من نهر النيل، وفي العادة تكون في المياه البطيئة الانسياب سواء كانت عذبة أو مالحة أو شديدة الملوحة، تضع بيضها جنبًا إلى جنب بالقرب من قاع النهر.
خشم البنات
تُعرف باسم سمكة «الانوم»، وتسمى أيضا سمكة «المز» و«الجلمان» و«البويزة»، (الاسم العلمي Mormyrus niloticus). وهي من الأسماك المنتشرة في دول حوض نهر النيل، ويوجد منها عدد من الأنواع، تتباين فيما بينها حسب شكل الفم والجسم، وهي من الأسماك الليلية، التي تسبح قرب قاع النيل، كما أنها من الأسماك العدوانية المحبة للعزلة ولا تسبح في مجموعات. يصل طول هذا النوع من الأسماك إلى حوالي 70 سنتيمتر.
جثم النيل
وهي واحدة من أكبر أسماك المياه العذبة في العالم، يصل طولها إلى نحو مترين ووزنها إلى 200 كجم. تحتاج هذه الأسماك إلى نسبة أكسجين عالية في المياه، وتعيش في المناطق الأقل تلوثا مثل بحيرة ناصر، وتُعرف بأنها من الحيوانات المفترسة والعدوانية الآكلة لحوم البشر.

## المنشآت

### الجسور
فيما يلي قائمة بأهم الجسور التي أنشأت لعبور نهر النيل في دول حوض النيل أو في وادي النيل (المنطقة المحيطة بنهر النيل على طول مساره):
| مصر          | مصر                                     | مصر |
| الرقم        | الاسم                                   | تعليق |
| ------------ | --------------------------------------- | --- |
| 1            | جسر قصر النيل                           | يقع بالقرب من ميدان التحرير بالقاهرة، ويعد أول جسر أنشئ في مصر للعبور على النيل، ويتميز بوجود أربعة تماثيل للأسود عند مدخلي الجسر المصنوعة من البرونز. أُنشأ عام 1869 في عهد الخديوي إسماعيل واكتمل بناؤه في منتصف عام 1871. يتوسط جسر قصر النيل قلب القاهرة ويطل على أشهر معالمها: برج الجزيرة ودار الأوبرا المصرية وجامعة الدول العربية والفنادق الكبرى وحديقة الأندلس. |
| 2            | جسر إمبابة                              | يسمى أيضا بجسر«قطار الصعيد»، يقع شمال القاهرة على نهر النيل ويربط بين القاهرة والجيزة. افتُتح رسميا عام 1892 في عهد الخديوي عباس حلمي الثاني، وكان يبلغ طوله 495 متر، ودخلت عليه تعديلات ونقل جزء منه إلى دمياط في العام 1927 وهو المعروف اليوم بجسر دمياط. |
| 3            | جسر بولاق أبو العلا (جسر الزمالك حاليًا) | يربط بين حي الزمالك وحي بولاق أبو العلا، بدأت أعمال تشييده في عام 1908 وافتُتِح عام 1912، أنشأته شركة فرنسية صمًّمه المهندس الفرنسي جوستاف إيفل الذي بنى برج إيفل في فرنسا. قامت شركة المقاولون العرب عام 1998 بتفكيك الجسر من أجل بناء جسر الزمالك الجديد من الأسمنت المسلح.                                                                                                |
| 4            | جسر الجلاء                              | عُرف بجسر الإنجليز سابقٍا، وبعد ثورة يوليو 1952 أطلق عليه جسر الجلاء. أنشئ عام 1914 ويُقابل جسر قصر النيل من ناحية الفرع الغربي. يبلغ طوله 145 متر وعرضه 19 متر. |
| 5            | جسر الخليلي                             | وهو الجسر الذي يقع بين الروضة من طرفها البحري وبين الجزيرة الوسطى، وكان السبب في إنشائه هو ازدياد تحول مياه النيل عن القاهرة. |
| 6            | جسر 6 أكتوبر                            | وهو أطول الجسور في مصر وأفريقيا ويمتد من المتحف الزراعي بالدقي بمحافظة الجيزة وحتى طريق النصر بمدينة نصر بالقاهرة مرورا بالزمالك وميدان التحرير وميدان رمسيس. يمكن مشاهدة أشهر معالم القاهرة من هذا الجسر مثل برج القاهرة والمتحف المصري ومبنى الإذاعة والتليفزيون ومترو الأنفاق ومحطة مصر (محطة القطارات المركزية).                                                     |
| 7            | كوبرى عباس (جسر الجيزة حاليا)           | يربط بين القاهرة والجيزة ويبعد عن جسر قصر النيل بـ 3 كم فقط، وقد شهد هذا المكان نضال الشعب المصري ضد الاحتلال الإنجليزي، كذلك كان شاهدًا على النضال الوطني والحركات الطلابية. |
| 8            | جسر الجامعة                             | أحد أهم الجسور في القاهرة، أُنشئ عام 1957 في المنطقة بين جسر قصر النيل وجسر عباس، يبلغ طوله حوالي 450 متراً. يصل هذا الجسر بين شاطئي النيل بين السرايات - محافظة القاهرة عبورا على النيل إلى - شارع نهضة مصر تقاطعًا مع شارع شارل دي جول (الجيزة سابقا) - محافظة الجيزة. |
| 9            | جسر المنيب                              | يربط هذا الجسر بين منطقة المنيب وطريق مصر الصعيد. |
| 10           | جسر روض الفرج                           | يقع في منطقة روض الفرج بجوار محطة مياه روض الفرج ويبلغ إجمالي الطول 5 كم. |
| 11           | جسر 15 مايو                             | يصل هذا الجسر بين حي بولاق أبو العلا بالزمالك والمهندسين، ويبدأ من ميدان سفينكس ويعبر فرعي النيل عند الزمالك وبولاق أبو العلا وينتهي بحي بولاق. |
| 12           | جسر دندرة                               | جسر المركبات الرئيسي بقنا ويعبر النيل ليربطها بآثار دندرة. |
| السودان      |                                         | |
| 1            | جسر النيل الأزرق                        | يربط هذا الجسر بين مدينتي الخرطوم (جنوبا) والخرطوم بحري (شمالا). وقد شيد في بداية سنوات الاستعمار الإنجليزي في الفترة من 1907 إلى 1909،. عرف بالعديد من الأسماء مثل «جسر الحديد» و«جسر الجامعة» نسبة إلى وقوعه بجوار جامعة الخرطوم. يبلغ طول الجسر أكثر من نصف كم، وهو يتكون من مسارين لعبور السيارات والقطارات، وآخر جانبي للمشاة.                                      |
| 2            | جسر النيل الأبيض (أم درمان)             | بُني الجسر بين عام 1924 وعام 1926. يربط هذا الجسر بين مدينتي الخرطوم وأم درمان. يعرف باسم «جسر الحرية». ويبلغ طول الجسر 613 مترًا. |
| 3            | جسر كوبر                                | وهو جسر يربط بين الخرطوم مع حي كافوري بالمدينة الصناعية الخرطوم بحري. يعرف باسم «جسر القوات المسلحة» كونهُ يمر بشارع القيادة العامة للقوات المسلحة. يبلغ طوله 800 متر. شيد عام 2014. |
| 4            | جسر الإنقاذ                             | وهو جسر يربط بين الخرطوم وأم درمان، يشتهر بعبور قوات «حركة العدل والمساواة» بقيادة خليل إبراهيم متوجهة نحو القصر الجمهوري في أحداث غزو أم درمان في معركة سميت بـ«معركة الجسر». |
| 5            | جسر المنشية                             | وهو جسر يربط الخرطوم والمدينة الواقعة شمالي الخرطوم «محلية شرق النيل» عبر النيل الأزرق. وقد شيد عام 2006 ويبلغ طولهُ 300 مترًا. |
| 6            | جسر المك نمر                            | افتتح هذا الجسر في عام 2007، ويربط منطقة وسط مدينة الخرطوم مع الخرطوم بحري. سمي على اسم زعيم مشهور لقبيلة الجعليين في شمال السودان. |
| 7            | جسر توتي                                | جسر معلق حديث يربط بين جزيرة توتي ومدينة الخرطوم. اكتمل بناءه في فبراير 2008. |
| 8            | جسر سوبا                                | جسر على النيل الأزرق جنوب العاصمة الخرطوم، يربط بين منطقتي سوبا «شرق وغرب»، ويبلغ طوله 571 متر وعرضه 27 مترا. بدأت عمليات الإنشاءات للجسر في ديسمبر 2012، وبلغت تكلفته الكلية 26 مليون دولار، وقد نُفِّذ بالكامل بأيد سودانية تصميما وتنفيذا. |
| 9            | جسر عطبرة                               | |
| 10           | جسر شندي                                | ويعرف ايضًا باسم (جسر البشير)، أُنشأ عام 2009 ويربط بين مدينة شندي والمتمة شمال الخرطوم. يبلغ طوله 660 مترا وعرضه 5ر20 مترا وبه مسارين للحركة في كل اتجاه ورصيف للمشاه بعرض 1,35 متر وتم تصميمه بحمولة تبلغ 120 طناً. |
| 11           | جسر شمبات                               | ويصل هذا الجسر بين حي ملازمين في مدينة أم درمان مع حي الصبابي في مدينة الخرطوم بحري. |
| 12           | جسر حلفايا                              | افتتح هذا الجسر في عام 2010، ويربط بين محلية كرري «بأم درمان» والحلفايا ويبلغ طوله 910 مترًا وعرضه 27 مترًا. |
| 13           | جسر الدندر                              | |
| 14           | جسر حنتوب                               | |
| 15           | جسر دنقلة                               | |
| 16           | جسر مروي                                | |
| 17           | جسر كوستي                               | |
| 18           | جسر سنار                                | يربط هذا الجسر بين شرق ولاية سنار وغربها. |
| 19           | جسر الدبة                               | وهو الجسر الثالث بالولاية الشمالية بعد جسر مروي ودنقلا. يبلغ طوله 466 متراً وكلفته 40 مليون جنيه سوداني ويربط بين شريان الشمال والطريق الشرقي (كريمة دنقلا) بالضفة الشرقية للنيل. |
| 20           | جسر الدويم                              | |
| الصومال      |                                         | |
| 1            | جسر مدينة بردرا                         | يمر في هذه المدينة نهر جوبا. |
| 2            | جسر مدينة بلدوين على نهر شبيلي          | تقع المدينة في وسط الصومال في المنطقة الوسطى من وادي نهر شبيلي قرب أوغادين على بعد 332 كم (206 ميل) إلى الشمال من العاصمة مقديشو. |
| 3            | جسر مدينة كيسمايو                       | مدينة ساحلية في الصومال، وتعرف كونها ثالث أكبر المدن بعد العاصمة مقديشو. |
| إثيوبيا      |                                         | |
| 1            | جسر آباي الجديد                         | يقع هذه الجسر في مدينة بحر دار في ولاية أمهرة، ولا يزال تحت الإنشاء. من المتوقع الانتهاء من بناءه في أغسطس 2022 وبكُلفة 51 مليون دولار تقريبًا. يبلغ طوله 380 متر وعرضه 43 متر ويربط الجانب الشرقي من مدينة بحر دار بجانبها الغربي. |
| 2            | جسر آباي                                | |
| جنوب السودان |                                         | |
| 1            | جسر نهر جوبا                            | يبلغ طول الجسر 252 مترًا وقد بني عام 1972 في عهد الجنرال جعفر النميري فوق النيل الأبيض في جوبا.أعيد افتتاحه في يناير 2012 بعد أعمال إصلاح كبيرة. |
| 2            | جسر الحرية (جنوب السودان)               | |

### السدود
فيما يلي قائمة السدود / المحطات الكهرومائية التي أُنشأت على نهر النيل في دول حوض النيل مرتبة حسب البلد:
| البلد   | الاسم                        | الكلفة                    | بداية الإنشاء | الإفتتاح / التشغيل | السعة               | القدرة الكهربائية | ملاحظة                                                  |
| ------- | ---------------------------- | ------------------------- | ------------- | ------------------ | ------------------- | ----------------- | ------------------------------------------------------- |
| مصر     | السد العالي                  | 1 مليار دولار أمريكي      | 1960          | 1971               |                     | 2100 ميغاواط      |                                                         |
| مصر     | خزان أسوان                   |                           | 1899          | 1902               | 5,3 مليار متر مكعب  | 550 ميغاواط       |                                                         |
| مصر     | قناطر أسيوط                  | 870 ألف جنيه إسترليني     | 1898          | 1903               |                     | -                 | مخصص لأغراض الري                                        |
| مصر     | قناطر إسنا                   |                           |               | 1908               |                     | -                 | مخصص لأغراض الري، بُنيت في عهد الخديوي عباس حلمي الثاني. |
| مصر     | قناطر نجع حمادي              | مليوناً و850 ألف جنيه مصري | 1928          | 1930               |                     | -                 | مخصص لأغراض الري، افتُتحت في عهد الملك فؤاد الأول        |
| السودان | محطة شيرايك للتوليد          | 800 مليون دولار أمريكي    | 2017          | 2019               |                     | 350 ميغاواط       |                                                         |
| السودان | محطة كجبار للتوليد           | 700 مليون دولار أمريكي    |               |                    |                     | 360 ميغاواط       |                                                         |
| السودان | سدي أعالي عطبرة وستيت        | 1,9 بليون دولار أمريكي    | 2011          | 2017               | 3,7 مليار متر مكعب  | 320 ميغاواط       |                                                         |
| السودان | سد الروصيرص                  |                           | 1961          | 1966               | 7,1 مليار متر مكعب  | 1800 ميغاواط      | شُيِّد السد على النيل الأزرق                               |
| السودان | سد مروي                      | 6.5 مليار دولار أمريكي    | 2003          | 2009               |                     | 1250 ميغاواط      |                                                         |
| السودان | سد سنار                      |                           |               | 1926               | 390 متر مكعب        | 14 ميغاواط        | شُيِّد السد على النيل الأزرق وهو أقدم سد في السودان        |
| السودان | سد جبل الأولياء              |                           |               | 1937               | 3,5 مليار متر مكعب  | 30 ميغاواط        | شُيِّد السد على النيل الأبيض                               |
| السودان | سد خشم القربة                |                           |               | 1964               | 1,3 مليار متر مكعب  | 17.8 ميغاواط      | شُيِّد السد على نهر عطبرة                                  |
| إثيوبيا | سد تكزه                      | 360 مليون دولار أمريكي    | 1999          | 2009               |                     | 300 ميغاواط       |                                                         |
| إثيوبيا | سد النهضة                    | 5 مليار دولار أمريكي      | 2 أبريل 2011  | 21 يوليو 2020      |                     | 6 جيجاواط         |                                                         |
| إثيوبيا | سد بيليس                     |                           |               | 2010               |                     | 460 ميغاواط       |                                                         |
| أوغندا  | سد إسيمبا                    | 567,7 مليون دولار أمريكي  | 2015          | 2019               |                     | 183 ميغاواط       | شُيِّد السد على مخرج بحيرة فكتوريا                         |
| أوغندا  | خزان أوين                    |                           |               | 1954               |                     | 180 ميغاواط       |                                                         |
| كينيا   | محطة جيتارو لتوليد الكهرباء  |                           | 1975          | 1978               |                     | 225 ميغاواط       | شُيِّدت المحطة على نهر تانا                                |
| كينيا   | سد كامبورو                   | 47 مليون دولار أمريكي     | 1974          | 1974               | 123 مليون متر مكعب  | 93 ميغاواط        |                                                         |
| كينيا   | محطة كيامبر لتوليد الكهرباء  |                           | 1983          | 1987               | 585 مليون متر مكعب  | 165 ميغاواط       |                                                         |
| كينيا   | محطة ماسينغا لتوليد الكهرباء | 3 مليون دولار أمريكي      | 1978          | 1981               | 1,56 مليار متر مكعب | 40 ميغاواط        |                                                         |

## مبادرات واتفاقيات حوض النيل

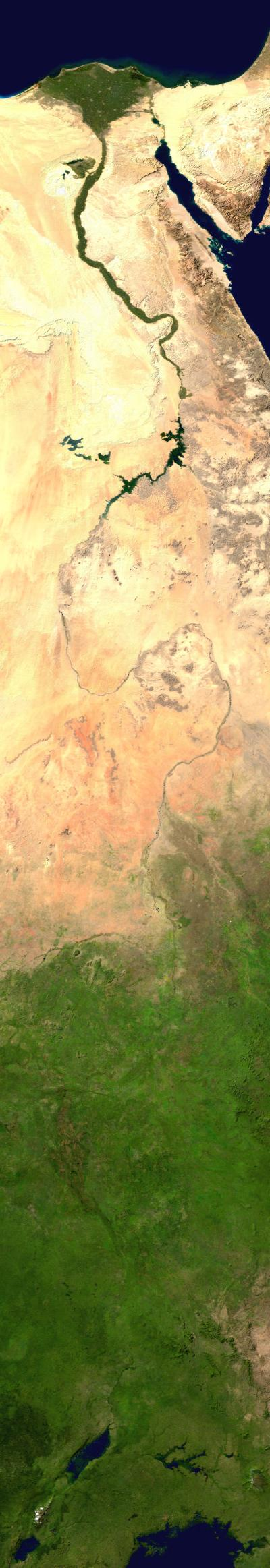
صورة بالأقمار الصناعية لنهر النيل، يظهر فيها مسار نهر النيل من بحيرة فيكتوريا في أقصى الجنوب إلى دلتا النيل في أقصى الشمال (وكالة ناسا)

بروتوكول 15 أبريل عام 1891 المبرم بين بريطانيا وإيطاليا
تضمن هذا البروتوكول نصًا (المادة الثالثة) تتعهد فيه الحكومة الايطالية بعدم أقامة أي أشغال على نهر عطبرة لأغراض الري، والتي يمكن أن تسبب تأثيرًا ملحوظًا على تدفق مياهه إلى نهر النيل.
المعاهدة المبرمة بين بريطانيا وإثيوبيا لعام 1902
طبقًا لهذه المعاهدة؛ فقد تعهَّد إمبراطور إثيوبيا «منليك الثاني» بعدم إقامة أو السماح بإقامة أي منشآت على النيل الأزرق وبحيرة تانا ونهر السوباط، يمكن أن توقف تدفق مياهها إلى نهر النيل.
وعلى الرغم من تعالي بعض الأصوات التي تنادي بالتحلل من هذه الاتفاقية على أساس أنها إرث استعماري، إلا أنَّ هذه الاتفاقية تعتبر سارية المفعول من وجهة نظر القانون الدولي، حيث تؤكد اتفاقية فيينا لقانون المعاهدات المبرمة في عام 1978 بشأن التوارث الدولي والمعاهدات في المادة رقم 11 و 12 أنَّ الاتفاقيات الخاصية بتحديد ورسم الحدود الدولية أو الخاصة بالوضع الجغرافي الإقليمي تظل سارية المفعول بموجب قاعدة الوراثة، ولا يجوز تعديلها أو إلغائها إلا بالإتفاق بين الدول الموقعة عليها، وهو ما أكد عليه أيضًا ميثاق منظمة الوحدة الأفريقية الموقع في أديس أبابا في عام 1963.
اتفاق 9 مايو عام 1906 بين بريطانيا والكونجو المستقلة
أًبرم الاتفاق بين بريطانيا ودولة الكونغو المستقلة يوم 9 مايو/آيار، وتتعهد الكونغو بموجب هذا الاتفاق بعدم إقامة أي إنشاءات على نهر سمليكي، أحد روافد النيل، أو بالقرب منه قد تقلص حجم المياه المتدفقة إلى بحيرة ألبرت، إلا بالاتفاق مع الحكومة السودانية.
اتفاق 1925 بين لندن وروما
تبادلت بريطانيا وإيطاليا مذكرات، أقرت بمقتضاها الحكومة الإيطالية بالحقوق الهيدروليكية المسبقة لمصر والسودان. واتفقت الدولتان على عدم إقامة أي إنشاءات تؤدي إلى تغير تدفق مياه روافد النيل الإثيوبية.
وتأسس الاتفاق على اتفاقية ثلاثية أخرى مبرمة عام 1906، وأقرت بمقتضاها بريطانيا بأن مساحة كبيرة من إثيوبيا تقع ضمن نطاق نفوذ إيطاليا.
اتفاقية مياه النيل 1929 بين مصر وبريطانيا
نصَّت اتفاقية عام 1929 بين مصر وبريطانيا (التي كانت تنوب عن السودان وأوغندا وتنزانيا) أن لا تُقام بغير اتفاق مسبق مع الحكومة المصرية أي أعمال ري أو كهرومائية أو أي إجراءات أخرى على النيل وفروعه أو على البحيرات التي ينبع منها، سواء في السودان أو في البلاد الواقعة تحت الإدارة البريطانية، والتي من شأنها إنقاص مقدار المياه التي تصل مصر أو تعديل تاريخ وصوله أو تخفيض منسوبه على أي وجه يلحق ضررًا بالمصالح المصرية، كما نصت الاتفاقية على حق مصر الطبيعي والتاريخي في مياه النيل. وخصصت لمصر حصة سنوية من المياه تبلغ 48 مليار متر مكعب وللسودان 4 مليارات متر مكعب من متوسط إنتاج سنوي يقدر بنحو 84 مليار متر مكعب. 
اتفاقية عام 1934 بين بريطانيا وبلجيكا
ينص هذا الاتفاق على تعهد كل من بريطانيا وبلجيكا، إذا ما قامت بتحويل أية كميات من مياه جزء من النهر يقع كله في حدود تنجانيقا أو رواندا - بوروندي، بأن تعيد هذه الكمية دون أي نقصان محسوس إلى مجرى النهر عند نقطة معينة قبل أن يدخل النهر حدود الدولة الأخرى أو قبل أن يشكل الحدود المشتركة بين إقليمي الدولتين.
اتفاقية مياه النيل 1959
وقعت هذه الاتفاقية بالقاهرة في نوفمبر 1959 بين مصر والسودان، وهي مكملة لاتفاقية عام 1929 وليست لاغية لها، وتشمل الضبط الكامل لمياه النيل الواصلة لكل من مصر والسودان في ظل المتغيرات الجديدة التي ظهرت على الساحة آنذاك وهو الرغبة في إنشاء السد العالي ومشروعات أعالي النيل لزيادة إيراد النهر وإقامة عدد من الخزانات في أسوان. حددت هذه الإتفاقية ولأول مرة بين مصر والسودان كمية المياه بـ 55,5 مليار متر مكعب سنويا لمصر و18,5 مليارا للسودان.
الخطابات المتبادلة بين مصر وأوغندا عام 1991
أشارت هذه الخطابات إلى المذكرات المتبادلة بين بريطانيا ومصر بخصوص إنشاء محطة توليد الكهرباء سد مساقط أوين بأوغندا، بما يفيد اعتراف أوغندا بالتزاماتها الواردة بهذه الخطابات، وبالتالي لا يجوز لها التشكيك في مدى إلزامية هذه الخطابات باعتبار أنها وقعت خلال عهد الاستعمار، إذ أن أوغندا عام 1991 (وباعتبارها دولة مستقلة وذات سيادة) أكَّدت واعترفت صراحة بسريان التزاماتها الواردة بالخطابات المتبادلة.
الإطار العام للتعاون بين مصر وإثيوبيا لعام 1993
يؤكد هذا الاتفاق التعاوني على امتناع الطرفين عن القيام بأي نشاط يتعلق بمياه النيل يمكن أن يضر على نحو محسوس بمصالح الطرف الآخر. كما أكَّد هذا الاتفاق على ضرورة حماية مياه النيل والحفاظ عليها والتعاون والتشاور بخصوص المشروعات المشتركة وبما يساعد على تعزيز مستوى تدفق المياه وتقليل الفاقد منها.
مبادرة حوض النيل 1999
انطلقت أولى محاولات التعاون بين دول حوض النيل سنة 1993 من خلال إنشاء مذكرة عمل مشتركة بين هذه الدول قصد الاستفادة من الإمكانيات التي يوفرها حوض النيل، وفي سنة 1995 طلب مجلس وزراء مياه دول حوض النيل مشاركة البنك الدولي في الأنشطة المقترحة، وإثر ذلك صار كل من البنك الدولي وصندوق الأمم المتحدة الإنمائي والهيئة الكندية للتنمية الدولية شركاء لتفعيل التعاون وإرساء آليات العمل بين دول الحوض.
في 1997 أنشأت دول حوض النيل منتدى للحوار بغية الوصول لأفضل آلية مشتركة للتعاون فيما بينها، ولاحقا في 1998 اجتمعت الدول المعنية، باستثناء إريتريا حاليا، لإنشاء الآلية المشتركة فيما بينها، وفي فبراير سنة 1999 وقعت اتفاقية سميت رسميا بمبادرة حوض النيل في تنزانيا من جانب ممثلي هذه الدول، وتم تفعيلها لاحقًا في شهر مايو من نفس السنة. 
اتفاقية الإطار التعاوني 2010
وقَّعت دول المنبع هذه الاتفاقية بينما عارضتها مصر والسودان، وتقوم على مبدأ الانتفاع المنصف والمعقول، وكان الخلاف بين دولتي المصب ودول المنبع في حوض النيل على 3 بنود وهي: الحقوق التاريخية المكتسبة، الإخطار المسبق لدولتي المصب، طريقة التصويت.
مبادئ وثيقة سد النهضة 2015
وقعت هذه الوثيقة في مارس 2015 من قبل الدول الثلاث (مصر والسودان وإثيوبيا) بالخرطوم بحضور الرئيس المصري عبد الفتاح السيسي ونظيره السوداني السابق عمر البشير ورئيس وزراء إثيوبيا هايلي ديسالين. تتعلق هذه الاتفاقية تحديدًا بسد النهضة الأثيوبي، إذ تتضمن ورقة تشمل 10 مبادئ تلتزم بها الدول الثلاث بشأن سد النهضة، وتتضمن حزمة من المبادئ الأساسية التي تحفظ في مُجملها الحقوق والمصالح المائية لدول حوض النيل.

## حوادث
- في أبريل من عام 2015 غرق مركب يحمل ما يزيد على 500 طن من الفوسفات في مياه النيل في محافظة قنا (جنوبي مصر) مما دفع السلطات المصرية إلى رفع حالة الطوارئ البيئية. اصطدم المركب بجسر دندرة ما أدى إلى غرقه بحمولته في النيل.[146]
- في يوليو من عام 2015 غرق مركب سياحي بعدما اصطدم بمركب تجاري في نهر النيل في مصر مما أدى إلى وفاة 36 شخص بينهم نحو 20 طفلًا.[147]
- في أغسطس 2018 أعلنت السلطات السودانية عن مصرع 23 شخصا بينهم 22 تلميذًا نتيجة غرق مركب كان يُقلهم في نهر النيل شمال الخرطوم.[148]

## النيل في الأدب والتراث

غلاف رواية «موت فوق النيل» للكاتبة البريطانية أجاثا كريستي.

### كتب وروايات
- رحلات لاكتشاف مصدر النيل في السنوات 1768-1773: وهو كتاب نشره جيمس بروس مكتشف منبع نهر النيل في خمسة مجلدات. اكتسب العمل شعبية كبيرة، لكن الرحالة الآخرون هاجموه وشككوا في مصداقيته. كتب جيمس بروس الكتاب بعد إثني عشر عامًا من عودته من أفريقيا عن الدقة الكبيرة لكل ما يتعلق برحلاته الحبشية جعلت من كتابه مصدرا مهما.[lt 39]

- النيل حياة نهر: وهو من تأليف إميل لودفيغ صدر عام 1935. لا يتناول الكتاب جغرافيا النيل أو تاريخ شعوبه بإسهاب، بل يذكر فصولًا قصيرةً مما رآه الكاتب مثل: أنواع الحيوانات والعصبيات العرقية. يسرد المؤلف أحوالَ النيل في مصر بعيون فلَّاحيها، الذين عاشوا أوثقَ عِشرَة للنيل في كل زمن.[149]
- مكتشفو النيل: من تأليف تيم جيل. يشرح المؤلف في هذا الكتاب طبيعة الصعوبات الكبيرة التي واجهت المكتشفين في مشروعهم لاكتشاف منبع النيل وحجم تلك الصعوبات.
- نهر النيل: كتاب للعالم الراحل محمد عوض محمد، وهو كتاب لا غنى عنه في حوض النيل وقضايا المياه في مصر وأفريقيا، ويقول المؤلف أنه كان ظاهرًا لجميع سكان مصر، ولغيرهم ممن خالطوهم اتصلوا بهم، وأنَّ حضارة مصر مصدرها الأكبر هو النيل الذي ترتب عليه جميع ما لمصر من الثروة والرخاء.
- نهر النيل نشأته واستخدام مياهه في الماضى والمستقبل: من تأليف د. رشدي سعيد، يسرد الباحث في هذا الكتاب تاريخ نشأة النيل وتكونه كما يوضح مظاهر استغلال مياهه قديما وحديثا.
- النيل في عهد الفراعنة والعرب: وهو كتاب صدر عام 1926، تأليف أنطوان زكي. يرى المُؤلف أن حياة المصريين وأقدارهم ارتبطت منذ القِدم بنهر النيل، فقد استقروا على ضفافه مؤسسين لحضارة كبرى، لعبت فيها الزراعة الدور الأكبر، وصبغت بطبيعتها المستقرة السلوك الجمعي للمصريين، وهو الأمر الذي ظهر بوضوح في تمجيدهم للنيل ليصبح «إله النماء» الذي يمنع عنهم القحط والجدب؛ فكانوا يفزعون إلى المعابد مُصلين ومُقدمين القرابين إن تأخر «حابي» عن موعد فيضانه السنوى المعلوم، الذي ينتظرونه بشوق ليروى الأرض ويجدد خصوبتها.
- النيل الأبيض: للمؤلف آلان مورهيد (ترجمة محمد بدر الدين خليل) وجاءت فصول الكتاب لتوضح كيف اكتُشف النيل الأبيض (أحد روافد نهر النيل)، وكيف حاول الكثير من علماء الجغرافيا الذين ارتادوا منابع النيل أن يحصلوا على معلومات أكيدة عن منبع النهر. أوضح المؤلف أن هيرودوت كان دائم الارتياد لأعالي النيل ولكنه لم يظفر بأى شيء عن سر منابع النيل.
- موت فوق النيل و جريمة في وادي النيل: وهما روايتان للكاتبة الإنجليزية الشهيرة أجاثا كريستي. فقد كانت أجواء رحلة أجاثا كريستي على إحدى السفن النيلية مصدر إلهام لها في كتابة الفصول الأولى من رواية (موت فوق النيل) التي نُشرت في عام 1937.[150]

### الشعر والغناء

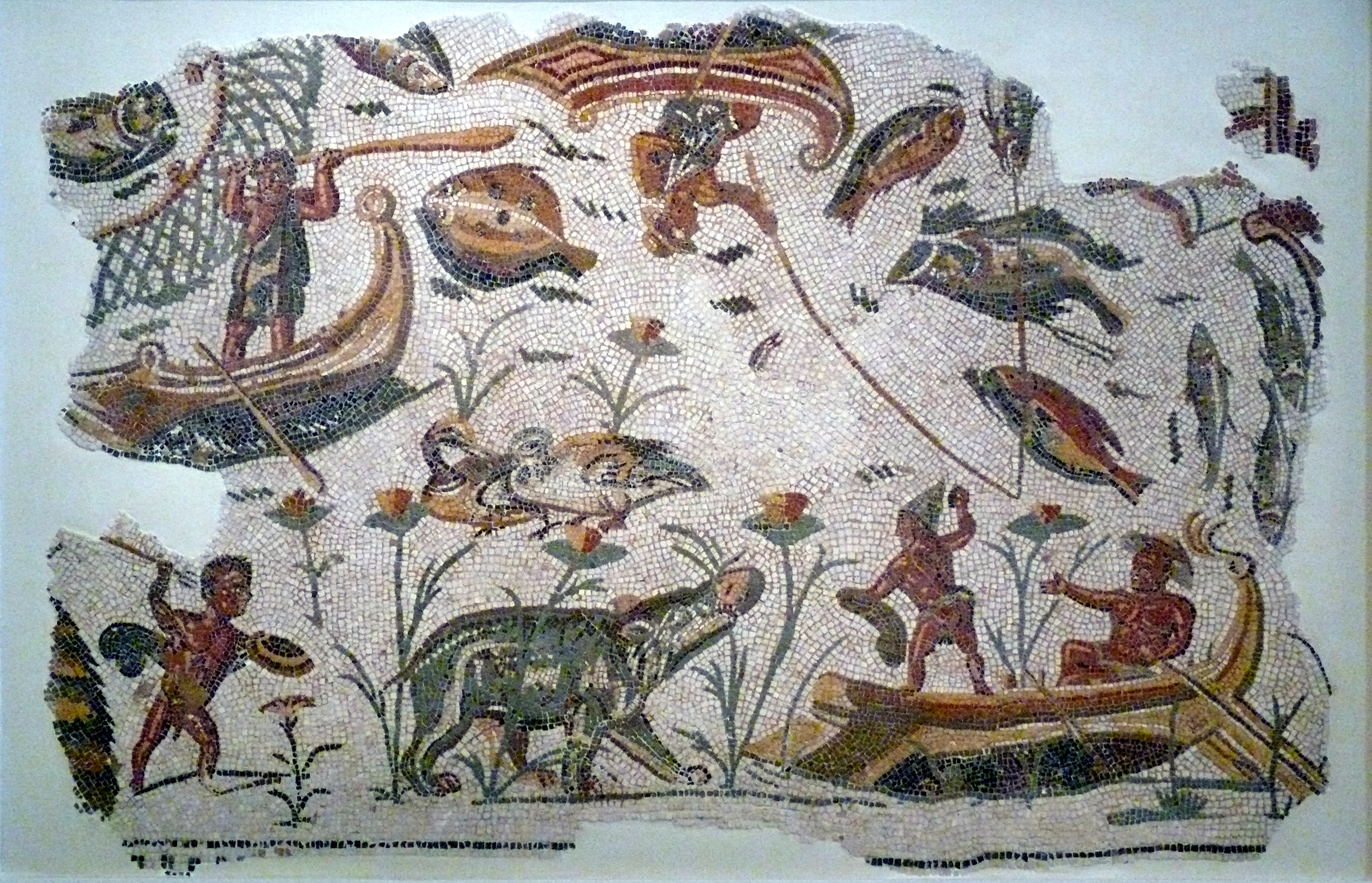
لوحة فسيفساء تصور منظرًا طبيعيًا على طول نهر النيل، أوائل القرن الثالث

لم يكن غريبًا أنْ يتخذ الشعراء والمطربون من النيل نبعًا لا ينضب من المعاني والصور الجميلة. فقد أُلهم الشعراء بأبلغ الصور الشعرية التي أصبحت لاحقًا رافدًا أساسيًا للعديد من الأغاني العربية. يقول الشاعر الغنائي سيد حجاب: «إن المصريين القدماء أدركوا أهمية النيل في حياتهم ووهبوه أجمل بناتهم ليستمر تدفقه وعطاؤُه»، مشيرًا إلى أنَّ ما جاء في كتاب الموتى كان يعلن أنَّ المتوفى بريء من أشياء كثيرة من بينها أنه لم يلوث النيل.
ولعل قصيدة «النيل» التي لحنها رياض السنباطي لأم كلثوم وهي من أشعار أحمد شوقي هي درة الأغاني التي تغنَّت للنهر، ولشوقي أيضًا أغنية رائعة بالعامية المصرية وهي «النيل نجاشي حليوة أسمر، عجب للونه دهب ومرمر..»، كما قدَّم محمد عبدالوهاب أيضًا أغنية «النهر الخالد» لمحمود حسن إسماعيل، والتي يقول في مطلعها: «مسافر زاده الخيال، والسحر والعطر والظلال».
ترى الشاعرة إيمان بكري أن النيل شريان الحياة، ونبع خيال الشعراء والمبدعين، ارتبط به الشُعراء وجعلوه ملهمهم وجدانيًا وعقلانيًا، أما الشاعرة فاطمة ناعوت فتقول: «تجاوزت الأربعين من عمري، ولم يحدث أن مررت بالنيل حتى الآن دون أن يُدهشني جماله لاسيما ليلًا، فلا عَجب أن يُصبح ملهمًا لكثيرٍ من الشُعراء والكُتَّاب لكتابة أغنيات عنه. أما الشاعرة العراقية سارة طالب السهيل فتقول: لقد كتبت في آخر ديواني (دمعة على أعتاب بغداد): «يلتقي النهران نيلًا وفرات».
وقد تناول العديد من المؤرخين والشعراء العرب نهر النيل في أشعارهم منهم تقي الدين المقريزي الذي وصف نهر النيل قائلًا:
يقول الكاتب مدحت الجيار: «إنَّ النيل هو الاسم الوحيد لهذا النهر التاريخي عندما يُترجم إلى أي لغة؛ ولهذا امتاز نهر النيل بخصوصية في التعبير، والأغنية المصرية الفصحى أو العامية رصدت النيل وشطه وضفافه أعظم رصد، حتى أنَّ العوام يطلقون على هذا النهر بحر النيل؛ نظرا لاتساعه الذي يشبه البحر. وهناك أغنية غناها الفنان الراحل الشيخ إمام وهي من كلمات الشاعر أحمد فؤاد نجم يقول في مطلعها: «عطشان يا صبايا دلوني على السبيل»، ثم أوضح الشاعر أنَّ هذا السبيل هو نهر النيل، كما غنى محمد عبدالوهاب «النيل نجاشي»، وكتب الشاعر محمود حسن إسماعيل «يا واهب الخلد للزمان»، وغنت أم كلثوم قافية شوقي: «من أي عهدٍ في القرى تدفق.. وبأي كف في المدائن تغدق»، وحديثًا غنَّت المطربة المصرية شيرين أغنية «ما شربتش من نيلها»، وغنى محمد منير أغنية «عروسة النيل» لعشيقته التي يصفها بعروسة النيل.

### أساطير

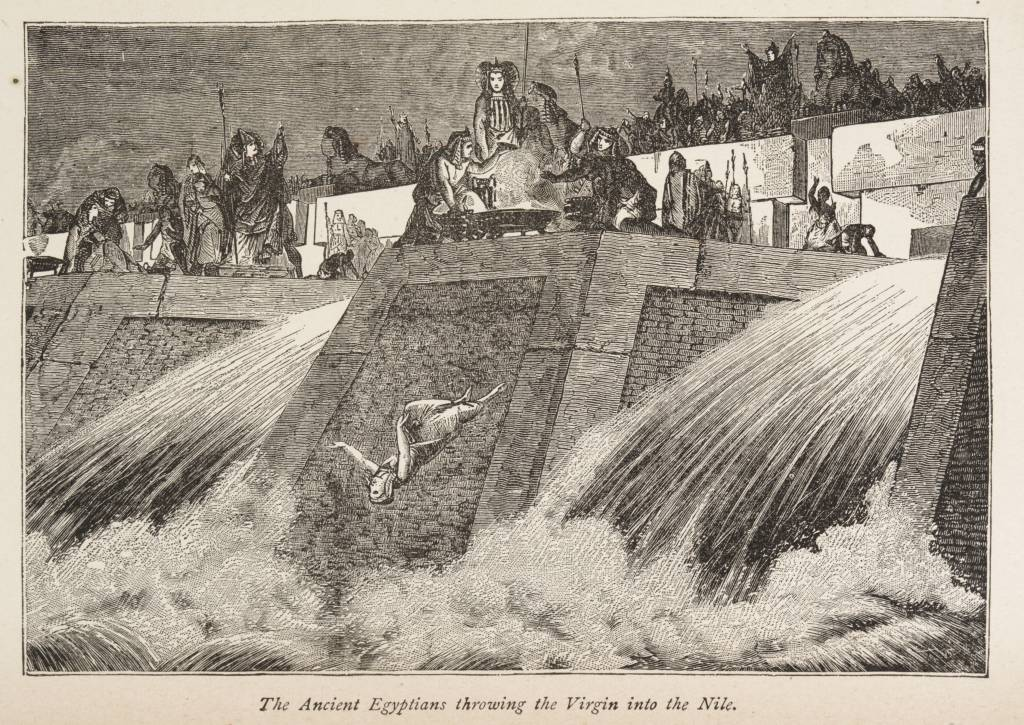
رسم تخيلي يظهر الفراعنة وهم يلقون بفتاة عذراء كقربان لإله النيل (حابي)

يروي الحافظ ابن كثير وابن ظهيرة عن المؤرخ الحسن بن زولاق واحدة من أساطير كثيرة رواها مؤرخون عرب ومسلمون عن النيل بعد وصولهم إلى مصر. منها أنَّ أحد حكام مصر أرسل عددًا من الرجال إلى مجرى النيل للبحث عن منبعه، فساروا حتى وصلوا إلى جبلٍ عالٍ وكان الماء ينزل من أعلاه، وله صوت مُدوي لا يكاد بسببه يَسمع أحدُهم كلام صاحبه، ثم صعد واحد منهم إلى أعلى الجبل، فلما وصل رقص وصفق وضحك، ثم مضى ولم يعد ولم يعلم أصحابه ما شأنه، ثم صعد آخر ففعل مثل الأول، ثم صعد الثالث وقال: اربطوا في وسطي حبلًا فإذا وصلت وفعلت مثل ما فعلا فاسحبوني، فلما صار في أعلى الجبل فعل كفعلهما، فسحبوه إليهم، فقيل إنه خُرس ولم يرد جوابًا ومات من ساعته، فرجع القوم ولم يعلموا من الأمر شيئًا.
يروي أستاذ التاريخ الإسلامي في جامعة أم القرى الدكتور عمرو منير عبد العزيز أن المؤرخين والجغرافيين العرب عندما نقلوا كتاب بطليموس عن النيل إلى لغتهم زادوا عليه أشياءً لم تكن صحيحة وشابتها الخرافات والأساطير، بدليل اتفاقهم على أنَّ النهر ينبع من جبال القمر خلف خط الاستواء من عشر عيون في الأرض تجتمع في عشرة روافد تجتمع كل خمسة منها لتصب في بُحيرة ثم تخرج ستة أنهار من البحيرتين لتجتمع مرة أخرى في بحيرة واحدة وهناك ينبع النيل. وفي سياق الهوس الذي سيطر على العرب لكشف منابع النيل، ذكر علي صدر الدين المدني أحمد المعروف بابن معصوم (1642 – 1707) في كتابه (رحلة ابن معصوم المدني: سلوة الغريب وأُسوة الأريب) أن جماعة صعدوا جبل القمر ليحيطوا خبرًا بمنبع النيل فرأوا بحرًا عُجاجًا (يُسمع لمائه صوت) أسود كالليل، يشقه نهر أبيض كالنهار هو النيل.

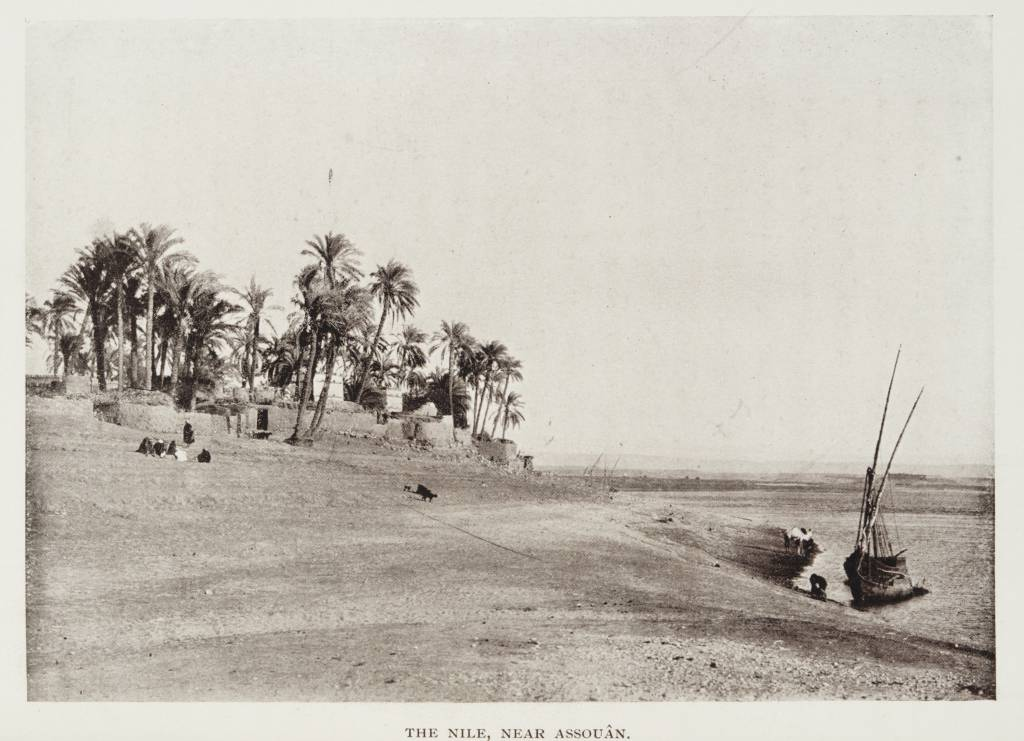
صورة لنهر النيل في مدينة أسوان عام 1910

أما عند الفراعنة فهناك واحدة من أشهر الأساطير المرتبطة بعيد وفاء النيل، وهي أن المصريين القدماء كانوا يقدمون لإله النيل المعروف باسم الإله (حعبي) أو (حابي) في عيده فتاة جميلة، كانت تتزين ثم تُلقى في النيل قربانًا له، وتتزوج الفتاة بالإله في العالم الآخر، إلا أنَّه في إحدى السنين لم يبق من الفتيات سوى بنت الملك الجميلة، فحزن الملك حزنًا شديدًا على ابنته، ولكن خادمتها أخفتها وصنعت عروس من الخشب تُشبهها، وخلال الحفل ألقتها في النيل دون أن يتحقق أحد من الأمر، وبعد ذلك أعادت البنت إلى الملك الذي كان قد أصابه الحُزن الشديد والمرض على فراق ابنته.
يقول خبير الآثار المصرية علي أبو دشيش أنه وفقًا للأسطورة، فقد جرت العادة على إلقاء عروس خشبية إلى إله الفيضان كل عام في عيد وفاء النيل، لافتًا إلى أنه لا يوجد نص صريح في التاريخ يروي أن المصري القديم كان يقدم قربانًا بشريًا (أي عروس النيل) احتفالًا بمناسبة وفاء النيل، موضحًا أنها مجرد أسطورة نسجها الخيال المبدع للمصري القديم تقديرًا منه لمكانة النيل. وبالرغم من ذلك، فقد عاشت تلك الأسطورة في خيال ووجدان المصريين وتناولها الأدباء والكتاب وظهرت في السينما وما زالت تُردد حتى اليوم.
أما الكائنات المائية التي تعيش في نهر النيل فكان لها نصيب من المُعتقد الشعبي المصري، فقد ذكر السيوطي في كتبه (حسن المحاضرة في تاريخ مصر والقاهرة) «سمكة شيخ البحر»، وهي سمكة على صورة آدمي له لحية طويلة ويكون بناحية دمياط وهو مشؤوم، فإذا شُوهد في مكان دل على القحط والموت والفتن، ويقال إن دمياط تُنكب حين يحل عندها. وذكر أيضًا السمك الرعاد الذي إذا وقع في شبكة الصياد لا يزال ترتعد يداه ورجلاه حتى يلقيها أو يموت، وهي نحو الذراع.
كما ذكر الدكتور قاسم عبده قاسم في كتابه (النيل والمجتمع المصري في عصر سلاطين المماليك) أنَّ الأساطير والخرافات التي أوردها كُتّاب ومؤرخو العصور الإسلامية أظهرت منطقة منابع النيل أرضًا خيالية تنبت فيها قُضبان الذهب والفضة والنحاس والحديد، ويجري فيها بحر من الزفت تنبعث منه الروائح الكريهة التي تقضي على كل مَن يقترب من المنطقة التي توجد بها أحجار مغناطيسية تجتذب كل مَن ينظر إليها وتقضي عليه.

### في المصادر الإسلامية

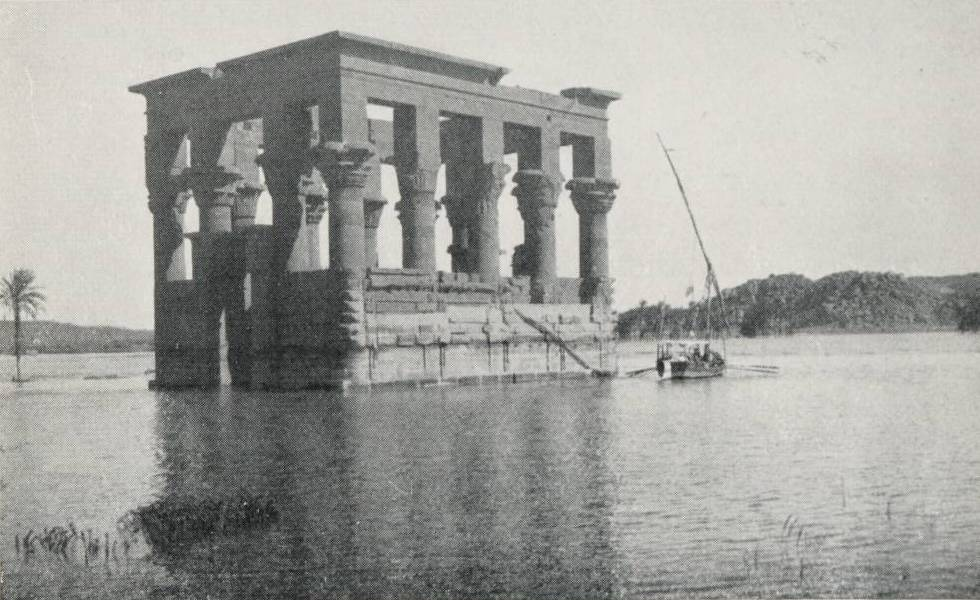
صورة لكشك تراجان اثناء فيضان النيل عام 1906، تظهر المنطقة المحيطة به مغمورة بالمياه.

ذكر أبو محمد الحسن بن زولاق (919 – 997) في كتابه (في تاريخ مصر وفضائلها) أن النيل يجري من تحت سدرة المنتهى، وأنه لو تقصى آثاره لوجد في أول جريانه أوراق الجنة. وروى السيوطي: « لما خلق الله آدم مثّل له الدنيا مشرقها ومغربها، فلما رأى مصر رأى أرضاً خصبة سهلة ذات نهر جار مادته من الجنة تنحدر فيه البركة وتمزجه الرحمة فدعا للنيل بالبركة ودعا في أرض مصر بالرحمة، وبارك على نيلها وجبلها سبع مرات». وروى قصة أخرى: «لما هبط النيل في زمن فرعون، طلب الناس منه أن يجريه لهم، ولكنه ردهم بحجة عدم رضائه عنهم وغضبه عليهم، ولما هددوه باتخاذ إله غيره خرّ ساجداً لله وألصق خده بالأرض وأخذ يتذلل إلى الله أن يجري النيل، فأجراه الله كما لم يجرِ من قبل، فخرج فرعون إلى قومه وقال لهم إنى أجريت لكم النيل فخروا له ساجدين».
وكان فيضان النيل وأسبابه بيئة خصبة لخيالات المُؤرخين الذين حاولوا إكساب نهر النيل طابع القدسية. ذكر ابن ظهيرة (1422 – 1487) وهو فقيه حنفي في كتابه (الفضائل الباهرة في محاسن القاهرة) :«أن الله يأمر كل الأنهار والعيون أن تمُد النيل بمياهها وقت زيادته، فإذا اكتفى الناس بريّ أراضيهم وزراعاتهم أمر الله نهر النيل أن يعود كما كان». وربما نتج هذا التصور في أذهان الكُتّاب من حقيقة أن نهر النيل يرتفع منسوبه صيفًا أي في الوقت الذي تنقُص فيه مياه سائر الأنهار المعلومة لديهم.
أما محمد بن أحمد القرشي المعروف باسم «ابن الضياء» فقال في كتابه (معالم القربة في أحكام الحسبة): «إنَّ الوجدان الشعبي ظنَّ أن النيل نزل على أجنحة الملائكة، وأن جبريل نزل بالنيل والفرات على جناحيه، فكان النيل على جناحه الأيسر، والفرات على جناحه الأيمن، وقال بعض الفضلاء: إنَّ هذا دليل على أنَّ ماء النيل أخف من ماء الفرات، لأنَّ الشيء الثقيل من عادته يُحمل على الجانب الأيمن، والخفيف على الجانب الأيسر».
وقد ذُكر نهر النيل في كتب الأحاديث النبوية (البخاري ومسلم)، فروى الإمام مسلم في صحيحه: «أن النبي ﷺ: رأى أربعة أنهار يخرج من أصلها نهران ظاهران ، ونهران باطنان ، فقلت: يا جبريل ، ما هذه الأنهار؟ قال: أما النهران الباطنان: فنهران في الجنة، وأما الظاهران: فالنيل والفرات» كما روى الإمام البخاري في صحيحه : عن أنس بن مالك، قال: قال رسول الله ﷺ: «رُفعت إلى السدرة، فإذا أربعة أنهار: نهران ظاهران ونهران باطنان ، فأما الظاهران: النيل والفرات ، وأما الباطنان: فنهران في الجنة»
كما ذكر القرآن قصة أم النبي موسى عندما ألقته في تابوت في نهر النيل خوفًا من أن يقتله فرعون مصر آنذاك، يقول الله: ﴿أَنِ اقْذِفِيهِ فِي التَّابُوتِ فَاقْذِفِيهِ فِي الْيَمِّ﴾ [طه:39]. ذكر العديد من المفسرين مثل الطبري والقرطبي أن معنى اليم في الآية هو «نهر النيل». يذكر القرآن أيضًا كيف خاطب فرعون قومه مذكرًا إياهم بملكوته يقول الله: ﴿وَنَادَى فِرْعَوْنُ فِي قَوْمِهِ قَالَ يَا قَوْمِ أَلَيْسَ لِي مُلْكُ مِصْرَ وَهَذِهِ الْأَنْهَارُ تَجْرِي مِنْ تَحْتِي أَفَلَا تُبْصِرُونَ ۝٥١﴾ [الزخرف:51]، ذكر كل من (السعدي والطبري) أن معنى الأنهار في الآية هو «نهر النيل وفروعه».

### في المصادر المسيحية

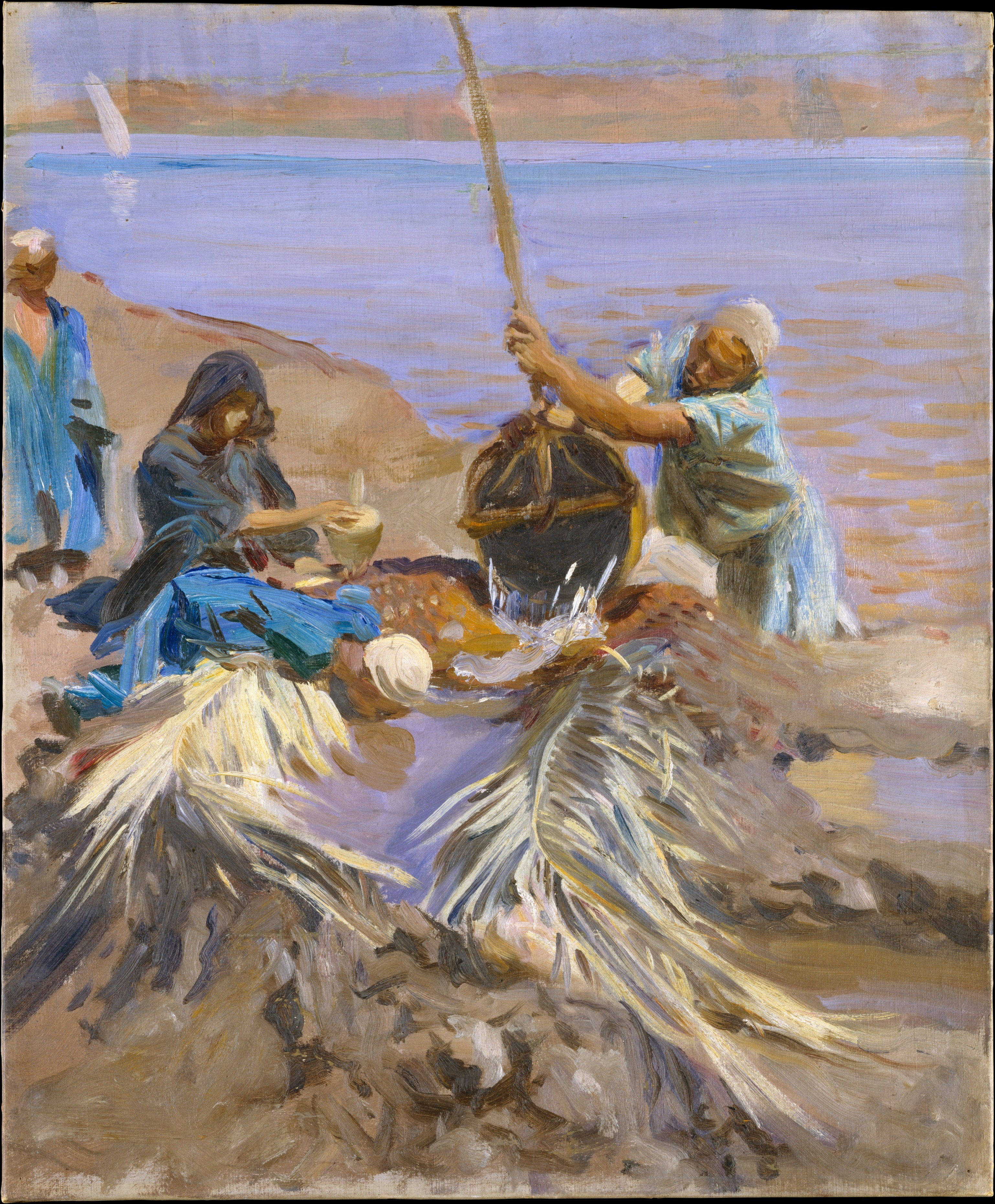
لوحة بالطلاء الزيتي للفنان جون سنغر سارغنت عن نهر النيل 1890.

ذُكر النيل في العهد القديم كثيرًا إلا أنه لم يُذكر في العهد الجديد، وقد ورد بأسماء مختلفة؛ فسُمي نهر النيل في أسفار (إشعيا 19: 7 و23: 3 وإرميا 46: 7 و8 وعاموس 8: 8 و9: 5)، أما الفرع الشرقي من النيل فسُمي شيحور أي «بحيرة حورس» كما في أسفار (يشوع 13: 3 وأخبار الأيام الأول 13: 5 وإرميا 2: 18)، واكتفى الكتاب المقدَّس أحيانًا بتسميته بالنهر فقط كما في أسفار (تكوين 41: 1 وحزقيال 1: 22 و2: 3 و5 و7: 20 و21) أو مياهُ مصر كما في أسفار (مزمور 105: 29 والخروج 6:8). وقد ذكر الكتاب المقدس المجاعة التي حصلت أيام يوسف ودامت لسبعِ سنين بسبب قحط الأرض، وأنَّ ذلك كان على الأرجح بسبب عدم فيضان النيل (تكوين 41: 54). كما وصف الكتاب المقدَّس طريقة فتح الأخاديد على جنبات النيل لدى المزارع بمياهه (تثنية 11: 10). أما الضربات العشر التي أنزلها الله بالمصريين قبيل خروج بني إسرائيل من بلادهم فكانت اثنتان منهُما على النيل: الأولى ضربة تحويل مياهه إلى دِماء، والثانية ضربة ملئِه بالضفادع، وكلاهما تُظهران قيمة النيل لمصر (خروج 7: 15-25 و8: 3-7). كما تنبَّأ النبي إشعيا بزوال الحياة في مصر وانقطاع نبات البابايروس (البردي) الذي كان يرمز للحياة ويستخدم كورق للكتابة، فقد جاء في سفر أشعيا الإصحاح 19:
«وتنضب مياه النيل وتجف الأحواض وتيبس. 6 تنتن القنوات، وتتناقص تفرعات النيل وتجف، ويتلف القصب والبردي. 7 وتذبل النباتات على ضفاف نهر النيل، والحقول والمزروعات كلها تجف، وكأنها لم تكن مخضرة. 8 فيئن الصيادون وطارحو الشصوص في النيل وينوحون ويتحسر الذين يلقون شباكهم في المياه. 9 ويتولى اليأس قلوب الذين يصنعون الكتان الممشط، ويفقد حائكو الكتان الفاخر كل أمل. 10 ويسحق الرجال، وهم أعمدة الأرض، ويكتئب كل عامل أجير.»

### في السينما
- 1963 - عروس النيل - فيلم خيال مصري من بطولة لبنى عبدالعزيز، رشدي أباظة وإخراج فطين عبدالوهاب.[168]
- 1971 - ثرثرة فوق النيل: وهو فيلم مصري أُنتج عام 1971، مقتبس عن رواية تحمل نفس الاسم للكاتب نجيب محفوظ.[169]
- 1972 - الناس والنيل: فيلم مصري من بطولة سعاد حسني وعزت العلايلي وإخراج يوسف شاهين.[170]
- 1990 - جبال القمر (Mountains of the Moon[الإنجليزية]) وهو فيلم مغامرات من إخراج بوب رافيلسون. يصور الرحلة التي قام بها ريتشارد فرانسيس برتون وجون هاننج سبيك في عام 1857-1858 إلى وسط إفريقيا، والتي بلغت ذروتها في اكتشاف سبيك لمنبع نهر النيل وأدت إلى تنافس مرير بين الرجلين. الفيلم من بطولة باتريك بيرجن بدور بيرتون وإيان غلين في دور سبيك.
- 2005 - سر النيل (Mystery of the Nile) فيلم وثائقي من إخراج الاسباني جوردي لومبارت[الإنجليزية]. يوثق الفيلم أول رحلة استكشافية ناجحة للإبحار على طول النيل الأزرق والنيل بالكامل من منبعه في إثيوبيا إلى البحر الأبيض المتوسط. قاد البعثة الجيولوجي باسكوال سكاتورو، واستغرقت 114 يومًا ابتداءً من 22 ديسمبر 2003 إلى 28 أبريل 2004.[171]
- 2020 - موت فوق النيل: وهو فيلم غموض أمريكي من إخراج كينيث براناه. الفيلم مقتبس من رواية تحمل نفس الاسم للكاتبة أجاثا كريستي.[lt 40]

## معرض صور

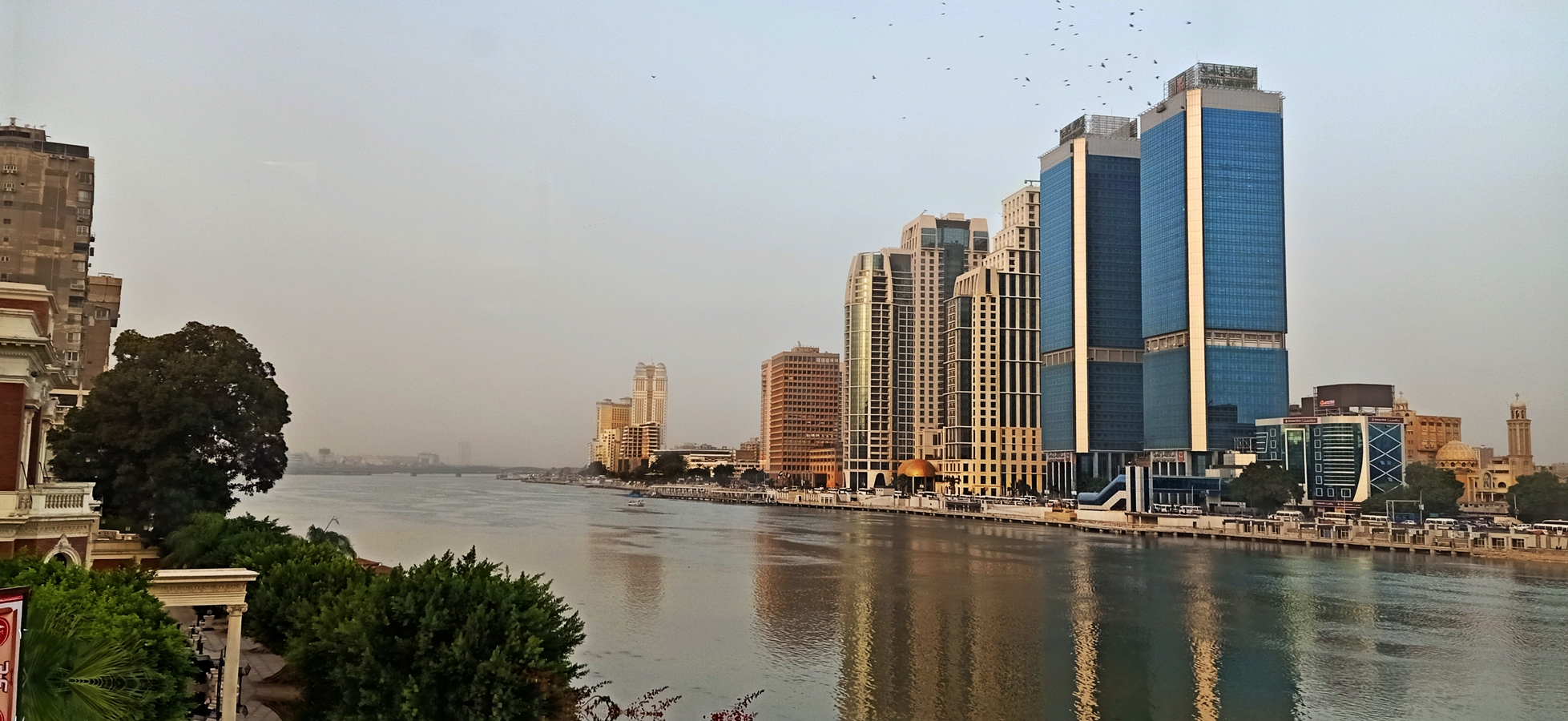
النيل في القاهرة.
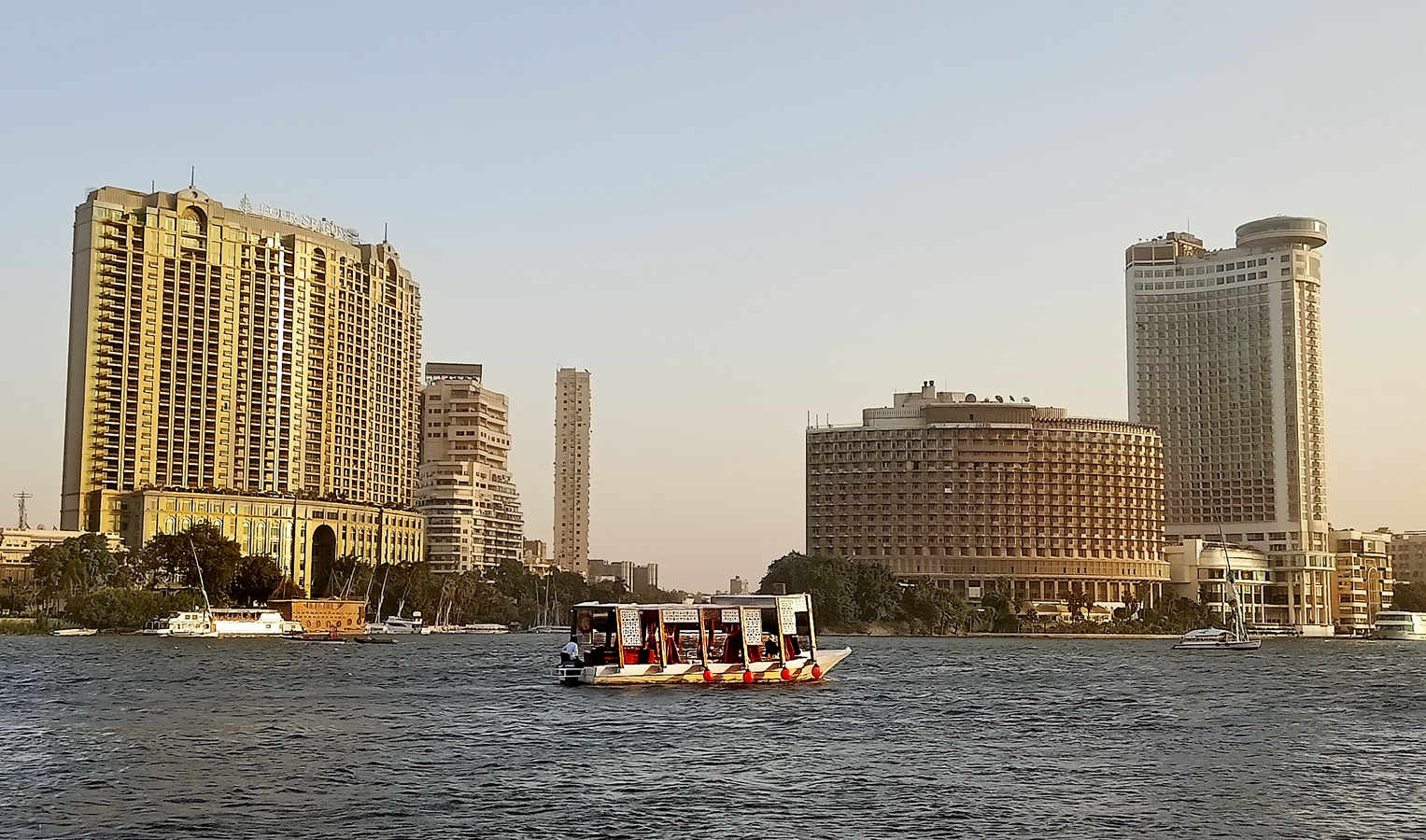
النيل في القاهرة.
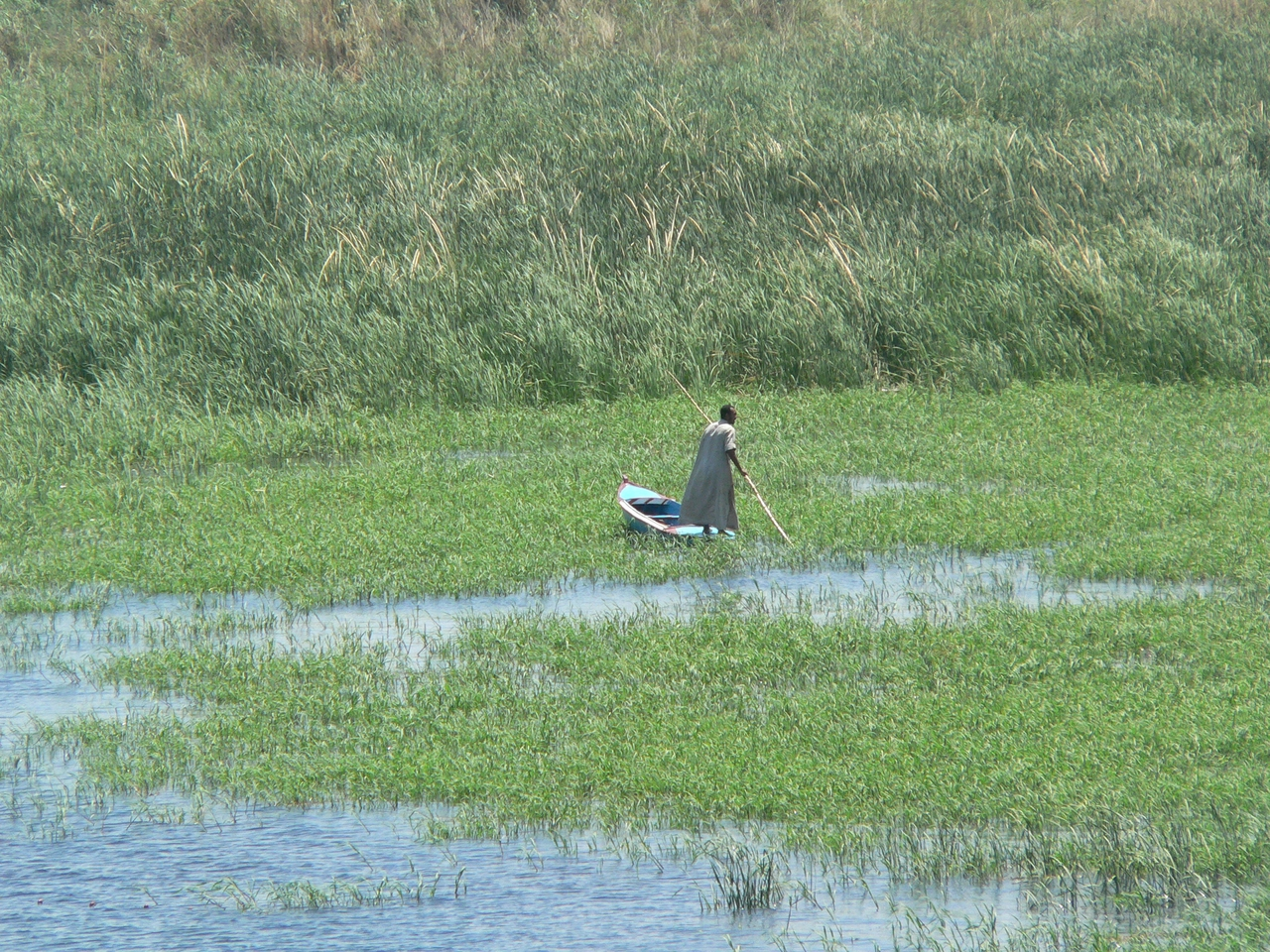
صيد الأسماك في نهر النيل
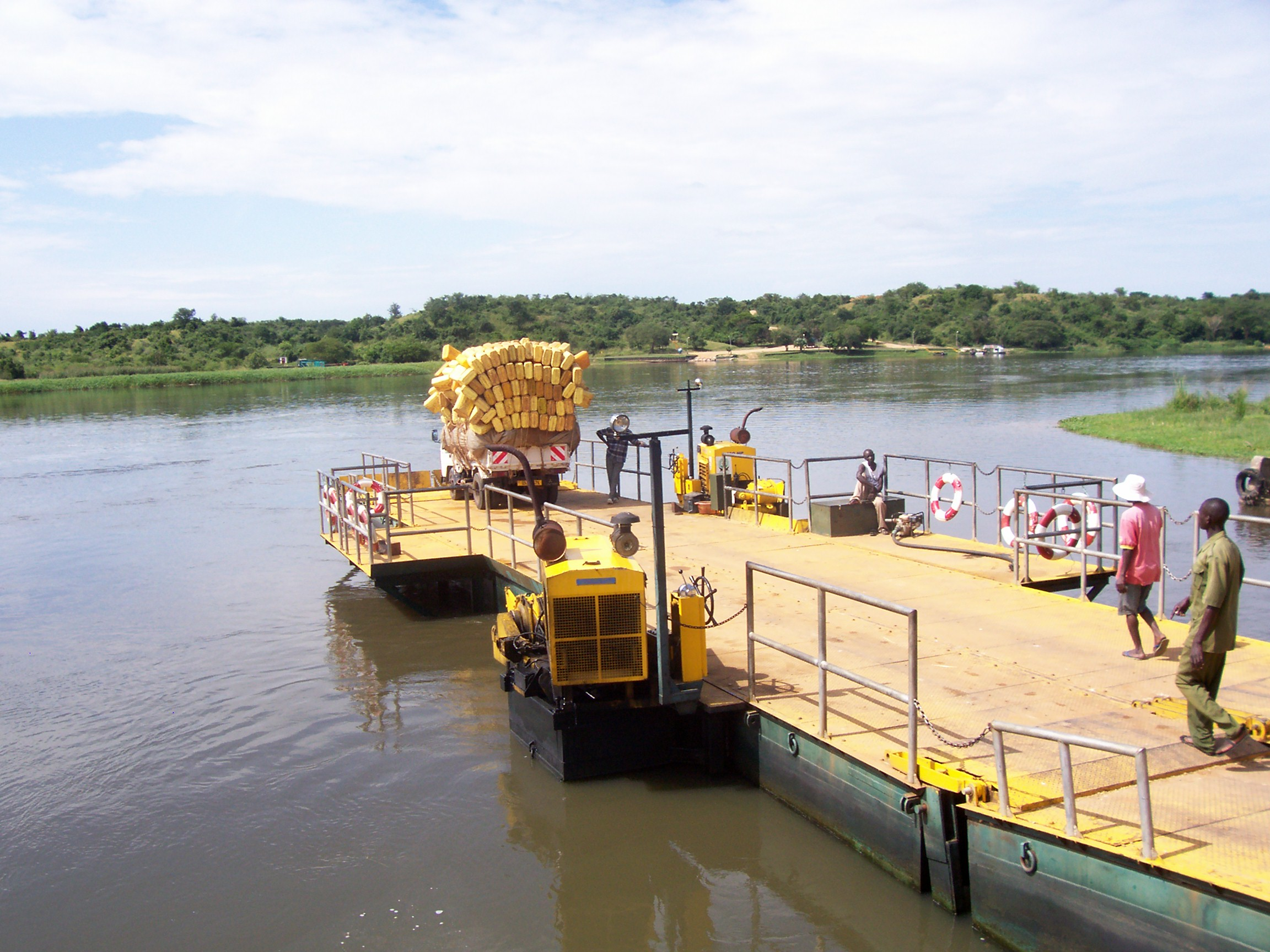
صورة لأحد مراسي النيل في أوغندة
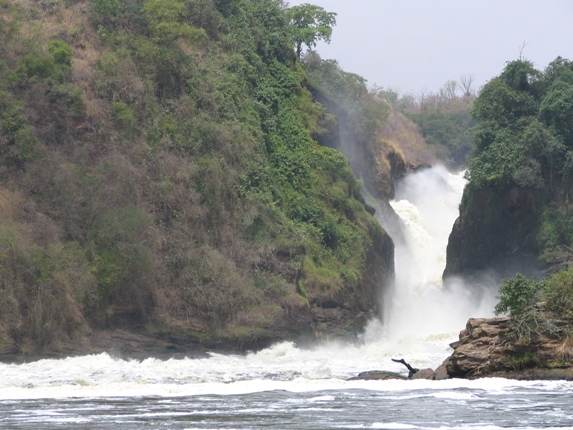
صورة لشلالات مورشيسون في أوغندا
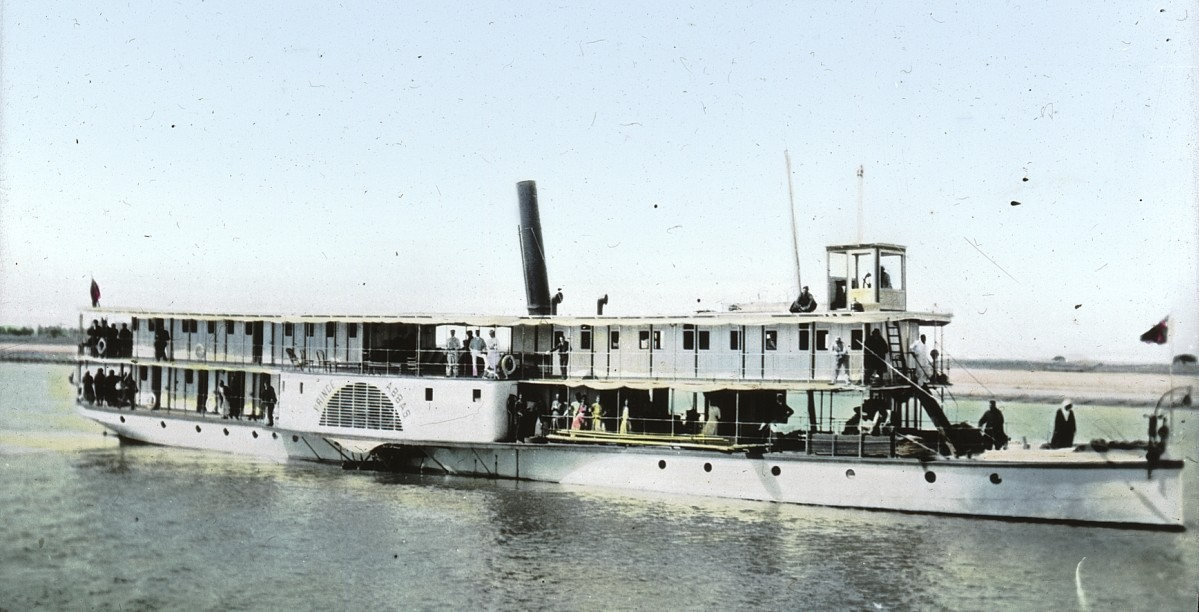
قارب في نهر النيل (1900)
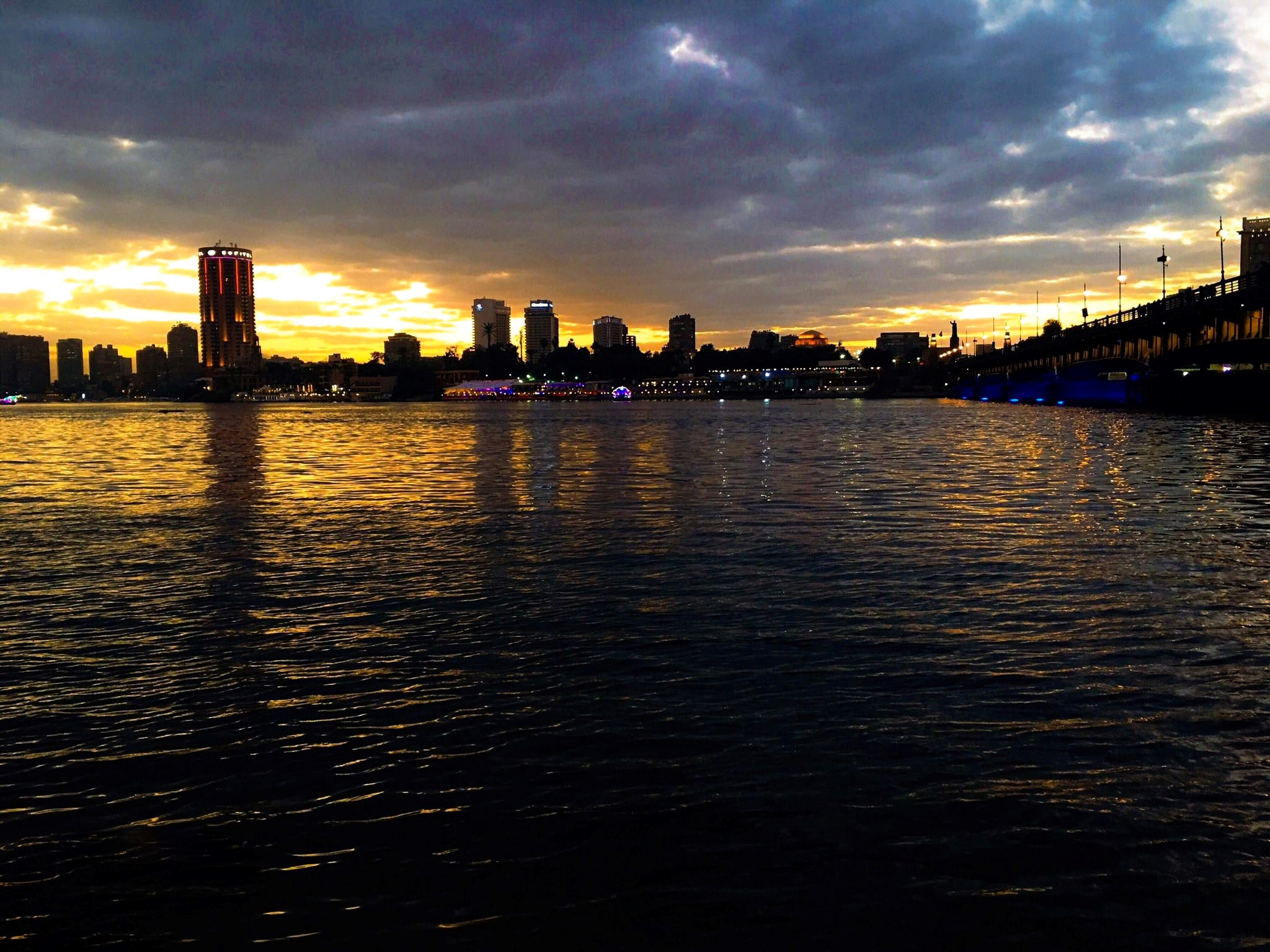
صورة لنهر النيل في مدينة القاهرة ليلاً
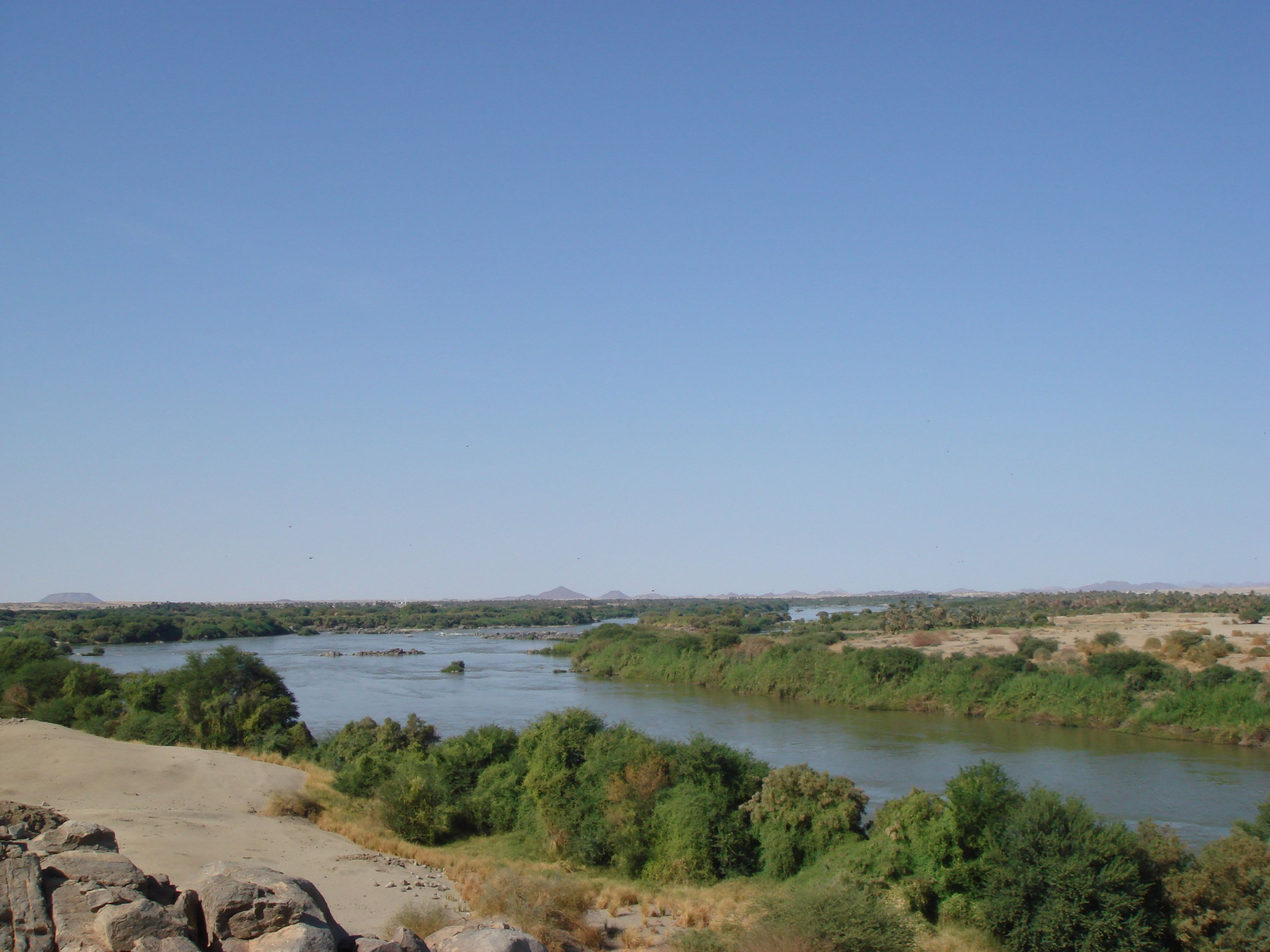
صورة للشلال الخامس في السودان
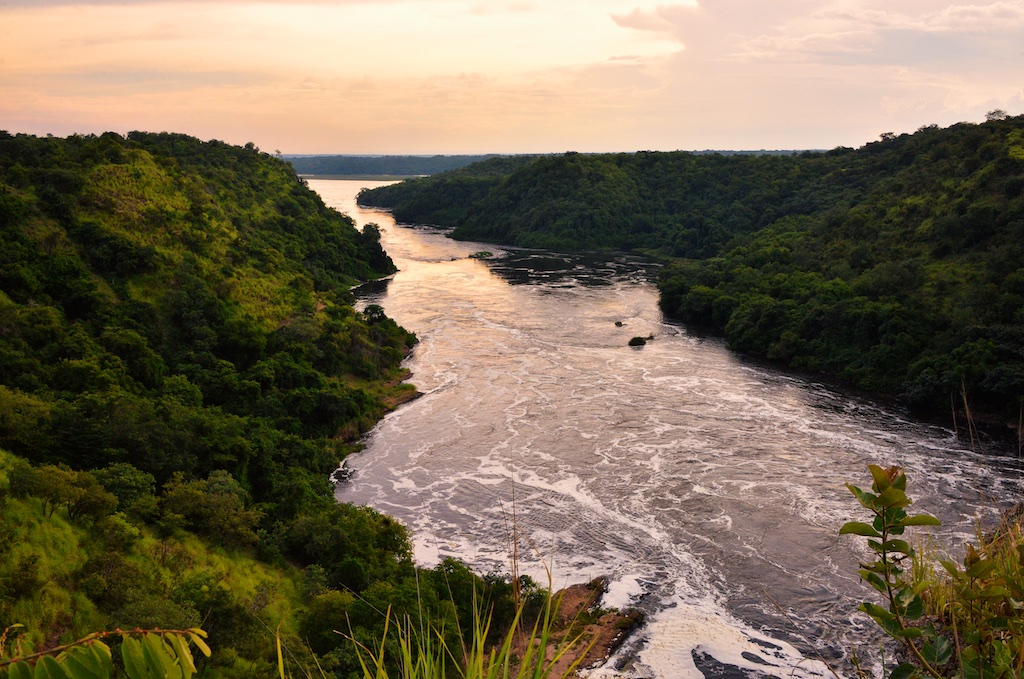
نهر النيل في أوغندا
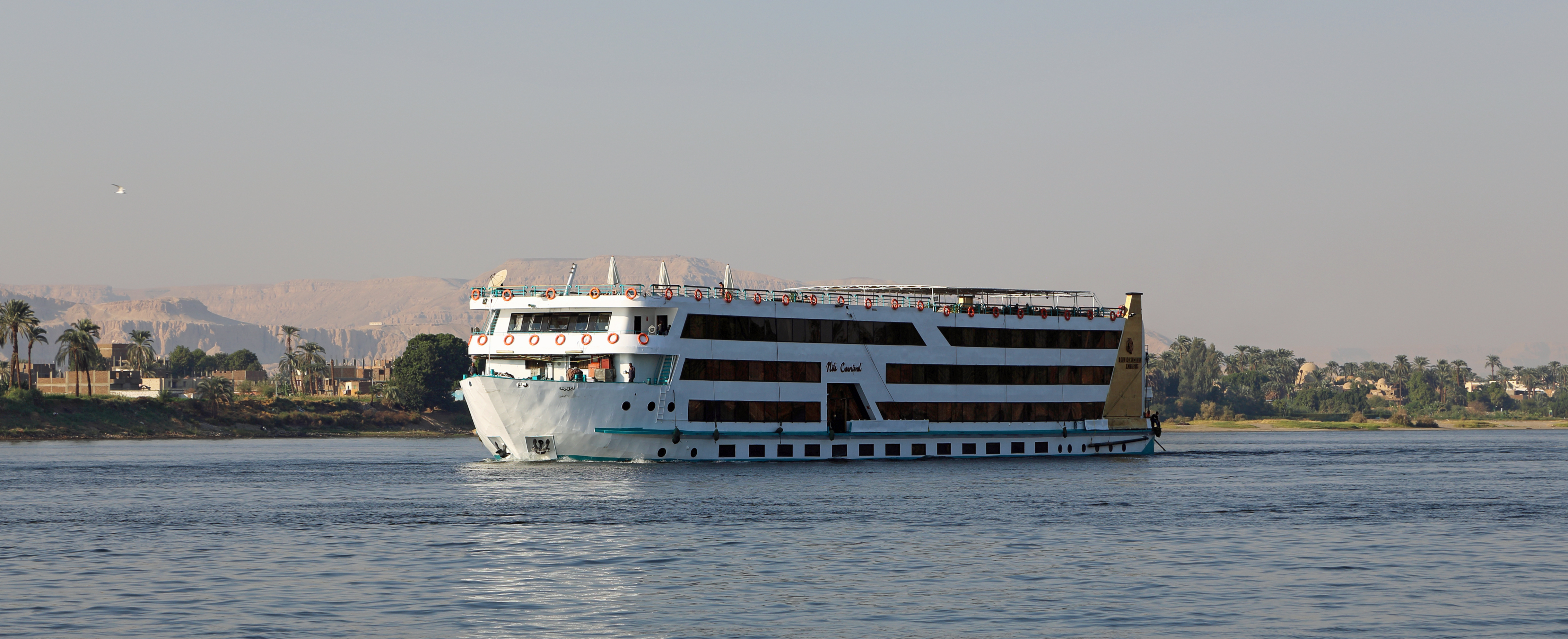
باخرة تقل سياحًا تعبر نهر النيل حيث تنشط السياحة النيلية

## قراءة موسعة
سعيد، رشدي. نهر النيل نشأته واستخدام مياهه في الماضي والمستقبل. القاهرة: دار الهلال.

## وصلات خارجية
- صور لنهر النيل في أسوان
- (بالإنجليزية) معلومات تقنية حول مياه النهر
- (بالإنجليزية) تاريخ وجيولوجيا نهر النيل
- (بالإنجليزية) معلومات حول نهر النيل
- (بالإنجليزية) صور فضائية لدلتا نهر النيل في مصر
- (بالإنجليزية) الموقع الرسمي لمبادرة حوض النيل
- (بالإنجليزية) موقع البنك الدولي عن مبادرة حوض النيل
- (بالعربية) نهر النيل